# Кавказская Албания
Кавка́зская Алба́ния (др.-греч. Ἀλβανία (Албания или Ариания), лат. Albania, парф. 𐫀𐫡𐫅𐫀𐫗 [Ардан], др.-арм. Աղուանք [Алуанк], пехл. 𐭭𐭠𐭫𐭫𐭠/𐫀𐫡𐫡𐫀𐫗 [Арран], груз. რანი [Рани], сир. ܐܪܐܢ [Аран], перс. رآن‎ [Ран], араб. الران‎ [ар-Ран]) — древнее государство, сформировавшееся в конце II — середине I веков до н. э. в Восточном Закавказье. Занимало часть территории современных Азербайджана, Грузии и Дагестана.
В античный период население Албанского царства, располагавшегося на левобережье Куры, представляло собой союз 26 племён, в основном говоривших на различных языках лезгинской ветви нахско-дагестанской семьи. Известны названия некоторых из них — албаны, гаргары, утии, гелы, сильвы (чилбы), леги, лупенци (лбины), дидуры и др.
На протяжении раннего средневековья Албания оставалась полиэтничной страной. Значительная часть разноязычного населения на территории Арцаха и Утика, принявшего христианство, была арменизирована. Одновременно происходил процесс картвелизации областей, лежащих в пограничной албано-иберийской зоне.
Потомками албанских племён являются народы лезгинской языковой группы: лезгины, рутулы, цахуры, удины и др. Потомками населения южных, прикаспийских областей, представлявшего собой смесь албанов, кадусиев, амардов, атропатенских мидян и других иранских племён, являются современные талыши и другие ираноязычные народности. Иранизированные албаны, населявшие восточные равнинные земли, приняли от арабов ислам, а ещё через несколько столетий тюркизировались, войдя в кавказскую часть азербайджанского этноса. Кавказские албаны участвовали в этногенезе армян Нагорного Карабаха, азербайджанцев, грузин Кахетии и некоторых дагестанских народов: лезгин, цахуров.
Первоначально Албанией именовали территорию на левобережье Куры, от среднего течения рек Иори и Алазани до Ахсу, от Большого Кавказа до Каспия. В 387 году в ходе Первого раздела Армении между Сасанидским Ираном и Римской империей территория Албанского царства была увеличена за счёт присоединения двух бывших провинций Великой Армении (Арцах и Утик), расположенных на правом берегу Куры. После этого название «Албания» распространилось и на эти территории. В 461 году самостоятельность Албанского царства была ликвидирована, и Албания стала марзпанством — провинцией (военно-административным округом) в составе Сасанидского государства (до VII века). В период правления сасанидских наместников (марзпанов) в подчинение им постепенно были переданы области Базкан (Баласакан), Хурсан, Шабран, Чола (Дербент), а также территории расселения легов (Лакз) и таваспаров (Табарсаран). Наибольших размеров территория Албании достигла в VII веке при Михранидах, которые правили «от пределов Иберии до ворот хонов и до реки Аракс».
Столицами Кавказской Албании в разное время были города Кабала (до VI века) и Партав. Другими крупными городами являлись Пайтакаран, Дербент, Шемаха и др..
О древней истории Албании свидетельствуют артефакты археологических культур — в частности, ялойлутепинской, керамика которой подтверждает существование культурных связей у населения данной территории не только с соседними народами Закавказья, но и с Малой и Передней Азией. В ходе археологических исследований было выявлено значительное мидийско-ахеменидское влияние на данных территориях.
Албаны, согласно античным источникам, наряду с сакасенами, кадусиями и мидянами входили в состав персидского войска Дария III, сражавшегося против македонян в битве при Гавгамелах. Археологические исследования позволяют предположить, что регион древней Албании являлся важным центром Ахеменидов в Закавказье. С падением ахеменидского государства населявшие Албанию племена, по-видимому, продолжали сохранять то же политическое устройство, что и при Ахеменидах, и, возможно, получили даже большую самостоятельность. Археологические находки позволяют говорить о связях Албании с эллинистическим миром. Отсутствие достаточных письменных и археологических источников не позволяет с уверенностью сделать заключение о социально-экономическом развитии албанского общества в IV—II вв. до н. э. Исследователи, тем не менее, считают возможным охарактеризовать общественный строй албанов как общинно-рабовладельческий. Появление зачатков албанской государственности могло иметь место в IV—III вв. до н. э., когда в античных источниках появились первые упоминания албанов. В I веке до н. э. Албанское царство уже принимает участие в жизни региона, причём римляне в этот период застали здесь уже установившуюся царскую власть, опиравшуюся на родовую знать и поддерживавшуюся большим, прекрасно вооружённым войском. По-настоящему древний мир познакомился с албанами во время походов Помпея, в 66 г. до н. э. В ходе этих событий были составлены первые подробные описания этой страны, которые дошли до нас в более позднем изложении Страбона.
С IX—X веков по крайней мере до XIII века часть территории, которую прежде занимала Кавказская Албания (правобережье Куры), была известна под персидским названием — Арран. Территория от Дербента на севере до дельты Куры на юге вплоть до Нового времени была известна как Ширван (Шарван).

## Этимология

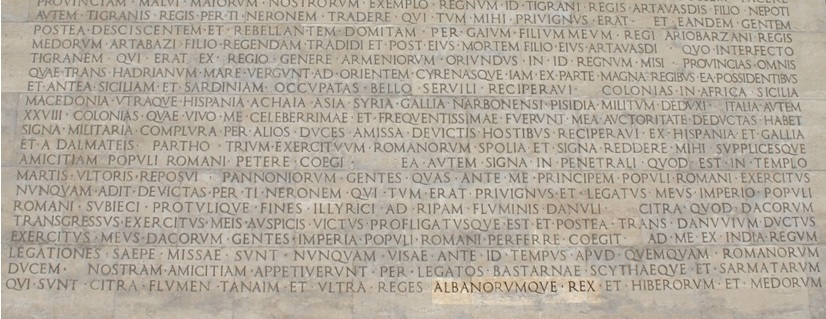
Фрагмент римской копии Анкирской надписи Августа с упоминанием албанских царей, что свидетельствует об установлении дипломатических отношений между Римом и Албанией

Название «Албания» появляется относительно поздно — не ранее I века до н. э. Советский историк Камилла Тревер в своей книге «Очерки по истории и культуре Кавказской Албании IV в. до н. э. — VII в. н. э.» (1959) исследовала вопрос происхождения названия «Албания» (в греческих и латинских источниках), «Алванк» (в армянских источниках), считая его не до конца выясненным. По её мнению, вопрос осложняется тем, что это же название носит страна на Балканах, а также этот термин встречается в топонимике Италии и Шотландии. Древним кельтским названием Шотландии было «Албания», а самый большой из шотландских гористых островов носит название «Арран»; так же именовалась Кавказская Албания после завоевания её арабами. По мнению автора, объяснение происхождения этого термина от латинского «albus» — «белый» и приписывание римлянам создания этого наименования необоснованно, так как римляне могли только придать латинское звучание названию местности.
По поводу происхождения названия «Алванк» Тревер приводит информацию из письменных источников раннего средневековья. Она цитирует слова историка V—VI веков Мовсеса Хоренаци, который пытался объяснить это название, ссылаясь на имя легендарного родоначальника рода Сисака, которому при распределении северных стран «выпала в наследство Албанская равнина с её горной частью, начиная от реки Ерасх (Аракс) до крепости, называемой Хнаракерт, и … страна эта по кротости нрава Сисака названа Алванк, так как ему самому название было Алу». То же самое объяснение, согласно Тревер, повторяет и историк VII века Моисей Каланкатуйский, указавший имя Аран этого представителя рода Сисакан, «который наследовал поля и горы Алванк».
Далее Тревер выделила ещё две версии. Первая — азербайджанского историка А. К. Бакиханова, который ещё в начале XIX века сделал предположение, что в этническом термине «албаны» заключается понятие «белые» (от лат. «albi») в смысле «свободные». При этом Бакиханов ссылался на Константина Порфирородного (X век), который употреблял термин «белые сербы», говоря о «свободных, непокорённых». Вторая — предположение российского востоковеда и кавказоведа Н. Я. Марра о том, что слово «Албания», как и название «Дагестан», означает «страна гор». Тревер указывает, что «принимая во внимание, что Балканская Албания, как и Шотландия, является страной горной, это объяснение Н. Я. Марра представляется довольно убедительным».
А. П. Новосельцев, В. Т. Пашуто и Л. В. Черепнин (1972) считают возможным происхождение этого названия от иранцев-аланов. Версии об иранском происхождении топонима придерживался и Г. Гумба (1986), который связывает его образование с ираноязычными сиракскими племенами.

## Население

### Античность

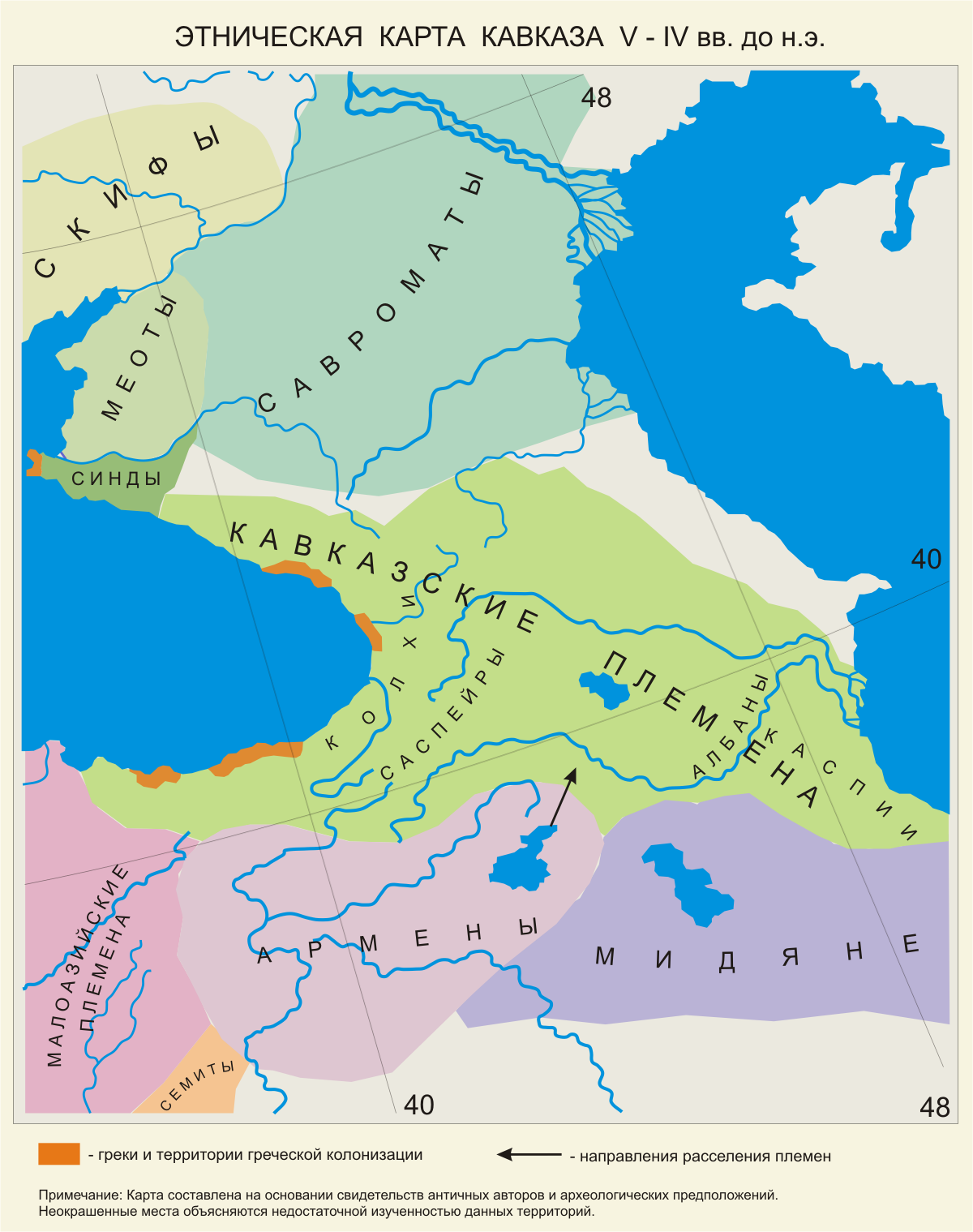
Этническая карта Кавказа в V—IV веках до н. э. Карта составлена на основании свидетельств античных авторов и археологических предположений. Неокрашенные места объясняются недостаточной изученностью данных территорий

В античный период население Кавказской Албании — албаны — представляло собой союз 26 племён, в основном говоривших на различных языках лезгинской ветви нахско-дагестанской семьи. От античных авторов сохранились названия некоторых из этих племён: албаны, гаргары, утии, гелы, сильвы (чилбы), леги, лупенци (лбины), дидуры. Племена албанского племенного союза населяли территории между Иберией и Каспийским морем, от Кавказского хребта до реки Кура, включая предгорья Большого Кавказа и юг современного Дагестана. Очевидно, что эти племена различались хозяйственным укладом — одни из них занимались земледелием (в том числе орошаемым), другие — пастушеством или вели полукочевой образ жизни.
По мнению историков, первоначально албанами называлось только одно из многочисленных племён, обитавшее на левом берегу Куры. Полагают, что оно инициировало создание племенного объединения, после чего название «албаны» распространилось и на другие племена. Согласно Страбону, албаны обитали между Иберией и Каспием, Плиний Старший локализовал их на пространстве от Кавказского хребта (montibus Caucasis) до реки Кура (ad Cyrum amnem), а Дион Кассий сообщал, что албаны живут «выше реки Кура» (др.-греч. Ἀλβανῶν τῶν ὑπὲρ τοῦ Κύρνου οἰκούντων). Согласно российскому и советскому востоковеду первой четверти XX века В. В. Бартольду, албаны жили на прикаспийских равнинах. По мнению Тревер, коренной территорией расселения албанов являлось среднее и нижнее течение Куры, главным образом левобережье, но в состав Албании входило и правобережное низовье, в древности носившее название Каспианы. Ряд советских академических изданий локализует албанов на левобережье Аракса, в Мильской степи и на территории современного Карабаха. В. Ф. Минорский, один из крупнейших специалистов по истории Закавказья, локализовал албанов на открытой равнине.
Античные авторы, описывая албанов, отмечали их высокий рост, светлые волосы и серые глаза. Именно таким представляется учёным-антропологам древнейший тип коренного кавказского населения — кавкасионский, широко представленный в настоящее время в горных районах Дагестана, Грузии и отчасти Азербайджана.
Среди всех племён самым значительным (крупным) были гаргары, на что указывают многие исследователи. Как пишет Тревер, гаргары являлись наиболее культурным и ведущим албанским племенем. О гаргарах и амазонках подробно писал древнегреческий географ Страбон. По мнению Тревер, возможно, упоминаемые древними авторами «амазонки» — это искаженный этнический термин «алазоны», обитатели местности по р. Алазани, у которых пережитки матриархата могли сохраняться несколько дольше, чем у других кавказских народов. Термин может обозначать «кочевники» (от глагола «бродить», «скитаться», «блуждать»), то есть кочевые племена, быть может, из состава гаргаров. Немецкий лингвист Вольфганг Шульце отмечает, что лингвистическая связь между этнонимом «гаргары» и армянским топонимом «даштн Гаргарцик» — территория, расположенная к юго-востоку от среднего течения Куры, — выглядит заманчивой. Название этого племени сохранилось в названии реки Гаргар. Исследователи утверждают, что на базе гаргарского языка в V веке был создан албанский алфавит.
На побережье Каспийского моря, а также на левобережье и правобережье Куры (ниже устья Алазани) жили утии (удины). Этническое наименование этого племени сохранилось в трудах древних историков как название области Отена (греч.) или Утик (арм.) на правобережье Куры, входившей до IV в. в Великую Армению, а затем переданной в состав Албанского царства. В соседней области Сакасена (Шакашен) обитало племя ираноязычных саков (саксанов). Эта область в VII—VI веках до н. э. была центром скифского царства в Закавказье. Потомки скифских племён, осевших в плодородных долинах по берегам Куры — на правом в области Сакасена и на левом в предгорьях Кавказа, в районе Шеки, — также входили в албанский племенной союз.
Ещё одним племенем, входившим в албанский союз, были лупенци (лбины). Княжество лбинов располагалось между северо-восточной границей Албании и Каспийским морем.
По сообщению Страбона, в области Камбисена на левобережье Куры наряду с албанами и иберами проживали армяне. Историк назвал эту область самой северной частью Армении.
Как отмечает К. Тревер, в Албании, в отличие от Армении, процессы ассимиляции протекали медленнее ввиду большей раздробленности племенных союзов, более слабого их общения между собой и отсутствия общих экономических интересов. Наиболее изолированными были племена, обитавшие в ущельях и предгорьях Кавказа, и горские племена южного Дагестана, сохранявшие свои местные языки и наречия. Политическое объединение албанов не было, по-видимому, столь прочным, как армянское, поэтому политическая и этническая пестрота изживались медленнее.
| Этноним | Временной период события | Дата источника                  | Автор               | Источник                                 | Описание                                                                                     |
| ------- | ------------------------ | ------------------------------- | ------------------- | ---------------------------------------- | -------------------------------------------------------------------------------------------- |
|         |                          |                                 |                     |                                          |                                                                                              |
| Утии    | 490—480 годы до н. э.    | Вторая половина V века до н. э. | Геродот             | «История» III, 93                        | Упоминаются как данники ахеменидской державы                                                 |
| Утии    | 490—480 годы до н. э.    | Вторая половина V века до н. э. | Геродот             | «История» VII, 68                        | В составе ахеменидского войска                                                               |
| Албаны  | Около 10 года н. э.      | Около 10 года н. э.             |                     | «Деяния божественного Августа» 31        | Царь албанов посылает своих послов к Октавиану Августу                                       |
| Албаны  |                          | Начало I века н. э.             | Страбон             | «География» XI 4, 1—8                    | Подробный этнографический обзор                                                              |
| Гаргары |                          | Начало I века н. э.             | Страбон             | «География» XI 5, 1                      | Сообщение о соседстве с амазонками                                                           |
| Албаны  |                          | Вторая половина I века н. э.    | Плиний Старший      | «Естественная история» кн. VII, 2        | Описание как людей с серо-голубыми глазами, седых с рождения и видящих ночью лучше, чем днём |
| Албаны  | 330 год до н. э. (?)     | Вторая половина I века н. э.    | Плиний Старший      | «Естественная история» кн. VIII, 61      | Царь Албании дарит Александру Македонскому собаку                                            |
| Албаны  |                          | Вторая половина I века н. э.    | Плиний Старший      | «Естественная история» кн. VI, 11        | Албаны живут на прикуринской равнине и упоминается город Кабалака                            |
| Удины   |                          | Вторая половина I века н. э.    | Плиний Старший      | «Естественная история» кн. VI, 15        | Описываются как скифское племя                                                               |
| Албаны  |                          | Вторая половина I века н. э.    | Плиний Старший      | «Естественная история» кн. VI, 15        | Описываются как потомки Ясона                                                                |
| Утии    |                          | Вторая половина I века н. э.    | Плиний Старший      | «Естественная история» кн. VI, 15        | Племя                                                                                        |
| Албаны  | 65 год до н. э.          | Конец I века н. э.              | Плутарх             | «Сравнительные жизнеописания» Помпей 35  | Кавказская кампания Помпея — столкновения с албанской армией во главе с царём Оройсом        |
| Албаны  | 331 год до н. э.         | II век н. э.                    | Арриан              | «Анабасис Александра» 3,8,4; 3,11,4      | В составе войск под командованием Атропата                                                   |
| Албаны  |                          | Вторая половина II века н. э.   | Клавдий Птолемей    | «Руководство по географии» V, 12         | Названия и географические данные городов                                                     |
| Албаны  | 65 год до н. э.          | Первая половина III века н. э.  | Дион Кассий         | «Римская история» 37, 1—5                | Кавказская кампания Помпея — столкновения с албанской армией во главе с царём Оройсом        |
| Албаны  | 114 год н. э.            | Вторая половина IV века н. э.   | Флавий Евтропий     | «Бревиарий от основания города» III, 3,1 | Траян назначает албанам царя                                                                 |
| Албаны  | 114 год н. э.            | Вторая половина IV века н. э.   | Фест (историк)      | «Бревиарий деяний римского народа» XX, 2 | Траян назначает албанам царя                                                                 |
| Албаны  | После 400 года н. э.     | V век н. э.                     | Корюн               | «Житие Маштоца» XVI (288)                | Албаны, обладающие варварским языком, получили письменность от Месропа Маштоца               |
| Гаргары | После 400 года н. э.     | V век н. э.                     | Мовсес Хоренаци     | «История Армении» III, 54                | Албаны, обладающие варварским языком, получили письменность от Месропа Маштоца               |
| Гаргары | После 400 года н. э.     | VII век н. э. (?)               | Мовсес Каланкатуаци | «История страны Алуанк» II, 3            | Албаны, обладающие варварским языком, получили письменность от Месропа Маштоца               |

### Средневековье
На протяжении истории единой консолидированной албанской народности так и не сложилось, Албания оставалась полиэтничной страной.
После присоединения к Албании областей правобережья Кура армянское языковое и культурное влияние стало более интенсивным. Так, значительная часть албанского разноязычного населения на правобережье Куры (то есть на территории прежних провинций Великой Армении Арцах и Утик), приняв христианство, в раннем средневековье перешла на армянский язык, смешалась с армянами и была арменизирована. Как отмечает Тревер, по всей видимости, в Албании кроме албанского в качестве языка письменности использовался также и армянский, на котором к V—VII вв. говорило население Арцаха и Утика. После переноса в V веке столицы из Кабалы в Партав культура Кавказской Албании по сути была армянской. К 700 году относится сообщение о существовании арцахского диалекта армянского языка. Армянский язык и культура были широко распространены в Албании. А. П. Новосельцев отмечает, что к VII веку, ещё до перехода Албанской церкви в подчинение Армянской апостольской церкви, часть населения Кавказской Албании была уже арменизирована и этот процесс усилился в последующие века.
Средневековые мусульманские авторы, как и античные, упоминали многочисленные племена, проживавшие на территории исторической Албании — в предгорьях Большого Кавказа, на левобережье Куры: «Говорят, что на вершинах гор, простирающихся в смежности с Баб-ул-Абвабом, живёт более семидесяти различных племен, и у каждого племени особый язык, так что они не понимают друг друга».
В X веке, по сообщениям арабских источников, в районе столицы — города Барда, располагавшегося в равнинной части Утика, — ещё продолжалось использование албанского языка, но затем упоминания о нём исчезают. Согласно армянскому историку монгольского периода Хетуму (конец XIII — начало XIV веков), в его время ещё применялась албанская письменность. Горные области Албании, которые были населены народом, имевшим общее с армянами вероисповедание и отстаивавшим свою национальную культуру и независимость, он называет «halojen», что схоже с «aluan» — термином, обозначавшим у армян народ и страну албан. В XII—XV веках прибежищем арменизированного христианского населения стали горные районы Карабаха, усиленно сопротивлявшиеся тюркизации. Существуют свидетельства о проживании удин на территории древнего Утика в начале Нового времени. Так, согласно сообщениям Закария Канакерци, в XVII веке на территории Карабаха было поднято восстание, во главе которого стоял «некий человек из племени алван, которых зовут удинами, из алванского города Гадзака».
В раннем Средневековье также происходил процесс картвелизации областей, лежащих в пограничной албано-иберийской зоне. Так, картвелизованные западные албанские племена составили основу населения исторической провинции Эрети.
Южные, прикаспийские области, — в частности, Каспиана (Пайтакаран), — в древности были населены каспиями, давшими название морю и ассимилировавшимися с другими народами к I веку н. э. Потомками более позднего населения региона, представлявшего собой смесь албанов, кадусиев, амардов, атропатенских мидян и других иранских племён, является частью современных талышей и ираноязычного анклава на побережье Каспийского моря.
Уже в IX—X столетиях понятия «Албания» и «албанский» были, скорее, историческими. А. Новосельцев отмечал, что встречающееся в этот период в армянских источниках название «страна алван» обозначало лишь географические границы юрисдикции агванского католикоса — одного из иерархов Армянской апостольской церкви — на арменизированном правобережье Куры. Пёстрое в этническом плане городское население левобережной Албании к этому времени всё больше переходило на персидский язык, тогда как сельское население, по-видимому, ещё долгое время в основном сохраняло языки, родственные современным дагестанским, прежде всего языкам лезгинской группы.
Иранизированные албаны, населявшие восточные равнинные земли, приняли от арабов ислам и усвоили арабскую письменность, а ещё через несколько столетий тюркизировались, войдя в кавказскую часть азербайджанского этноса. В XII—XV веках предгорная часть Аррана интенсивно заселилась тюркскими кочевниками, и постепенно персидское название «Арран» заменилось на «Карабах» (тюркско-иранское «Чёрный сад»).
По мнению главного редактора «Этноисторического словаря Российской и Советской империй» американского историка Джеймса Ольсона (James S. Olson), албанское государство прекратило существование в IX веке. Автор констатирует, что кавказские албаны участвовали в этногенезе армян Нагорного Карабаха, азербайджанцев, грузин Кахетии и некоторых дагестанских народов: лакцев, лезгин и цахуров. Другой американский историк Р. Хьюсен отмечает, что албанское государство как союз разноязыких племён начало распадаться в период арабского завоевания и прекратило своё существование к X веку. Что касается албанского этноса, то он, «возможно, просуществовал дольше».

## Территория

### Древнейшая территория

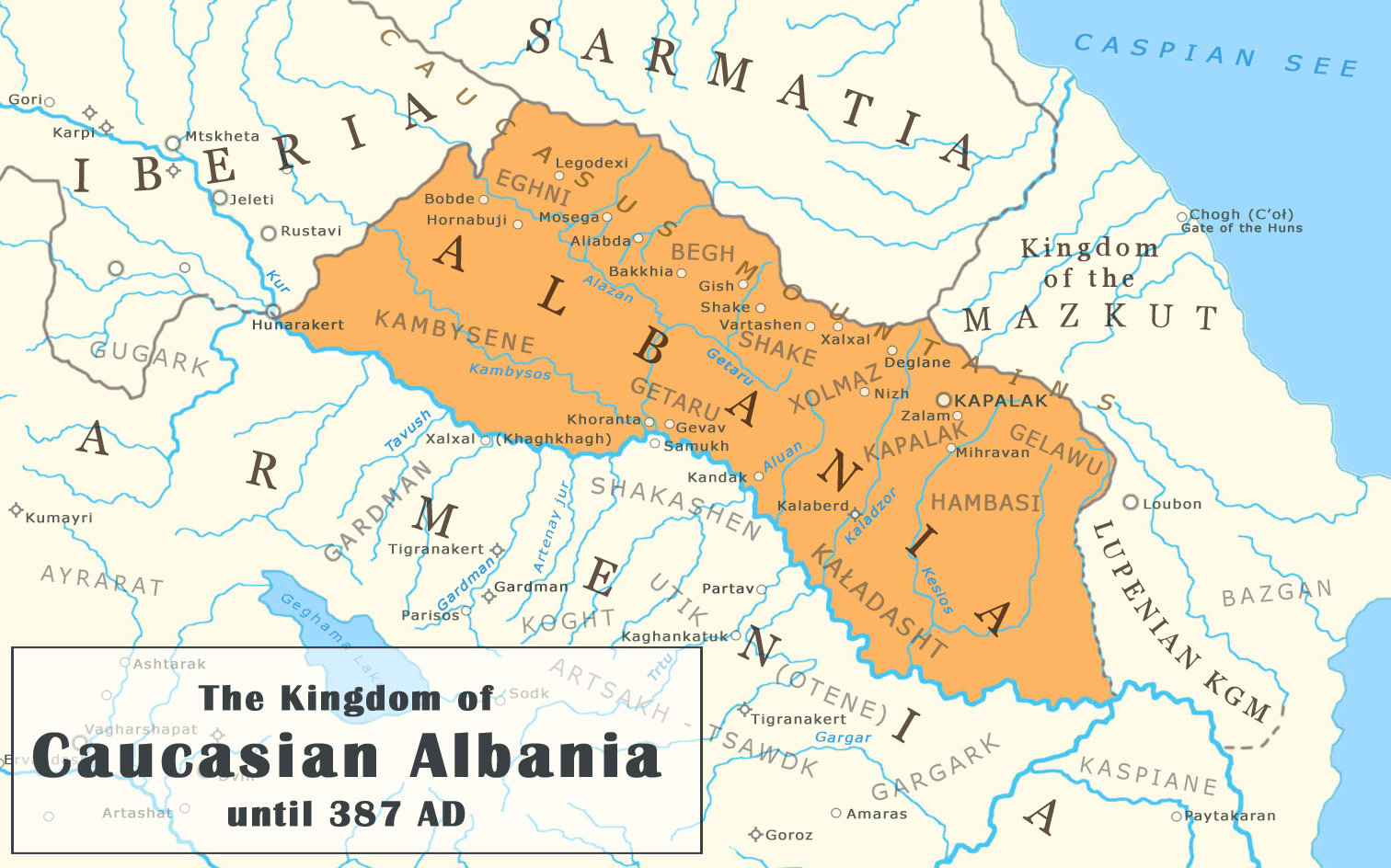
Территория Кавказской Албании до 387 года, согласно общепринятой в мировой науке концепции

Первоначальная территория Албании локализовалась в средней части долины реки Куры к северу от неё. Согласно Плинию и Птолемею, территория Албании простиралась и по ту сторону Кавказских гор.
Албания в античный период состояла из 11 областей:
- Елни (Хени) — область, локализуемая на территории современного Загатальского района Азербайджана[89]
- Камбечан (Камбисена) — самая большая провинция Албании[89]. По сообщению Страбона, в этой области «армяне граничат одновременно с иберами и албанами», что является указанием на полиэтнический состав населения Камбисены[53]. Он также упоминает её как самую северную часть Армении. Через Камбисену шла дорога, соединяющая Албанию и Иберию[90]. Согласно Плутарху, зимой 66—65 гг. до н. э. через эту провинцию со своими войсками прошёл римский полководец Гней Помпей, преследовавший Митридата Евпатора[91][89]. Область получила своё название от реки Камбиз[90]
- Бел (Бих, Бех) — область между реками Мургал и Кара-чай, на территории современного Гахского района Азербайджана. Советский историк С. Еремян усматривал связь между названием области и армянским словом «բեղ» ([beł]) — «фрукт»[89]
- Шаке, Шеки (Сахе) — у Птолемея (V.12.5) упоминается как «Osika»[92]
- Гетару — область, располагавшаяся на равнинах между реками Алазань и Агричай, а также между Курой и Алджиганчай. Упоминается Птолемеем («Гайтара») и в «Ашхарацуйце» («Гетару»)[92]. Армянский лингвист Г. Мартиросян выдвинул гипотезу о происхождении этого названия от армянского getaṙ — «русло реки», «побережье реки»[93]
- Холмаз — область в районе современного села Хачмаз в Огузском районе Азербайджана[94]
- Каладашт (Каладзор, Кала) — область, охватывавшая равнину в нижнем течении рек Турианчай и Алджиган-чай, территорию современного Агдашского района Азербайджана и район Мингечевира. Центром области была крепость Калаберд, позже известная как Алберд (в совр. Агдаше)[95]
- Кабалак (Остан-и-Марзпан) — область вокруг города Кабалы, столицы Албании. Название «Остан-и-Марзпан» означает «место марзпана», наместника персидского шаханшаха (с VI века). [94]
- Хамбаси — область, локализуемая приблизительно в районе истоков рек Гёйчай и Гирдыманчай[94]
- Гелаву — область в районе современного села Кялва в Ахсуйском районе Азербайджана. Название области связывают с племенем гелов, обитавшим в северо-восточной части Кавказских гор, к югу от легов[94]
- Дашт-и Базкан (Hejeri) — область на Ширванской равнине, между рекой Ахсу и Апшеронским полуостровом. В начале VI века, после падения династии Аршакидов в Албании, Дашт-и Базкан становится княжеством с центром в Шамахе[96][97]

Древнегреческий историк Клавдий Птолемей (II век н. э.) в своём географическом описании Албании приводит названия 29 городов и населённых пунктов, но подавляющее большинство из них однозначной локализации не поддаётся.
| Порядковый номер       | Название                                   | Греческое название | Координаты по Птолемею | Предполагаемая локализация |  |
| ---------------------- | ------------------------------------------ | ------------------ | ---------------------- | --- |  |
|                        |                                            |                    |                        | |  |
| Первая зона            |                                            |                    |                        | |  |
| 1                      | Баккhия или Бакрия                         | BAKPIA→BAKXIA      | 77° 46°30’             | Бакурцихе или Вакири — пункты, расположенные на дороге Гурджаани — Сигнахи                                                         |  |
| 2                      | Сануа или Санора                           | ΣANOPA→ΣANOYA      | 77°40’ 46°40’          | Цнори — станция, находящаяся в нескольких километрах от Сигнахи                                                                    |  |
| 3                      | Деглане, первоначально, возможно, Дзигаане | ΔZIГААNΗ→ΔНГΛАNН   | 77°20’ 45°45’          | Джугаани — село к юго-востоку от Цнори                                                                                             |  |
| 4                      | Нига или Нага                              | NAΓA→NΙΓA          | 77°20’ 45°15’          | Дзевели Анага «старый Анага» — населённый пункт, находящийся к юго-востоку от Цнори и Джугаани, недалеко от Тибаани                |  |
| Вторая зона            |                                            |                    |                        | |  |
| 5                      | Лагода или Тагода                          | ΛΑΓΩΔΑ→ΤΑΓΩΔΑ      | 77°30’ 46°50’          | Лагодехи — город у подножия Большого Кавказа                                                                                       |  |
| 6                      | Мосега                                     | ΜΟΣΗΓΑ             | 79° 47°                | Мацех — село рядом с городом Загатала, у подножия Кавказских гор                                                                   |  |
| 7                      | Иобулу                                     | ΙΟΒΟΥΛΑ            | 78° 46°20’             | Алибейли — село в Гахском районе Азербайджана, на левом берегу Курмухчая                                                           |  |
| 8                      | Иуна                                       | ΙΟΥΝΑ              | 79° 46°                | Джунуд — село к северо-западу от города Шеки                                                                                       |  |
| 9                      | Аблиана или Аблиала                        | ΑΒΛΙΑΝΑ            | 78° 45°15’             | Алияр — село у восточного рукава Айричая                                                                                           |  |
| 10                     | Мамекhия или Мал(л)екhия                   | MAΛ(Λ)EXIА→MAMEXIA | 79°45’ 45°40’          | Малых — село к югу от города Огуз, недалеко от села Дашагыл                                                                        |  |
| 11                     | Гайтара или Гайтаwра                       | ΓΑΙΤΑΥΡΑ           | 79°30’ 45°             | Город Мингечевир |  |
| 12                     | Сиода                                      | ΣΙΟΔΑ              | 78°15’ 44°40’          | Локализация не установлена |  |
| 13                     | Адиабла                                    | AΔΙΑΒΔ             | 79° 45°30’             | Алиабад — посёлок в Загатальском районе Азербайджана                                                                               |  |
| 14                     | Осика                                      | OΣIKA              | 77°30’ 44°45’          | Город Шеки |  |
| 15                     | Барука или Баруда                          | ВАРОΥΔΑ→ВАРОУКА'   | 79°20’ 44°40’          | Город Огуз |  |
| 16                     | Самунис или Самухис                        | ΣΑΜΟΥΧΙΣ→ΣΑΜΟΥΝΙΣ' | 79° 46°40’             | Город Самух |  |
| 17                     | Эмболайя или Эблайя                        | ЕМВОΛАIА           | 78°30’ 45°40’          | Город Евлах |  |
| Третья зона            |                                            |                    |                        | |  |
| 18                     | Кhабала                                    | ХАВАΛА             | 80° 47°                | Кабала (Чухур-Габала) — столица Албании                                                                                            |  |
| 19                     | Кhалакhа                                   | ХАΛАХА→ΧΑΔΑΧΑ      | 81° 46°                | Локализация не установлена |  |
| 20                     | Кhобота                                    | ΧΟΒΩΤΑ             | 80°30’ 46°45’          | Хачмаз — село в Огузском районе Азербайджана                                                                                       |  |
| 21                     | Мисия или Нисия                            | NIZIA→MIΣIA        | 81° 46°20’             | Нидж — село в Габалинском районе Азербайджана                                                                                      |  |
| 22                     | Алам                                       | ΑΛΑΜΟΣ             | 82° 46°15’             | Залам — село на берегу западного притока реки Гёйчай в Габалинском районе Азербайджана                                             |  |
| 23                     | Албана                                     | ΑΛΒΑΝΑ             | 81°40’ 45°50’          | Отождествляется с селом Араб. Город Албана находился между Турианчаем и Гёйчаем, на северной границе Ширванской равнины            |  |
| 24                     | Бозиат или Бозиати                         | BOPZIANA→BOZIATA   | 80° 46°20’             | Населённый пункт находился где-то рядом с селом Варданлы                                                                           |  |
| Четвёртая и пятая зоны |                                            |                    |                        | |  |
| 25                     | Тhабилака                                  | ΘΑΚΛΑΒΙΑ→ΘΑΒΙΛΑΚΑ  | 82°45’ 46°50’          | Таглабиан — село в Исмаиллинском районе Азербайджана, в 8 км к югу от села Лагич                                                   |  |
| 26                     | Гелда                                      | ΓΕΛΔΑ              | 83° 46°30’             | Населённый пункт должен был находиться недалеко от сёл Гягяли и Гёйлярдаг                                                          |  |
| 27                     | Thuawny                                    | ΘΙΑΒΙΑ             | 82°15’ 46°40’          | Точная локализация не известна. Поселение находилось между реками Гирдыманчай и Гёйчай, не севернее села Миджана и города Исмаиллы |  |
| 28                     | Тhилбис                                    | ΘIΛВIΣ             | 84°15’ 46°50’          | Может быть локализован в Гарадагском районе Баку, рядом с Чеильдагом                                                               |  |
| 29                     | Телайба                                    | ТЕΛАIВА            | 85° 46°40’             | Может быть локализован на границе Гобустана                                                                                        |  |

По мнению большинства авторов, в античный период на юге граница Албании с Великой Армении проходила по Куре до её слияния с Араксом. Граница могла установиться в начале II века до н. э., когда основатель Великой Армении Арташес I, предположительно, завоевал Куро-Аракское междуречье у Мидии Атропатены (либо покорил жившие там албанские племена). По мнению иных специалистов некоторые территории были отторгнуты у Албании в период правления Тиграна II в начале I века до н. э.: согласно Б. Аракеляну и А. Иоаннисяну — Арцах и Утик, согласно «Очеркам истории СССР» — Сакасена и Отена, согласно «Истории Востока» — Утик, согласно М. Дьяконову и О. Кудрявцеву — «ряд пограничных албанских областей». В. Минорский считает, что необходимо делать различие между территориями, где были расселены албанские племена и территориями фактического контроля албанских царей. Территории с албанским населением были урезаны правителями Армении, подверглись арменизации и только в 387 году вернулись под контроль царей Албании. При этом высказываются мнения, что эти территории были присоединены к Ервандидской Армении ещё ранее, в IV—III веках до н. э..
Пайтакаран — область, ограничивавшаяся Каспийским морем на востоке, Талышскими горами на юге, Карадагским хребтом на западе. В античный период область была известна как Каспиана, а Пайтакаран ранним источникам был известен лишь как город на территории проживания каспиев. Каспиана после распада империи Александра Македонского отошла к царям Мидии Атропатены. Во II в. до н. э. Арташес I, провозгласивший независимость Армении, присоединил часть этой области к своему государству. Согласно Страбону (ок. 20 г. н. э.), эта область принадлежала Албании (этот переход мог произойти в период падения империи Тиграна II), однако при Валаршаке I область могла вернуться обратно к Армении или войти в состав Мидии Атропатены. В период нахождения в составе Армении, область, получившая название от имени главного города Пайтакарана, видимо, являлась царским владением. Провинция занимала территорию по обоим берегам Аракса, причём большая её часть находилась к югу от реки. Впервые Пайтакаран как название армянской провинции упоминается в «Армянской географии», относящейся к началу VII века. В других армянских источниках область называлась Каспк, Казбк, страна Каспиц, страна Парсиц, Парск или Баласакан.
Название «Баласаган» в числе других территорий Закавказья упоминается в трёхъязычной надписи, датируемой второй половиной III века, в которой сасанидский правитель Шапур I перечисляет подвластные ему территории. Область Баласакан (Баласаган, Багасакан, Базкан) примерно соответствует провинции Пайтакаран, но простирается далее к северу вдоль побережья. Столица Баласакана — город Байлакан. При разделе Армении 387 года провинция вошла в состав сасанидской провинции Адурбадаган, однако сам город Пайтакаран (Байлакан) и ряд территорий, расположенных к северу от Аракса, видимо, перешли к Албании. У арабских авторов область была известна как Байлакан.

### После 387 года

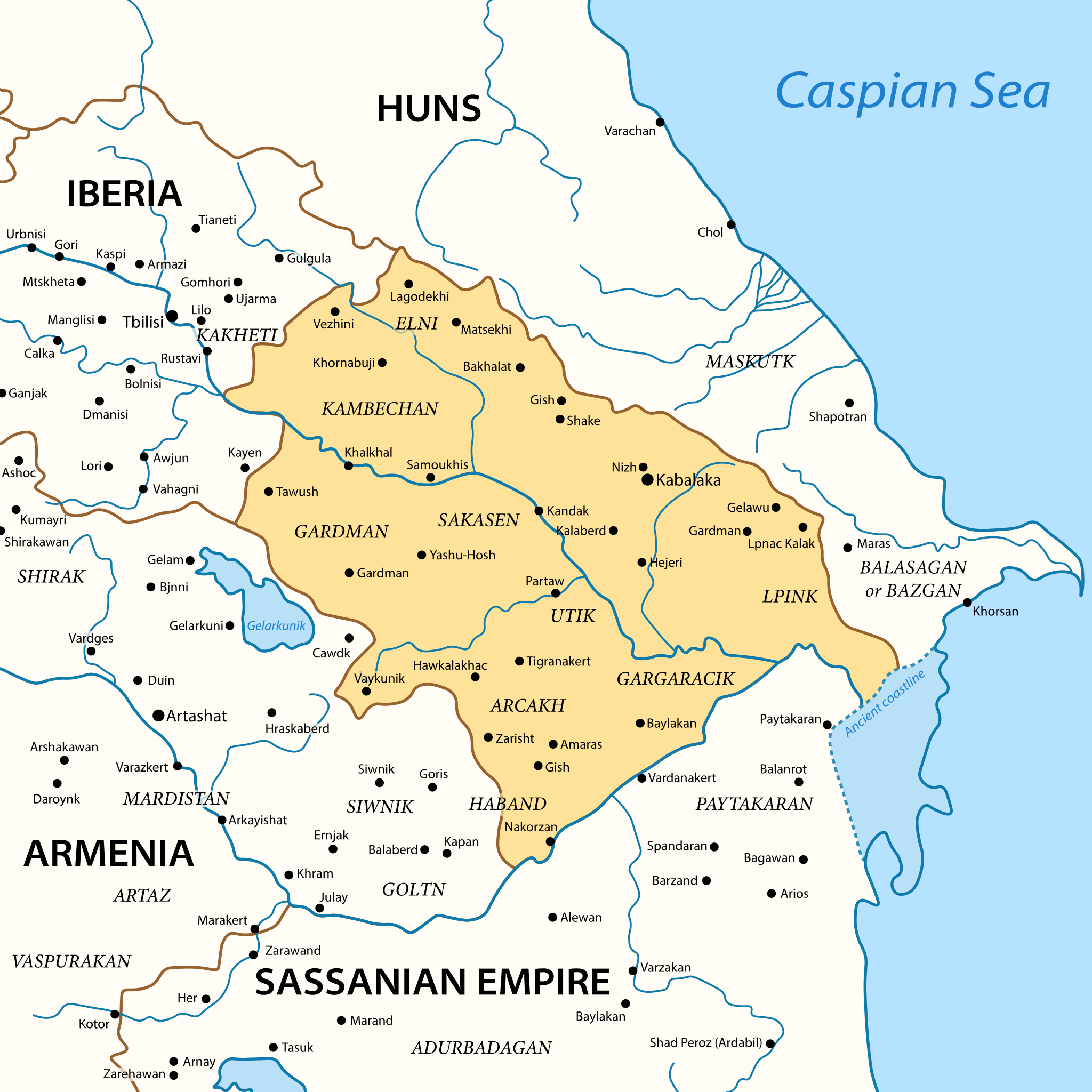
Кавказская Албания в V—VI веках

У ранних армянских историков Албания (Алуанк) III — начала V вв. предстаёт примерно в границах, указывавшихся античными авторами. С V века возникает представление о «стране Алуанк» как о территории Албанского марзпанства державы Сасанидов, в которое кроме земель Албанского царства в результате раздела Армении между Римом и Персией (387 год) вошли также бывшие провинции Великой Армении на правобережье Куры (Арцах и Утик). В ряде армянских текстов название «Алуанк» применяется лишь к этим правобережным областям. В «Истории страны Алуанк» Мовсеса Каланкатуаци под Албанией подразумевается территория от Аракса до Дербента, находившаяся в церковной юрисдикции Албанского католикоса.
Прикаспийские области, от устья Куры на юге до Дербента на севере, в этот период находились под непосредственным контролем персов. Сасанидский наместник (марзпан) располагался в Кабале. В подчинение ему постепенно были переданы области Базкан (Баласакан), Хурсан, Шабран, Чола (Дербент), а также территории расселения легов (Лакз) и таваспаров (Табарсаран).
- Арцах (у Страбона XI.14.4 «Orkhistene») — историческая область, естественными границами которой с юга была река Аракс, с запада Арцахские (Карабахские) горы, с востока граничила с Утиком (нынешняя Карабахская степь). На севере один из округов Арцаха лежал за Муровдагским хребтом[123]. В источниках вновь упоминается лишь в IV веке, когда он в 363 году вместе с соседними провинциями отделяется от Армении, однако, в 371 году ненадолго вновь был ей возвращён. В 387 году окончательно перешёл под контроль Албании[124]. На территории Арцаха, в монастыре Амарас, находилось одно из епископств Албанской церкви[125]. Царские бани правителей Албании находились в гаваре Вайкуник (совр. Истису в Кельбаджарском районе Азербайджана)[126].
- Утик (Птол. V.12.4 «Otene») — историческая область, с юга ограничивающаяся рекой Аракс, а с запада соседствующая с Арцахом. На севере горный хребет отделял Утик от Дзорапора. Название провинции связано с племенем утии (Страбон) или удины (Плиний). Города Байлакан, Шамхор и столица Албании город Партав находились на территории Утика[127].
- Ротестак (Rotestak)[128].
- Чола (Дербент) — древняя территория, на которой Сасаниды позже основали город Дербент. Птолемею была известна как «Албанские ворота»[129].
- Базкан (Heran)[128].
- Шабран (перс. Ширван, Шабрам; Птол.9,19 «Sapothrenai») — территория на побережье Каспийского моря, между реками Шабран-чай и Гильгильчай. Название происходит от персидского «Шапотран». «Шапуран» заимствовано из названия главного города, ныне город Шабран. В VI веке здесь существовало феодальное государство под сюзеренитетом Ирана, царь которого называл себя «Шарваншах». Хозяевами территории являлись маскуты. Здесь была построена оборонительная стена протяжённостью в 30 км[130].
- Хурсан (Хайзан) — историческая область между реками Гильгильчай и Сумгаит, на севере до места, где Апшеронский полуостров начинает выдвигаться в Каспийское море[131]. Примерно соответствует территории современного Хызинского района[132]. В VI веке на территории области известно феодальное княжество, правитель которого носил титул «Хурсан-шах». Центром была крепость Хайзан. Шабран от Хурсана отделяла «стена Хурсана», представлявшая собой два укрепления на расстоянии 220 м друг от друга. Эта была самая южная из четырёх преград, построенных для защиты от нашествий кочевников[131].
- Таваспарк — название исторической области к северо-западу от Дербента и её главной крепости. Ныне территория расселения табасаранов[131].
- Лекк (у Страбона XI.5.1 «Legoi») — общее название местных народов южного Дагестана, населяющих бассейн реки Самур от Кавказского хребта до Каспийского моря. Птолемею эти народы не были известны. Эта территория находилась в составе сасанидского государства до его падения[133].

К концу правления Сасанидов, по оценкам Р. Хьюсена, территория Албанского марзпанства (с Утиком, Арцахом и прикаспийскими территориями вплоть до Дербента) превышала 72 тыс. км². По сообщениям Мовсеса Каланкатуаци, описывающего период правления Джеваншира, «самодержавно и с великолепием он таким образом господствовал от пределов Иберии до ворот хонов и до реки Аракс». Раннесредневековая Албания (Ширван, Арран и Южный Дагестан), таким образом, не была идентична античной Албании (ок. 23 тыс. км²).
Географические границы Албании (Аррана) подвергались изменениям и в арабскую эпоху. В «Православной энциклопедии» указывается на существование точки зрения, согласно которой, с V в. Албанией называют церковно-политическое образование, населённое как собственно албанами, так и другими народами (армянами Правобережья Куры, грузинами северо-западных областей).

## Города

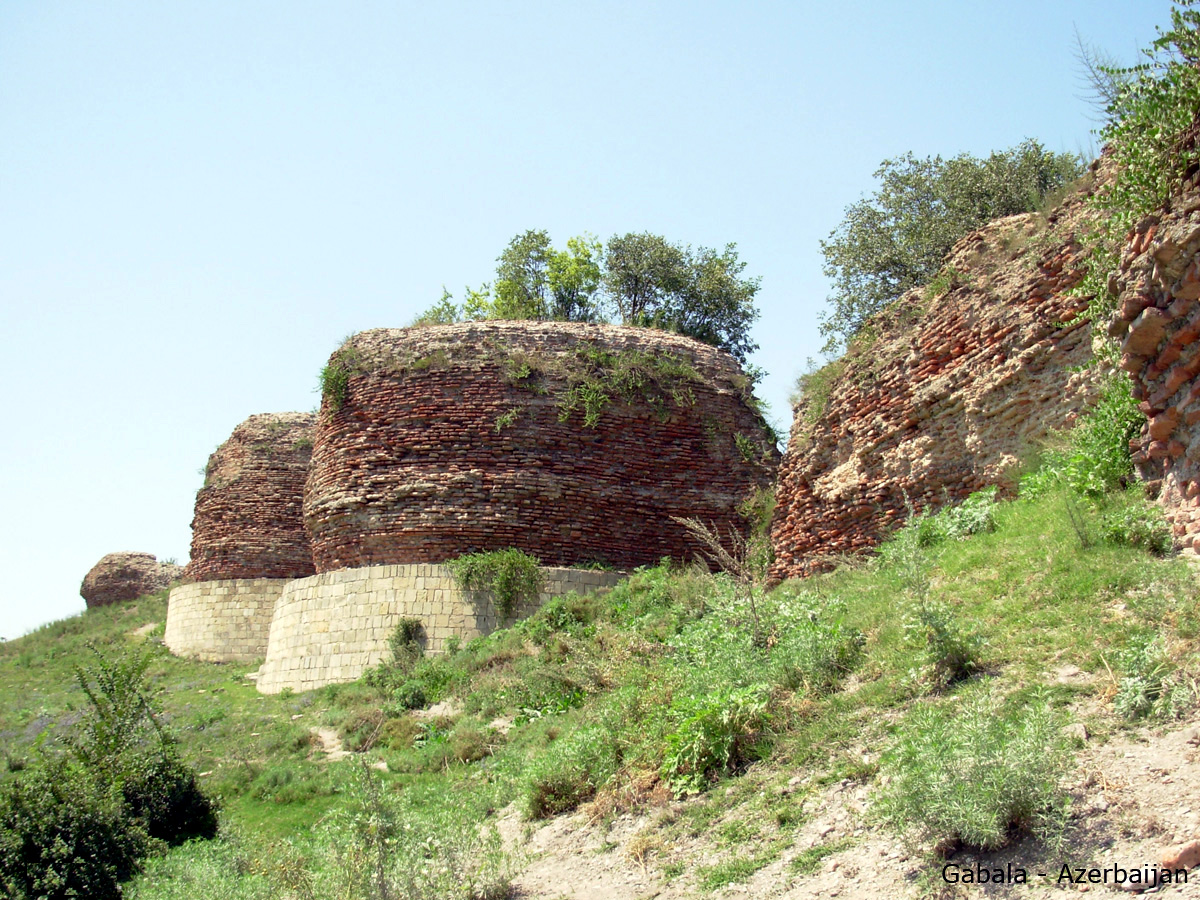
Руины крепостных стен древней Кабалы (фундамент из белого известняка был сделан в XX в. во избежание обрушения останков башен)

Поселения на территории Албании возникали в основном на холмах и вблизи водных источников, на территориях, имевших экономическое и стратегическое значение.
Первоначально поселения занимали небольшую территорию. Население занималось, в зависимости от природных условий, скотоводством, земледелием и различными ремёслами. Позже вокруг поселений воздвигались оборонительные сооружения — они окружались глубокими рвами, которые при необходимости заполнялись водой, и стенами. В цитадели проживала знать, а дома и постройки основной части населения располагались вокруг укреплённой части.
Главным городом Албании на протяжении нескольких веков была Кабала, которая отождествляется с Кабалакой, упомянутой Плинием (23 — 79 гг.), и Хабалой у Птолемея (70—147 гг.), расположенной между «Албаном и рекой Кайсием» (Алазанью и Самуром). Начав свою жизнь во II—I вв. до н. э., город в качестве центра земледельческой округи, ремесла и торговли просуществовал, быть может, до XVI в., пройдя все этапы исторической жизни Албании. В VII в. он упоминался Мовсесом Каланкатуаци как Кавалака, в «Армянской географии» Анания Ширакаци — как Кавагак (Кавалак) и Остани-Марзпан.
Окрестности Кабалы изобиловали лесами, долинами. Кабала была окружена и хорошо защищена горными проходами, где были построены укрепления и башни. Торговые пути с древности связывали Кабалу с юго-востоком и югом и проходили через Алванский и Саваланский проходы. Торговые пути также связывали Кабалу через Грузию с западом, через Атропатену (Адурбадаган) с Ираном и через Большой Кавказ с севером.
В I—V вв. Кабала была резиденцией албанских царей Аршакидов, а после того как в V в. эта династия прекратилась, Кабала временно стала местом пребывания марзпанов — сасанидских наместников, в связи с чем её округ стал называться Остани-Марзпан («Ostan-i-marzpan», место пребывания марзпана). В VI в. в связи с нашествием хазар резиденция марзпанов была перенесена в город Партав, более отдалённый от «Каспийских ворот» (Дербента) и более близкий к границам Персии. Кабала входила в состав хазарских владений до 737 г., когда она была завоёвана арабами. Позже входила в государство Ширваншахов.
С приходом хазар, а потом и арабов, Кабала окончательно утратила своё былое значение, но в IX и X вв. её продолжали упоминать арабские географы среди наиболее крупных городов на торговом пути, соединявшем Албанию с Арменией и Грузией. Судя по данным арабских географов, Кабала, несмотря на частые вражеские нападения, продолжала на протяжении ряда веков оставаться центром земледелия, садоводства, шелководства и других ремёсел, была известна производством кукурузы и шёлка.
С V по X век в Кабале находилась кафедра одного из епископов Албанской церкви.
Город просуществовал до XVI века, когда был разрушен войсками Сефевидов. Его руины сохранились в современном Габалинском районе Азербайджана, недалеко от села Чухур-Габала.
Другой раннесредневековой столицей Албании был Партав (Барда, Берда’а, Бердаа), располагавшийся на территории бывшей армянской провинции Утик. Согласно Мовсесу Каланкатуаци, город был построен албанским царём Ваче II (444—463) по приказу Пероза и получил в честь него название Перозапат (пехл. Pērōzāpāt). По этой версии, переименование в Партав (пехл. «Parθaυ» (на староперсидских клинописных надписях «Parθaυa») «Парфия, парфянский/аршакидский») произошло после восстановления государственности в Албании, между 484 и 488 годами, во время правления Вачагана III, и демонстрировало политическое противостояние аршакидской Албании и сасанидского Ирана. C 551/552 г. по нач. IX века здесь располагалась кафедра албанских католикосов. Сюда же после 510 года была перенесена из Кабалы резиденция марзпана. По другой версии, город был построен в начале VI века сыном Пероза шахиншахом Кавадом I и при нём получил название «Пероз-Кавад» («Кавад победоносец»). После завоевания Закавказья арабами и объединения Албании, Армении и Картли в единую административную единицу под названием Арминийя, сюда из Двина была перенесена столица наместничества. Город пришёл в упадок после монгольского нашествия.
Город Пайтакаран впервые упоминается в связи с событиями IV века. Он локализуется в Мильской степи (Гаргарская равнина) на южном берегу реки Аракс, к западу от её слияния с Курой. После 335—336 гг. управлялся ираноязычными маскутами. С 387 года, в то время как резиденция персидских марзпанов находилась в Кабале, албанские Аршакиды, до переноса столицы в Партав, продолжали управлять Албанией как персидские вассалы из Пайтакарана. Здесь же находилась одна из епархий Албанской церкви. Город был разрушен, вероятно, хазарами во время опустошительного для региона нашествия в VIII веке.
Существует мнение, что Пайтакаран располагался в 7—8 км от Орен-Калы, на территории укреплённого поселения Тазакенд. С Пайтакараном большинство исследователей отождествляют город Байлакан, возникновение которого относят к периоду строительной деятельности Кавада I (VI век). Р. Хьюсен, однако, с этим мнением не согласен.
Дербент, согласно «Географии» Птолемея, вероятно, был одним из четырёх городов Албании, расположенных на побережье Каспийского моря. Развитие города началось уже в первых веках нашей эры. В V веке Дербент являлся пограничной крепостью и выполнял функцию защиты богатых территорий южнее Кавказских гор от вторгавшихся сюда племён. Оборонительные сооружения начали возводиться здесь ещё в 440 году при Йездегерде II, позже восстанавливались при Каваде I. В 568—570 годах был построен каменный оборонительный комплекс. До 450 года здесь находилась резиденция албанского архиепископа, позже одно из епископств. Дворец патриарха, согласно Каланкатуаци, существовал в Дербенте до покорения Закавказья арабами. Город был захвачен хазарами, в союзе с византийским императором Ираклием I, в 643 году.
Чола (Чол, Чор, Чога), как сообщал в VII в. Мовсес Каланкатуаци, находился «недалеко от Дербента», являлся одним из главных городов Албании, первой резиденцией албанского католикоса и, по-видимому, большим городом прибрежной части албанского государства. Может отождествляться с городищем Топрах-кала в районе современного Дербента.
Город Шемахы был известен Птолемею под названием «Кемахея» или «Мамахея». Руины древнего города, площадь которого составляет более 50 га, находятся к западу от современного города.
Шапотран, находившийся недалеко от Каспийского моря, являлся крупным городом и столицей исторической области Шабран.
Город Халхал, располагавшийся у иберийской границы в области Ути, на пересечении военных и торговых путей, ведших отсюда в Иберию, к Мцхете, и в Армению, к Двину, известен как зимняя резиденция сначала армянских, а позже албанских царей. французско-российский исследователь С. Муравьёв отмечает, что название города по-персидски означает «ожерелье» (от «xal» — «родинка», «бусина»). Армянский лингвист Г. Мартиросян считает, что название города происходит от удвоенного древнеармянского корня խաղ [xał] — «болото». К. Тревер предполагает, что именно в районе Халхала в древности располагалась албанская жреческая область с храмом богини Анахиты, особо почитавшейся в Албании, а также прорицалище. Этот город находился, по-видимому, в районе современной Агстафы.

Города Албании
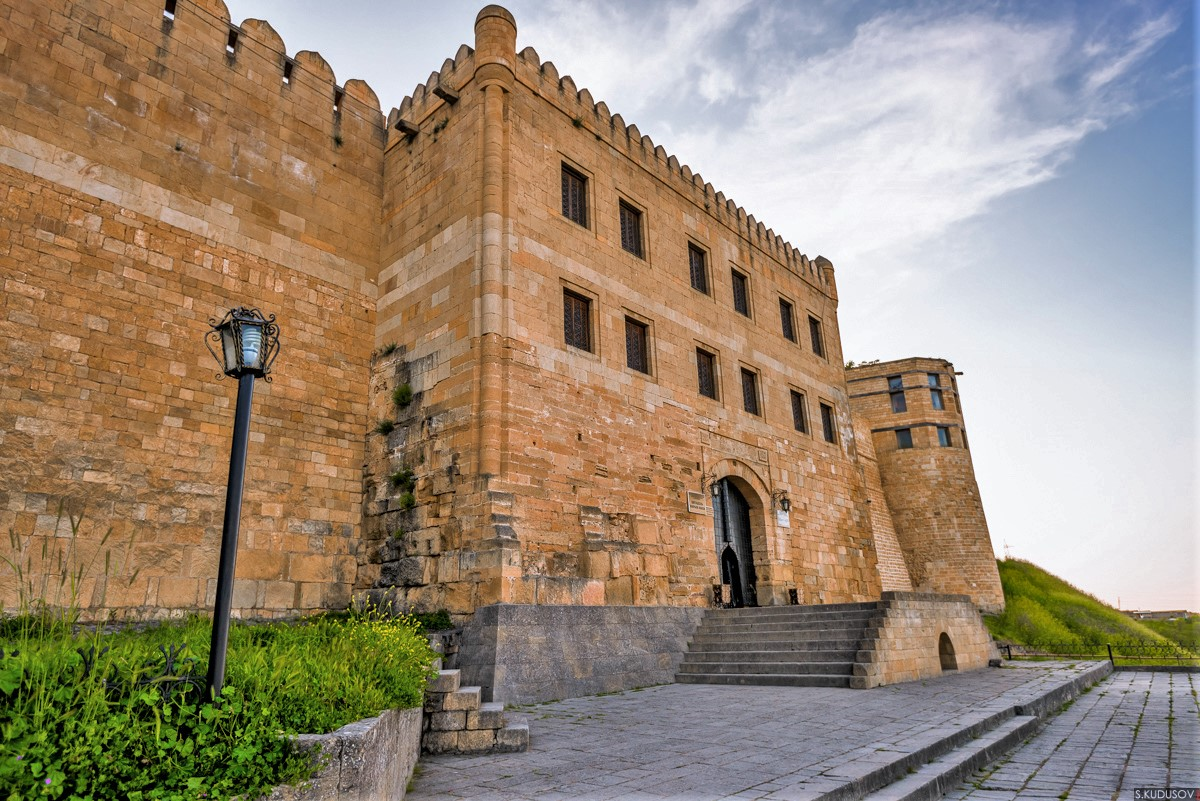
Сасанидская крепость в Дербенте, построенная для защиты от кочевников с севера
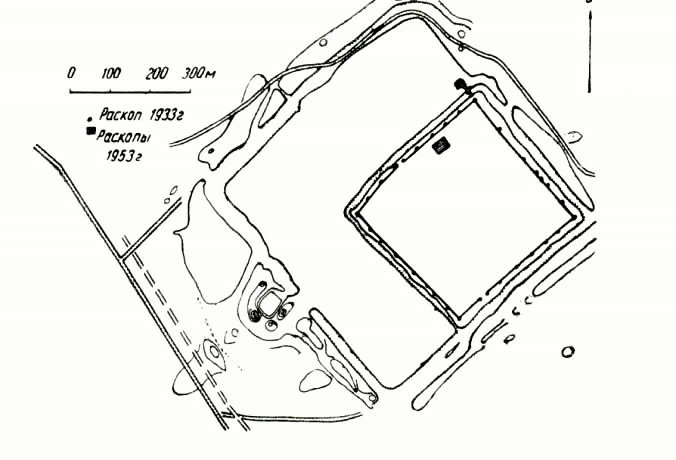
План раскопок в Байлакане
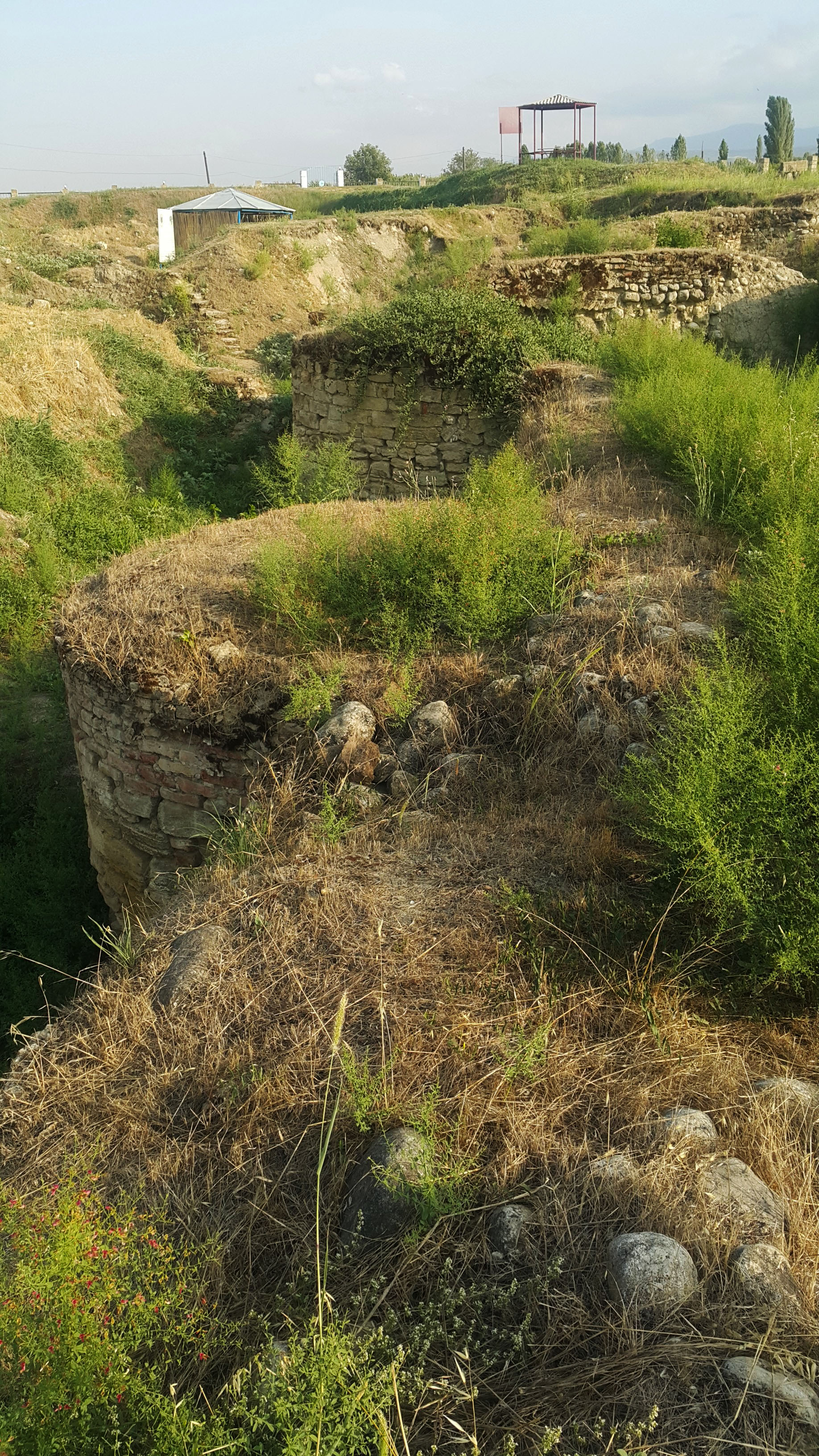
Руины крепостных стен города Шабран

## История

### Археологические исследования
В ходе археологических экспедиций было выявлено мидийско-ахеменидское влияние на данных территориях. Ещё при раскопках, проводимых в 60—70 гг. были обнаружены цилиндрические формы и колонны, с использованием пальметт, подобные персепольским. Недавно международной группой археологов, в селе Гараджамирли Шамкирского района, на площади 1000 м², были обнаружены руины сооружения, построенного наподобие дворца Ахеменидов в Персеполисе. Возможно, эти сооружения являлись резиденциями ахеменидских чиновников, покинувших территорию после падения империи. Найденная там глиняная посуда также демонстрирует близость к персидским моделям ахеменидского периода.
Археологические находки из Мингечевира периода V до н. э., возможно и более ранние, свидетельствуют о культурной близости между каспиями-албанами, мидянами и персами, что демонстрирует схожесть в стиле, технике и сюжетах предметов обихода знати — бронзовые перстни-печати, сосуды из камня и др..
О древней истории Албании Кавказской свидетельствуют артефакты археологических культур — в частности, Ялойлутепинской .
Ялойлутепинская культура относится к III—I векам до н. э. и названа по памятникам в местности Ялойлутепе (Габалинский район Азербайджана). Среди находок известны могильники — грунтовые и курганные, захоронения в кувшинах и сырцовых гробницах, погребения — скорченные на боку, с орудиями (железные ножи, серпы, каменные зернотёрки, песты и жернова), оружием (железные кинжалы, наконечники стрел и копий и др.), украшениями (золотые серьги, бронзовые подвески, фибулы, многочисленные бусы) и главным образом с керамикой (чаши, кувшины, сосуды на ножках, «чайники» и др.). Население занималось земледелием, садоводством и виноградарством, скотоводством (разведением крупного и мелкого рогатого скота, коневодством).
Высокохудожественная ялойлутепинская керамика свидетельствует о культурных связях, существовавших у населения данной территории не только с соседними народами Закавказья, но и с Малой и Передней Азией.

Археологические находки
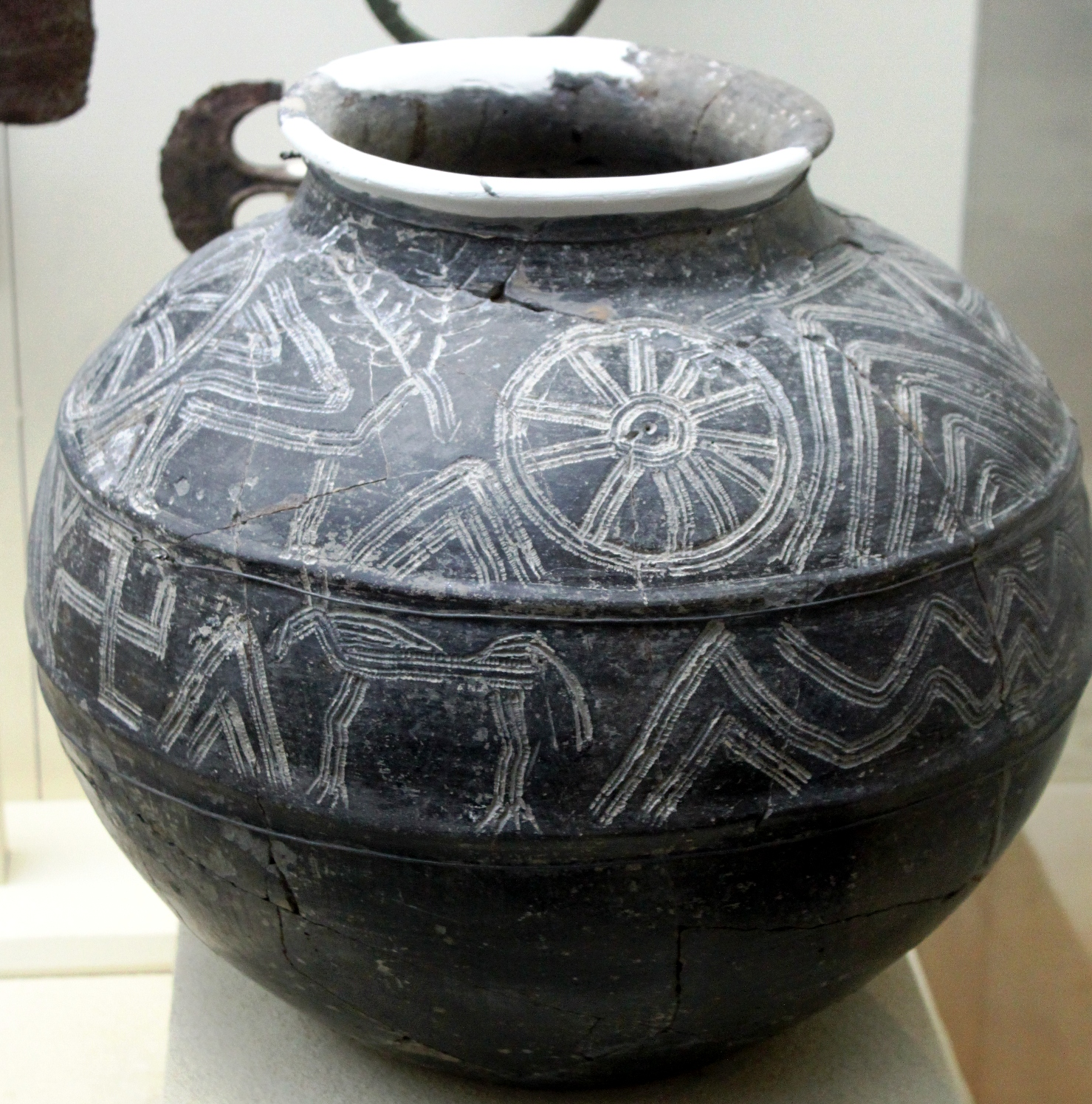
Глиняная посуда, найденная при раскопках в селе Гараджамирли Шамкирского района. Музей истории Азербайджана
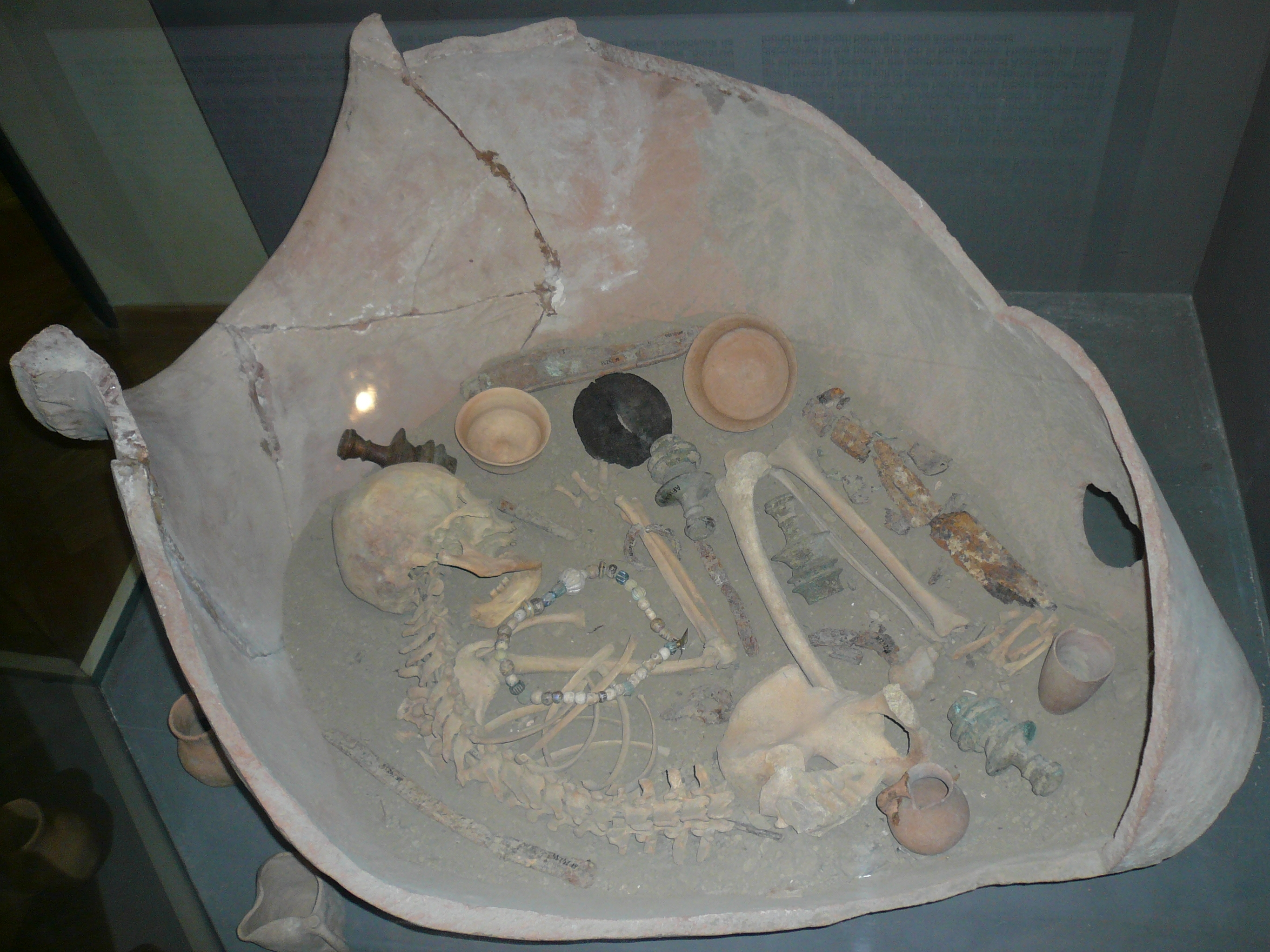
Кувшинное погребение из Мингечевира. Музей истории Азербайджана
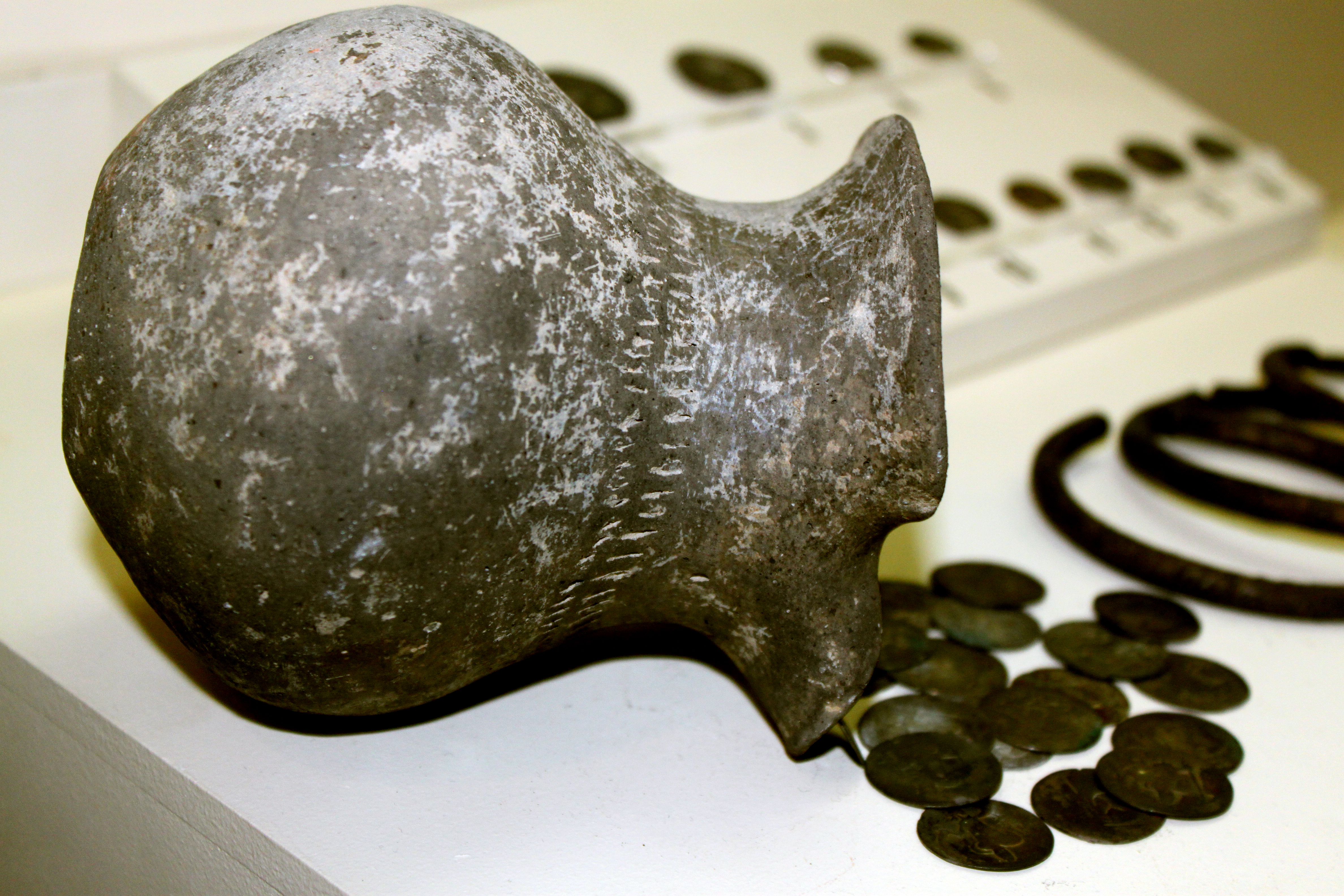
Клад монет, найденный в Нюйди Ахсуйского района. Музей истории Азербайджана

### Литература

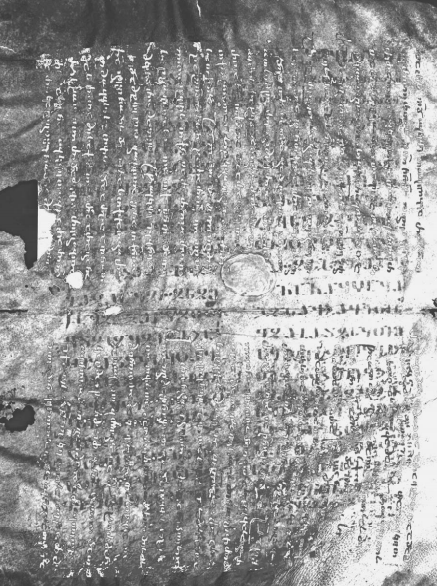
Синайский палимпсест

### Античный период

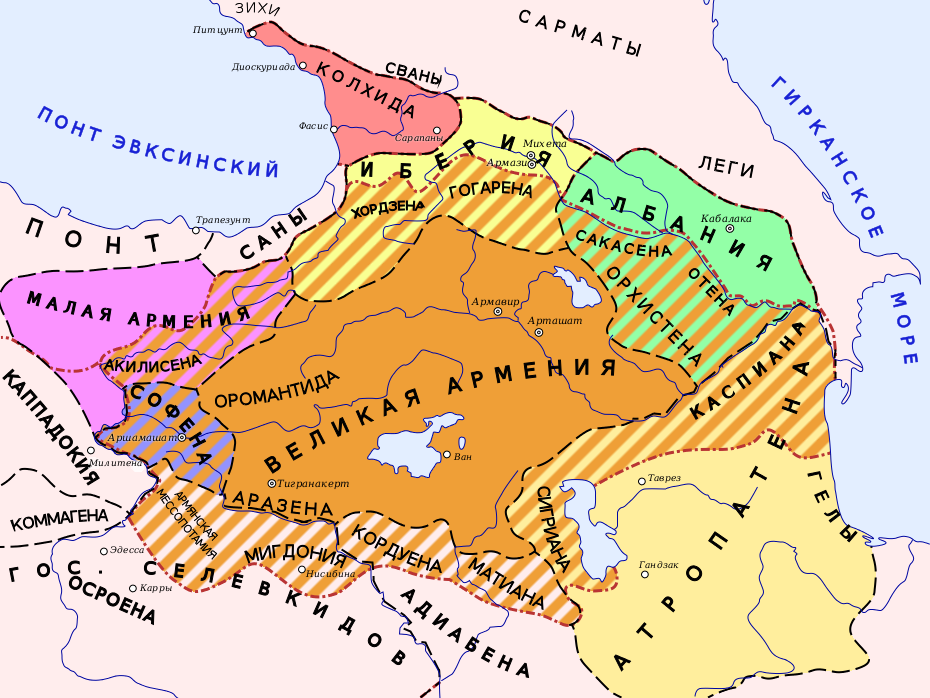
Закавказье в II—I вв. до н. э., по «Всемирной истории», т. 2, (М., 1956 г.) Цветом закрашена территория государств Закавказья в середине II века до н. э. (по другим мнениям, Албанского государства в тот период ещё не существовало); красным пунктиром показаны границы государств Закавказья после 66 года до н. э. (армяно-албанская граница установилась по реке Кура ещё ранее)

Как отмечает К. Тревер, в «Истории» Геродота (V в. до н. э.) албаны ещё не упоминались. Из числа племён, соседствовавших и, возможно, родственных албанам, назывались лишь каспии — данники Ахеменидов из XI сатрапии, живущие по соседству с саками, однако, по мнению К. Тревер, в этот период термин «каспии» мог иметь более широкое значение и относиться к различным прикаспийским народностям Закавказья, включая албанов. К. Тревер датирует племенное разделение внутри большого союза «каспии» IV веком до н. э.. Собственно албаны, согласно античным источникам, наряду с сакасенами, кадусиями и мидянами входили в состав персидского войска Дария III, сражавшегося против македонян в битве при Гавгамелах, ознаменовавшей поражение Ахеменидской державы (331 г. до н. э.). Упоминание об этом сохранилось у Арриана, описавшего походы Александра Македонского на основании официальных дневников, которые велись сопровождавшими Александра биографами и военными историками. Археологические исследования позволяют предположить, что регион древней Албании являлся важным центром Ахеменидов в Закавказье.
Как отмечает К. Тревер, Мидия с падением ахеменидского государства обрела некоторую самостоятельность, а населявшие Албанию племена, по-видимому, продолжали сохранять то же политическое устройство, что и при Ахеменидах, и, возможно, получили даже большую самостоятельность, будучи отделены от государства Александра и его преемников Мидией и Арменией. Историки Александра не оставили каких-либо свидетельств нахождения Александра или его ближайших преемников в Закавказье. В начале III века до н. э. македонский стратег Патрокл предпринял экспедицию к Каспийскому морю, в ходе которой, очевидно, также изучал обитавших здесь албанов и кадусиев. При распределении провинций между преемниками Александра северо-западная Мидия досталась мидийскому военачальнику Атропату и именовалась Мидией-Атропатеной. Страна к северу от неё, то есть Албания, при этом распределении не упоминалась. Вместе с тем, клад монет македонского и селевкидского периодов, датируемый II веком до н. э., обнаруженный в районе древнего Партава, и находки в погребениях IV—III веков до н. э. в Мингечевире позволяют говорить о связях с эллинистическим миром.
Как отмечает К. Тревер, отсутствие достаточных письменных и археологических источников не позволяет с уверенностью сделать заключение о социально-экономическом развитии албанского общества в IV—II вв. до н. э. Она, тем не менее, считает возможным охарактеризовать общественный строй албанов — земледельцев и скотоводов, населявших равнинные районы, — как общинно-рабовладельческий.
По предположению К. Тревер, появление зачатков албанской государственности могло иметь место в IV—III вв. до н. э., когда в античных источниках появились первые упоминания албанов.
Российский историк Муртазали Гаджиев отмечает, что Кавказская Албания, как и ряд других государств этого региона, возникла под воздействием как внутренних социально-экономических, так и внешних факторов — падения империй Ахеменидов и Александра Македонского наряду с активным развитием торговых отношений между центрами и отдалёнными районами античного мира в период эллинизма. Роберт Хьюсен также полагает, что создание государства у албанов произошло не ранее периода эллинизма. К. Тревер связывает начало консолидации разноязычных албанских племён и формирование у них государственности с необходимостью сплочения сил для сопротивления экспансии северных кочевых племён и Армении (во II в. до н. э. армянский царь Арташес I присоединил к Армении ряд соседних областей, в том числе правобережье Куры, где обитали саки, утии и гаргары-албаны, которые в силу раздробленности не смогли этому воспрепятствовать).

Российский востоковед Д. Арапов в статье «Большой российской энциклопедии» считает, что Кавказская Албания как государство на основе 26 племён образовалось ко II веку до н. э.. Согласно ряду западных исследователей, албанские племена объединились в единое государство к концу II века до н. э.. Подобного мнения придерживалась и К. Тревер. Известно, что во время написания труда Страбона, в I веке до н. э., албаны уже имели единого царя. Авторы Всемирной истории (1956 года) датируют создание государства в Албании серединой I века до н. э.. К. Тревер отмечает, что в I веке до н. э. Албанское царство уже принимает участие в жизни региона, причём римляне в этот период застали здесь уже установившуюся царскую власть, опиравшуюся на родовую знать и поддерживавшуюся большим, прекрасно вооружённым войском.
По-настоящему древний мир познакомился с албанами во время походов Помпея, в 66 г. до н. э.. Преследуя Митридата Евпатора, Помпей через Армению двинулся в сторону Кавказа и в конце года расположил войско на зимовку тремя лагерями на Куре, на границе Армении и Албании. Видимо, первоначально вторжение в Албанию не входило в его планы, но албанский царь Оройс (Ород) переправился через Куру и неожиданно атаковал все три римских лагеря. Нападение албанов было отбито, но на следующее лето Помпей в качестве возмездия напал на Албанию и разгромил албанское войско, насчитывавшее, по сообщениям Страбона, 60 тысяч пехотинцев и 12 тысяч всадников. После поражения Оройс отправил Помпею дары, заложников и послание с просьбой о «помиловании» и «примирении». Таким образом царь Албании признал свою зависимость от Рима, Помпей же стал первым римским военачальником, вступившим со своими легионами на территорию Албании. Помпей принял подношения Оройса и «даровал мир албанам».
В ходе этих событий были составлены (особенно историографом Помпея Феофаном Митиленским) первые подробные описания этой страны, которые дошли до нас в более позднем изложении Страбона.
Подчинение Албании Риму имело номинальный характер. Тем не менее, когда Албания несколькими десятилетиями позднее попыталась избавиться и от этой номинальной зависимости, в 36 г. до н. э. Албания подверглась новому нашествию римского войска под командованием Публия Канидия Красса и была вынуждена признать верховенство Рима. В ходе этого вторжения римляне, возможно, дошли до южных предгорий Кавказа.
В Анкирской надписи начала I века н. э. первый римский император Октавиан Август упоминает о «союзных» (под чем нередко понимались вассальные) отношениях с царями Иберии, Албании и Мидии Атропатены. В 35 г. н. э. Кавказская Албания и Иберия приняли активное участие в римско-парфянском конфликте и помогли Риму добиться своих целей, не прибегая к военным действиям.

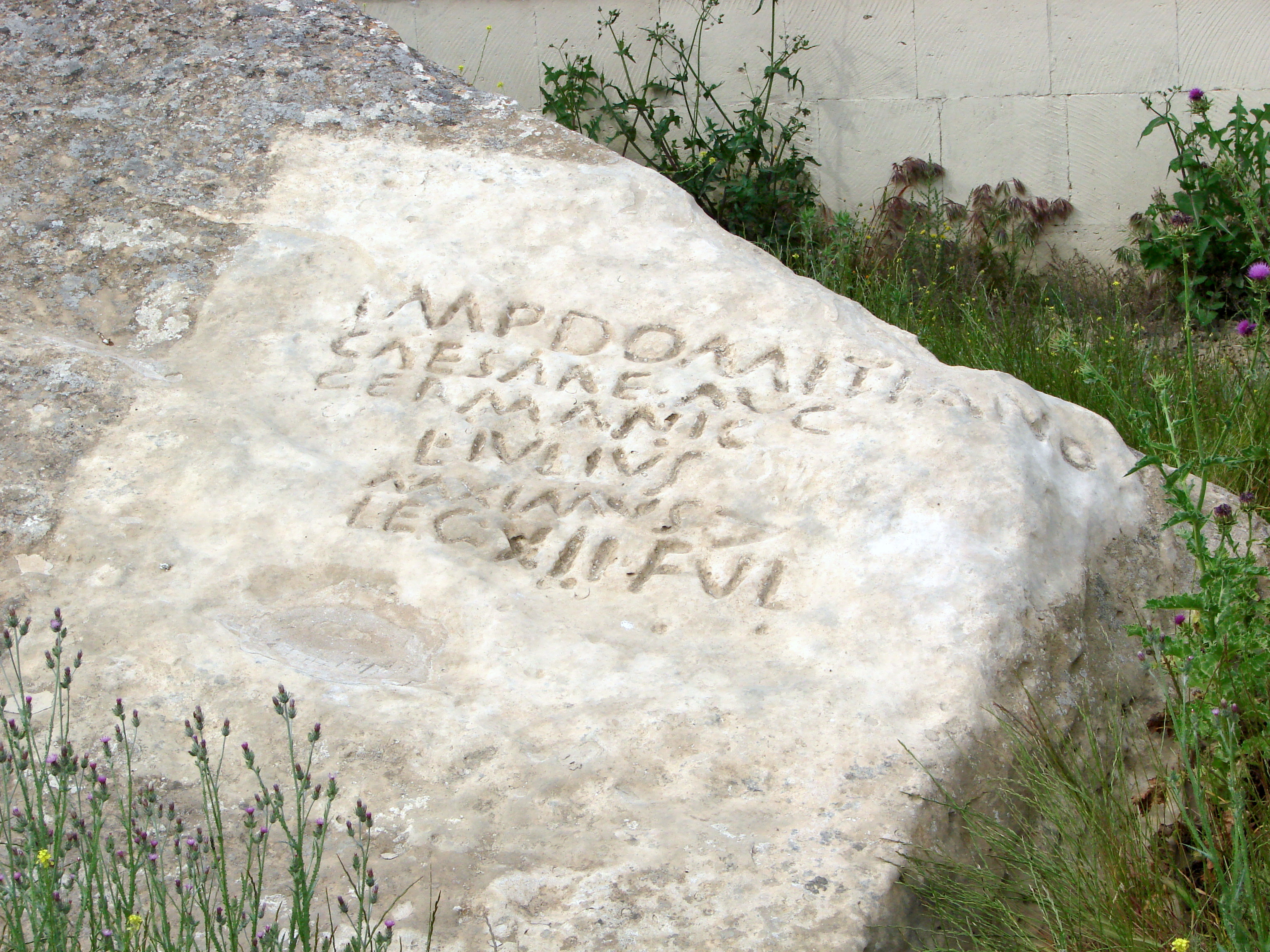
Латинская надпись в Гобустанском заповеднике (у подножия горы Беюк-Даш). Большинством специалистов наличие этой надписи расценивается как доказательство пребывания римских войск в восточной части Закавказья в конце I в. н. э.

Надёжные данные о взаимоотношениях царей из династии Аршакидов, правивших в то время в Кавказской Албании, с римскими Флавиями (годы правления 69 — 96) отсутствуют, однако известно, что и при Нероне (54 — 68 гг.), и при Траяне (98 — 117 гг.) они были настроены враждебно или в лучшем случае нейтрально по отношению к Риму. В 114 году Траян, созвав перед вторжением в Армению совещание закавказских и северокавказских царей и вождей, «дал албанам царя» (Albanis regem dedit). Тогда же между Римом и Парфией вспыхнула очередная война из-за Армении. Император Траян захватил парфянскую столицу Ктесифон и дошёл почти до Персидского залива. Находившаяся под парфянским верховенством Армения была отторгнута и объявлена римской провинцией. Однако Адриан (117—138 гг.), преемник Траяна, умершего в 117 году, вернул парфянам Месопотамию и Ассирию, а также признал самостоятельность Армении при сохранении над ней римского протектората и восстановил на армянском престоле династию Аршакидов. После того, как Адриан отозвал легионы из Армении, римлянам было уже не до Албании, и когда в 131 году Адриан попытался собрать в Каппадокии новое совещание кавказских правителей, царь Кавказской Албании, как и иберийский царь Фарасман II, отказался прибыть на это совещание. Албаны к этому времени, как полагает А. Б. Босуорт, формально сохраняя «дружбу» с Римом, вновь стали ориентироваться на Парфию.
В I—II н. э. Албания отставала по уровню развития от соседних Иберии и Армении.

### Албания и Сасаниды
Как отмечает К. Тревер, вторая половина II в. и III век в истории Закавказья письменными источниками освещены слабо. В 225—226 гг. в Парфии произошла смена правящей династии — Аршакидов сменили Сасаниды, что повлияло на политические взаимоотношения между странами Закавказья и Ираном с одной стороны и Римом — с другой. Армения, где у власти продолжали находиться Аршакиды, была склонна объединять свои силы с Римом для противостояния экспансии Ирана. Сасаниды, в свою очередь, пытались привлечь на свою сторону народы Закавказья. Во время длительных войн между Ираном и Римом Албания в основном оставалась в иранской сфере влияния. В 244 году Рим отказался от верховенства над Арменией в пользу Сасанидов. Уже в 260 году шахиншах Шапур I, пленивший в битве при Эдессе римского императора Валериана, называл все народы Закавказья в числе подвластных его империи. Кавказские горы таким образом были объявлены новым рубежом иранской гегемонии.

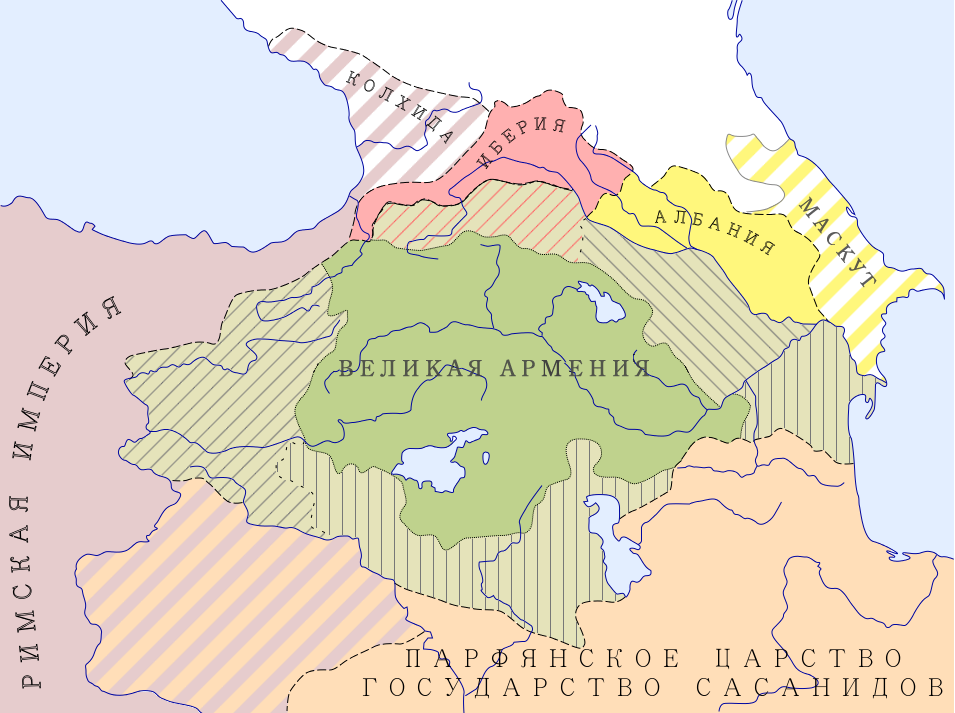
Закавказье в I—IV вв. н. э. по «Всемирной Истории» (вкладка) Заштрихованы земли Великой Армении, отошедшие от неё к соседним государствам после раздела в 387 году

Правление Трдата III (287—330 гг.) в Армении, частично совпавшее по времени с царствованием Диоклетиана и Галерия в Риме, было ознаменовано победой, одержанной Римом совместно с закавказскими союзниками над Сасанидской Персией, в которой правил Нарсе (293—303 гг.). В 298 г. был заключён мирный договор в Нисибине. Эти события и последовавший 40-летний мирный период благотворно отразились на развитии экономики и культуры стран Закавказья. В этот период в Албании вслед за аналогичным процессом в Армении и Иберии христианство, будучи воспринято в первую очередь двором и знатью, становится государственной религией и одной из идеологических основ слагающейся феодальной культуры. В продолжающемся соперничестве между Римом (Византией) и Персией, в которое неизбежно втягивались и страны Закавказья, Албании и Иберии приходилось принимать то или другую сторону в зависимости от политической обстановки. Армения же, цари которой являлись родственниками представителей низложенной в Персии династии, находилась во враждебных отношениях с Сасанидами и поэтому часто выступала совместно с Римом против них.
В 337 году, после смерти Трдата III, представители различных племён, населявших прикаспийские территории Закавказья и горные районы Южного Дагестана, участвовали во вторжении в Армению под предводительством массагетского царя Санесана (Санатрука), ставшего в 335—336 гг. правителем области Пайтакаран. В походе участвовали маскуты (обитавшие на северо-западном побережье Каспийского моря, южнее устья Самура, на территории, носившей в V в. название Чор (Чол)), таваспары (обитавшие в Южном Дагестане на левом берегу нижнего течения Самура), чилбы (из верховьев Андийского Койсу), баласичи (с правого берега низовьев Аракса и Куры), хоны (занимавшие территорию севернее таваспаров, от Самура до Сулака и выше на север), хечматаки (обитавшие выше по Самуру).
В последующие десятилетия правители Албании сохраняли дружественные отношения с шахиншахом Шапуром II, в ущерб отношениям с Арменией. В частности, историком Аммианом Марцеллином была описана поддержка, оказанная албанским царём Шапуру II во время его амидской кампании 359 года. В Армении лишь несколько нахарарских родов были настроены в пользу Шапура, в то время как основная их часть с переменным успехом вела ожесточённую борьбу с персами, стремясь восстановить свою независимость. В этом им оказывали помощь римские императоры. В 361 году, однако, император Юлиан был разбит персами, а его преемник Иовиан заключил в 363 году с Шапуром II новый мирный договор, по которому обязался не оказывать помощи Армении, где в это время правил Аршак II (345—367). Военные победы шахиншаха Шапура II привели к тому, что князья северо-восточных областей Армении c преимущественно албанским населением — Утик и Гардман — попытались порвать вассальные отношения с царём Великой Армении и перейти в подчинение Албании. К. Тревер рассматривает это как проявление конфликта между стремлением царей Армении к централизации и сепаратистскими тенденциями среди нахараров — правителей отдельных областей.
Албанский царь Урнайр, женатый на сестре Шапура II, в 371 году принял участие в его походе против римского и армянского войска. Ожесточённое сражение на Дзиравском поле, в районе Багавана, однако, закончилось победой армян и римлян. Ранее отторгнутые области вновь были возвращены Армении. Как сообщает Фавстос Бузанд, «когда прекратилась война с персами …, армянский спарапет Мушег стал громить тех, кто восстал против царства Аршакуни», то есть тех, кто во время персидского нашествия примкнул к Шапуру II — в частности, «Пошёл [Мушег] войною также на страну албанов и жестоко разгромил их. Отнял у них много гаваров, которые ими были захвачены, — Ути, Шакашен и Гардманадзор … и сопредельные им гавары. Реку Куру сделал границей между своей страной и Албанией, как было раньше. Многих из главарей убил, остальных обложил данью и взял у них заложников».
В 387 году Сасанидский Иран и Римская империя подписали договор о разделе Армении. По этому договору территориальные пределы Армении резко сократились, окраинные области были присоединены к владениям соперничавших держав. В частности, территория Албанского царства была увеличена за счёт присоединения правобережья Куры, от Хунаракерта до впадения Аракса в Куру, включая области Шакашен, Утик, Арцах и область города Пайтакаран.
Как отмечает К. Тревер, о периоде истории Албании до 450 г. источники ничего не сообщают. В это время в Албании, как и повсеместно в Закавказье, развитие феодальных отношений, несомненно, сопровождалось борьбой между царской властью, стремившейся к централизации, и князьями-феодалами, пытавшимися обособиться, и, с другой стороны, между царской властью и высшим духовенством, расширявшим свои земельные владения за счёт царских земель. Персы содержали в государствах Закавказья сильные гарнизоны якобы для защиты их от северных кочевников и умело пользовались внутренними разногласиями, чтобы укреплять свою политическую гегемонию. Вассальная зависимость феодалов Албании выражалась в подчинении персидскому марзпану, соединявшему в своих руках военную и гражданскую власть.
В 450—451 гг. шаханшах Йездигерд II предпринял попытку обратить христиан Армении, Восточной Грузии и Албании в зороастризм, что вызвало мощное антисасанидское восстание. В 461 году самостоятельность Албанского царства была ликвидирована, и Албания стала марзпанством — провинцией (военно-административным округом) в составе Сасанидского государства (до VII века). В Албанское марзпанство были включены и прикаспийские области Закавказья. В 482—484 гг. в Закавказье произошло новое антииранское восстание, в результате которого Сасаниды были вынуждены прекратить гонения на христиан и признали царём Албании Вачагана III Благочестивого (487—510). После его смерти, однако, албанская монархия была окончательно ликвидирована и вновь было образовано Албанское марзпанство, которое в середине VI века в результате административных реформ шаханшаха Хосрова I Ануширвана (531—579) вместе с Адурбадаганом, Иберией и Арменией вошло в крупную административную единицу империи Сасанидов — Северный (Кавказский) куст-ак. Управлял всей этой территорией персидский марзпан из Двина.
VI век в истории народов Закавказья был ознаменован рядом новых исторических факторов, связанных с событиями в двух соседних великих державах — Персии и Византии, продолжавших соперничество за мировое господство, и с появлением нового государственного образования к северу от Кавказского хребта, в нижнем Поволжье и северном Дагестане — Хазарского царства.
В 532 году Албания, Иберия и ряд областей Византии подверглись нашествию северокавказских племён (в том числе гуннов), а в середине VI века на Албанию напали хазары, причинившие неисчислимые бедствия. Как писал Мовсес Каланкатуаци в «Истории страны Алуанк», «Страна наша подпала под власть хазар; церкви и писания преданы были огню. Тогда во второй год Хосрова, царя царей, в начале армянского летоисчисления, перенесли престол патриарший из города Чора в столицу Партав ввиду хищнических набегов врагов креста Господня».
Военно-административные реформы Хосрова I Ануширвана, введение новой системы налогообложения, а также раскол между светской и духовной знатью, вызванный передачей духовенству сбора налогов, насильственное привлечение населения к строительным работам на окраинах империи, изнурительные работы на территории самого Закавказья и возраставшая эксплуатация населения в 571—572 гг. привели к восстанию в Армении, Иберии и Албании. Вмешательство Византии в конфликт на стороне армян вызвало 20-летнюю войну между Персией и Византией. Война завершилась в 591 г. новым разделом Армении, в ходе которого Хосров II уступил Маврикию большую часть Армении, оставив себе Васпуракан, Сюник и область Двина; к Византии отошла и часть Иберии (Картли) до Тбилиси. Албания при этом осталась под верховенством персов.
В 620-е годы Албания оказалась вовлечена в новую войну между персами и византийцами, вызванную борьбой за торговые пути и рынки сбыта в Малой и Передней Азии. Византийский император Ираклий I призвал себе на помощь хазарских союзников, чтобы, по выражению Мовсеса Каланкатуаци, «подрыть великие Кавказские горы, которые идут к северо-востоку, открыть врата Чора, вызвать различные варварские народы и с ними изгнать гордого Хосрова, царя персидского». В 626 году Албания подверглась тюркско-хазарскому нашествию, в ходе которого хазары, прорвавшись через Каспийские ворота и взяв штурмом Дербентские укрепления, дошли на юге до Партава, захватили его (при этом часть жителей, сдавших город без боя, смогла укрыться в горах Арцаха) и затем устремились в Иберию, где участвовали в осаде Тифлиса. По данным грузинских летописей, в 628 году Ираклий якобы обратил в православие византийской традиции наследственного владетеля области Гардман албанского князя Вараз-Григора из династии Михранидов, который таким образом вместе со своими подданными вышел из Албанской церкви и принял халкидонизм.
В том же 628 году хазары снова напали на Закавказье. Взяв Тифлисскую крепость и разграбив город, предводитель хазарского войска, сын Тун-Джабгу хана, направился к границам Албании, по свидетельству Мовсеса Каланкатуаци, с наказом: «Если правители и вельможи страны той выйдут навстречу сыну моему, дадут ему страну свою в подданство, уступят города, крепости и торговлю войскам моим, то вы тоже позвольте им жить и служить мне; а если нет…». Как отмечает К. Тревер, речь шла уже не об очередном набеге для захвата добычи и пленных, а о политическом подчинении страны хазарам в условиях, когда обстановка в двух крупнейших державах региона (смуты из-за престолонаследия в Персии и борьба халкидонитов и монофизитов в Византии) отвлекла внимание их правителей от событий в далёкой Албании. Западно-тюркский каганат требовал предоставления хазарам права беспрепятственного использования торговых путей. Персидский марзпан бежал из страны. Католикос Виро укрылся в крепости Джраберд в горах Арцаха, но его настигли и предложили добровольно сдаться и передать страну хазарам во избежание поголовного истребления населения. Разбежавшееся при приближении хазар население пряталось в горах, поля и сады не обрабатывались, скот погибал, страшный голод охватил страну и привёл к вымиранию населения. Тем временем хазары, рассматривавшие Албанию как подвластную им территорию, с 629 года начали сбор податей и намеревались подчинить себе всё Закавказье. Лишь внутренние междоусобицы, возникшие в Хазарии, спасли страны Закавказья от страшного разрушения и разорения.

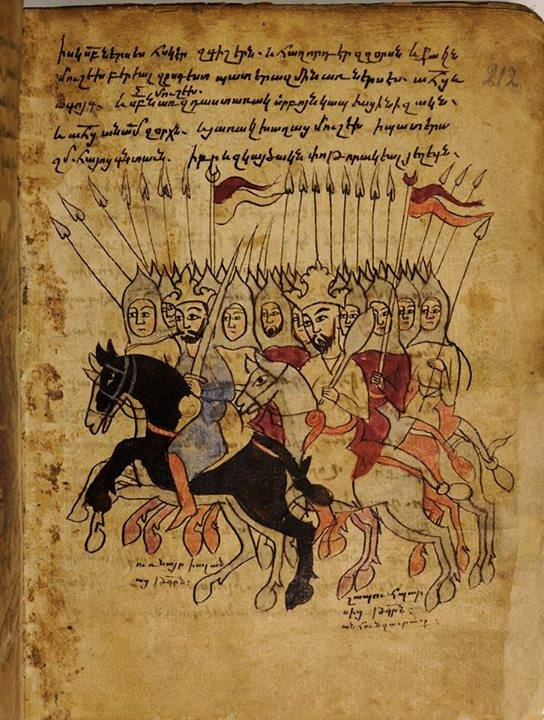
Царь Урнайр вместе с персидским царем Шапуром, рукопись «Истории жизни и смерти покойного святого Нерсеса Великого» армянского автора X века Месропа Вайоцдзореци

#### Отношения зороастрийского Ирана и христианской Албании
Христианство пришло в Албанию и Иберию в начале IV века через Армению, когда святой Григорий Просветитель начал направлять в соседние страны своих иереев и епископов. Согласно армянским источникам, в 330-е гг. внук Григория Просветителя Григорис, рукоположённый во «епископа Иверии и Алуанка», прибыл в Албанию из Армении, вёл проповедь среди местного населения и принял мученическую смерть среди маскутов. Христианство далеко не сразу получило повсеместное распространение, встретив сильное сопротивление приверженцев традиционных местных языческих культов и зороастризма.
В пределах Ирана христианские общины появились ещё в парфянский период. При Сасанидах число христиан, особенно в областях с арамейским населением и в Хузистане, росло, несмотря на отдельные периоды гонений. Вначале Сасаниды не считали христианство угрозой для империи, но ситуация постепенно менялась. На положение христиан в Иране повлияло сохраняющееся соперничество с Римом и религиозная политика римских императоров. Константин I Великий (306—337 гг.) уже в начале своего правления положил конец гонениям на христиан и принял христианство в качестве государственной религии Римской империи. Незадолго до смерти он заявил в послании шахиншаху Шапуру II о своём покровительстве в отношении христиан Ирана и потребовал прекратить притеснения иранских христиан, которые начались после принятия Римом христианства как официальной религии. Это не могло не вызывать опасения Сасанидов, что подданные-христиане могут подрывать империю изнутри в интересах Рима. Сасаниды расценивали принятие монархами Армении, Иберии и Албании христианства, произошедшее в течение IV века, как идеологическое подчинение Риму.
Царь Урнайр, который стал первым албанским правителем, принявшим ок. 370 г., согласно Мовсесу Каланкатуаци, крещение в Армении вместе со своими приближёнными, был верным союзником Сасанидов, однако вёл борьбу с языческими и зороастрийскими культами, сохранявшимися в Албании. Распространению зороастризма, являвшегося государственной религией в Иране, способствовало присутствие в Албании значительных иранских воинских гарнизонов, марзпанов, зороастрийских священников («магов»), а также родство албанских Аршакидов и Сасанидов. Другим фактором, способствующим укреплению влияния зороастризма, являлось использование албанской знатью и чиновниками языка пехлеви — литературного и официального языка Персии во времена Сасанидов — и среднеперсидского письма. Так, на всех трёх сохранившихся геммах — албанского принца Асая, царя Албании Асвагена и Великого католикоса Албании — надписи сделаны среднеперсидским письмом, а на печатях Асвагена и католикоса, кроме этого, присутствует зороастрийская символика.
Гонения на христиан в Иране развернулись при Шапуре II (309—379) и при Арташире II (379—383). Несколько улучшилось положение христиан при Шапуре III (383—388), когда отношения между Ираном и Византией стабилизировались. Варахран (Бахрам) IV Керманшах (388—399), заключивший с Византией мир, не имел возможности решать христианскую проблему, поскольку все усилия сосредоточил на борьбе с вторжениями гуннов. Правление Йездегерда I (399—420) было отмечено веротерпимостью власти к религиозным меньшинствам. В этот период Месроп Маштоц, прибывший из Армении между 415 и 420 гг. и получивший содействие со стороны албанского царя Асвагена, создал письменность для одного из языков Албании. На албанский язык были переведены Книги Пророков, Деяния Апостолов, Евангелие; в течение некоторого времени албанская письменность была принята в официальной переписке в Албании. К концу своего правления, однако, Йездегерд I, пытаясь сдержать распространение христианства, возобновил гонения против христианских священников. Массовый характер антихристианские гонения приобрели при его преемниках — Бахраме V и Йездегерде II. Преследования коснулись прежде всего христиан из высшей иранской знати. Было разграблено и разрушено много христианских храмов. В то же время, после того как на Эфесском соборе 431 г. была осуждена ересь Нестора, большая часть несториан укрылась в пределах Сасанидского государства, а сама несторианская церковь как гонимая в Византии пользовалась известным покровительством со стороны шахиншахов.
В правление Йездегерда II была предпринята первая попытка насильственного распространения зороастризма на закавказских территориях, подвластных Персии. В 449 году он издал указ, обязывавший всех христиан империи принять зороастризм. Для утверждения зороастризма использовалось насильственное обращение в эту религию представителей высшей знати, а также экономические и политические средства — освобождение от налогов, предоставление местной знати земельных участков и «почётных повязок и престолов», которые определяли статус сановника или рода.
Действия Йездегерда II, однако, не достигли своей цели. В 450 году в Закавказье вспыхнуло антииранское восстание под предводительством армянского военачальника Вардана Мамиконяна. В ходе восстания зороастрийские служители подвергались пыткам и казням, святилища преобразовывались в христианские храмы или разрушались, прибывших в Албанию жрецов «группами предавали мечу и выставляли на корм птицам небесным и зверям земным». Вскоре, однако, стараниями марзпана Васака Сюни единство закавказских государств было разрушено. В 451 году в Аварайрском сражении армянское войско потерпело поражение от армии Сасанидов. В битве на стороне персов участвовали иберы и отдельные родственные албанам племена, завербованные Васаком Сюни.
В конце 450-х годов, после смерти Йездегерда II, в Албании вспыхнуло новое восстание против Сасанидов, в ходе которого царь Албании Ваче II (444—463), сын сасанидской царевны — дочери Йездегерда II — и албанского царя, насильственно обращённый в зороастризм, отрёкся от этой религии. По сообщению Егише, после 459 г. Ваче II открыл горные проходы Чора и пропустил в Закавказье маскутов, после чего совместно с горными племенами начал войну против персов. Война, в ходе которой персы прибегли к помощи кочевых народов (хонов), привела к опустошению большей части Албании, принесла населению много горя и тяжёлых страданий, но не поколебала стойкости восставших. Тогда воцарившийся в Иране шаханшах Пероз (459—483) обратился к Ваче II с просьбой отпустить в Персию его мать и дочь и обещал албанскому царю после этого оставить Албанию в покое. Выполнив эту просьбу, Ваче II в 463 году отрёкся от албанского престола, предпочтя отшельничество.
Периодом правления Ваче II историки датируют строительство на территории бывшей армянской провинции Утик города Перозапат, который позднее стал новой столицей Албании (Партав (Барда)).
С 461 года Албания была преобразована в марзпанство, которое управлялось персидскими наместниками (марзпанами). Династия Аршакидов в Албании прервалась на тридцать лет. Мовсес Каланкатуаци так описывает этот период: «От Ваче до благочестивого Вачагана в продолжение 30 лет Албания оставалась без царя, потому что злобный и нечестивый царь персидский [Пероз] неистовствовал, как бешеный пес, хотел уничтожить все царства мира, совершенно поколебать церкви, искоренить религию христианскую и утвердить в своём царстве гнусное бесопочитание». По словам историка, армянских, иберских и албанских вельмож вынуждали переходить в зороастризм — угрозами, насилием, подкупами. Гонение на христиан понудило многих знатных албанов принять зороастризм. В числе отрекшихся от христианства был и Вачаган, племянник Ваче II, который «против своей воли был вынужден принять религию могов…». Историк Себеос позднее писал об этом времени: «В годы царствования персидского царя Пероза исчезли всякие власти, и порядки, и христианские законы, и наступили такие бедствия, преследования и оскорбления нахараров, что они свергли с себя иго подданства». Усиление религиозного и налогового гнёта, ущемление наследственных привилегий местной знати привело к новому восстанию, охватившему в 482—485 гг. всё Закавказье.
В 485 году преемник Пероза шаханшах Балаш, который при воцарении «не нашёл ничего в сокровищнице персидской, а землю опустошённой», был вынужден пойти на подписание с народами Закавказья так называемого Нварсакского мира и пойти на значительные уступки: были восстановлены привилегии армянской, иберской и албанской знати и оставлен в нерушимости принцип иерархии нахарарских родов; верховным судьёй и сюзереном нахараров мог быть лишь сам царь; устанавливалась свобода верования; Сасаниды обязывались не навязывать христианам маздеизм, а христиане не должны были обращать в свою веру огнепоклонников. На албанский престол с согласия шахиншаха был возведён Вачаган III (487—510), ставший последним в истории представителем династии Аршакидов. Вачаган, опиравшийся на христианское духовенство и крупных феодалов, торжественно принял крещение и объявил христианство официальной религией. Его правление стало эпохой политического и культурно-религиозного возрождения Албании. С целью достижения религиозного единства в стране и превращения христианства во всеобщую государственную религию Вачаган III преследовал и искоренял зороастризм и традиционные местные языческие культы, восстанавливал разрушенные и строил новые церкви и монастыри, восстанавливал церковную иерархию, создавал христианские школы. При нём в 488 году были приняты Алуэнские каноны. Согласно им, за исповедование зороастризма полагалась смертная казнь или рабство. Со смертью Вачагана албанская монархия была окончательно ликвидирована, вновь было образовано Албанское марзпанство.
Антихристианская политика Ирана была смягчена во время последовавших правлений Кавада I и Хосрова I Ануширвана. Новый подъём антихристианских гонений пришёлся на конец властвования Хосрова I Ануширвана. Императором Юстинианом II был издан указ об установлении единого вероисповедания, в противном случае «преследовать, заключать, ограблять и, наконец, приговаривать к лишению жизни», в ответ на который в 571 году Хосров I отдал приказ подданным империи иных вероисповеданий «отречься от своей веры и почитать с ним огонь, солнце и прочие божества». При Хосрове Иран, прежде административно состоявший из отдельных родовых наделов знати и вассальных образований, был разделён на четыре части — кусты (пехл. kwst; букв. «сторона»), причём гражданские правители (падоспаны) каждой из частей были подчинены военачальникам — испехбедам. Царская власть в Армении и Албании были окончательно ликвидированы, Армения совместно с Албанией, Иберией и Адурбадаганом образовали Северный куст (область).

#### Строительство фортификационных сооружений

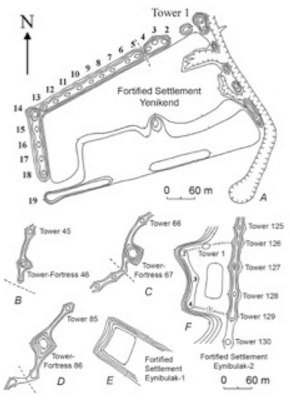
План Гильгильчайских укреплений

С появлением в прикаспийских степях гуннов стратегическое значение Кавказа возросло как для Ирана, так и для Византии. Набеги кочевников с Северного Кавказа на Закавказье осуществлялись не только через перевалы и ущелья в Главном Кавказском хребте, но главным образом вдоль побережья Чёрного и Каспийского морей. Одним из наиболее удобных путей была равнинная полоса вдоль западного берега Каспия. Кочевники зачастую доходили до территории Мидии-Атропатены, политически связанной с Парфянской империей, а позднее — с государством Сасанидов. Сасанидская держава, осуществляя экспансию в Закавказье, была вынуждена приступить к возведению заградительных стен.
В наше время известны пять линий стен, идущих от отрогов гор до моря и пересекающих прибрежную низменную полосу: Бешбармакские укрепления к северу от Апшеронского полуострова, Гильгильчайская (Шабранская) стена в 23 км к северу от предыдущей, стена к северу от р. Самур, неподалёку от городища Топрах-Кала, Дербентские стены и остатки стен к северу от Дербента. Письменные источники приписывают сооружение вышеупомянутых стен разным сасанидским царям — в первую очередь, упоминаются Йездегерд II, Кавад I и Хосров I.
Строительство укреплений в Кавказской Албании было начато ещё Йездегердом II (438—457 г.).
Договор, подписанный между Ираном и Византией по итогам войны 502—506 годов, успешные походы Кавада I против сабиров в 507—508 годах, а также восстановление контроля над Дарьяльским и Дербентским проходами создали благоприятную ситуацию для укрепления позиций Сасанидов в Закавказье.
Масштабное строительство фортификационных сооружений на территории Албании развернулось при Каваде I. Наряду с защитой северных границ Ирана, эти меры были направлены на усиление иранского присутствия в регионе, отличавшемся нестабильностью. Безопасность обширной сети укреплений должны были обеспечивать соответствующие военные гарнизоны. К числу оборонительных стен, возведённых Кавадом I, относится «Стена Лпинов между Ширваном и Аланскими воротами», отождествляемая со стеной в Алазанской долине.
Бешбармакские укрепления — самые южные из прикаспийских укреплений. Они представляли собой две параллельные стены, перекрывавшие проход между Бешбармакскими горами и морем шириной 1,75 км. Севернее Бешбармакских стен находилась Гильгильчайская стена протяжённостью 30 км. Эта стена намного значительнее Бешбармакской по своей протяжённости (от моря до гор 6 км, а в общем — вместе с идущей в горах стеной — 30 км). К. Тревер считает наиболее вероятным, что возведение этих двух стен осуществлялось в V в., может быть, при Йездегерде II. Ок. 452 г. хоны, пришедшие на помощь восставшим против персов армянам, грузинам и албанам, разрушили эти заграждения, пограничную крепость и напали на северные области Персии.
Следующий оборонительный ряд — стена «Афзут-Кавад» (перс. Afzūt-Kavāt). Согласно Encyclopædia Iranica, она находилась севернее реки Самур. Роберт Хьюсен локализует эти укрепления севернее Шабрана, между реками Велвелчай и Шабранчай.
Большая строительная деятельность была продолжена и во времена Хосрова I Ануширвана (531—579). В связи с участившимися набегами кочевников с севера он построил на побережье Каспия систему крепостей во главе с Дербентом и способствовал усилению в Албании политической роли прикаспийских княжеств. Ибн Хордадбех пишет о строительстве в этот период оборонительного комплекса Дербента, а также 360 замков-укреплений «вдоль горных дорог». Прототипом для дербентского каменного комплекса стала Гильгильчайская стена, в которой соединились методы и техника сасанидского строительства оборонительных укреплений. Грандиозная работа по сооружению дербентских стен, добыче, доставке, обтёсывании и укладке камня выполнялась не только местным населением, но и рабочей силой, привезённой из отдалённых областей страны, судя по словам Мовсеса Каланкатуаци. Он писал о «дивных стенах, для построения которых цари персидские изнурили страну нашу, собирая зодчих и изыскивая разные материалы для создания великого строения, которое соорудили между горой Кавказом и великим морем восточным».
Согласно мирному договору 561 года между Ираном и Византией, последняя должна была в течение 50 лет выплачивать ежегодно 30 тысяч солидов (примерно 136,5 кг в золотых монетах). Значительная часть этих средств предназначалась для укрепления и охраны кавказских проходов и перевалов. В первом пункте договора говорилось: «Персы должны воспрепятствовать унам („Οϋννους“ гуннам), аланам („’Αλανους“) и другим варварам проникать в римские владения через ущелье, называемое Хорутзон („Χορουτζόν“) и Каспийские ворота („των Κασπίων πυλων“)…». Хосрову I удалось принудить Византию заплатить за безопасность кавказских «ворот» и принять финансовое участие в строительстве самого крупного оборонительного сооружения на Кавказе — дербентского оборонительного комплекса.
Охрану укреплений обеспечивали иранские гарнизоны. Пограничные войска Сасанидов, известные как «Сиасиджины» («Siāsījiya», «Siāsījin», «Siāsīkin» или «Nišāstag»), согласно практике, установленной Хосровом I, обеспечивались «солдатскими поместьями», в результате чего возникали новые поселения. Большинство солдат прибывало из северных частей Ирана, особенно из Гиляна.
Строительство грандиозной по своим масштабам дербентской оборонительной системы было направлено на защиту против Тюркского каганата. Борьба между Ираном и Тюркским каганатом шла за монополию на торговлю шёлком, а также за контроль над рынками и караванными путями. Сасаниды отказались стать торговым посредником и дать проход через свои территории. Чтобы получить доступ к северной части Шёлкового пути, проходящей через северо-каспийское побережье и закавказские степи к Чёрному морю, для ведения прямой торговли с Византией, Каганат решил прибегнуть к военным действиям. Они произошли в конце 569 — начале 570 годов. В 571 году был подписан мирный договор на выгодных для Хосрова I условиях.
Созданные на территории Албании оборонительные системы с укреплёнными военными центрами были единственными подобными сасанидскими проектами в Закавказье. Строительная деятельность укрепила позиции Сасанидов и в то же время способствовала развитию городов.

Фортификационные сооружения
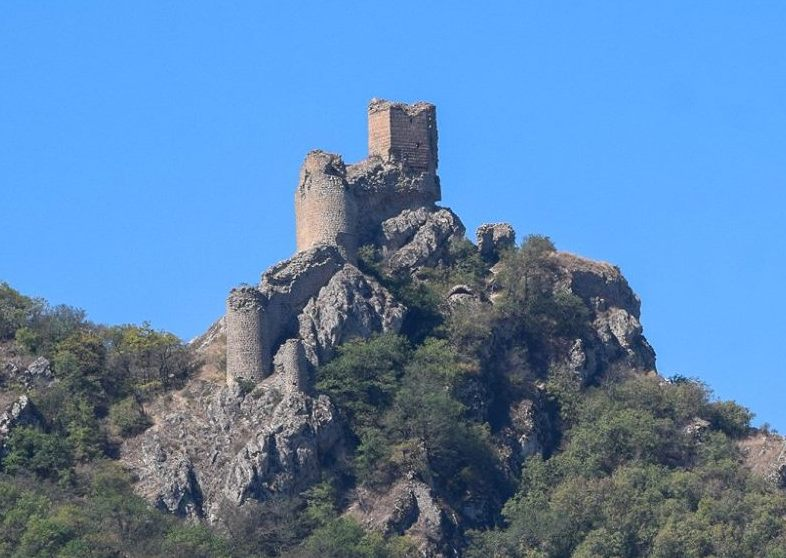
Крепость Чирах-кала VI века
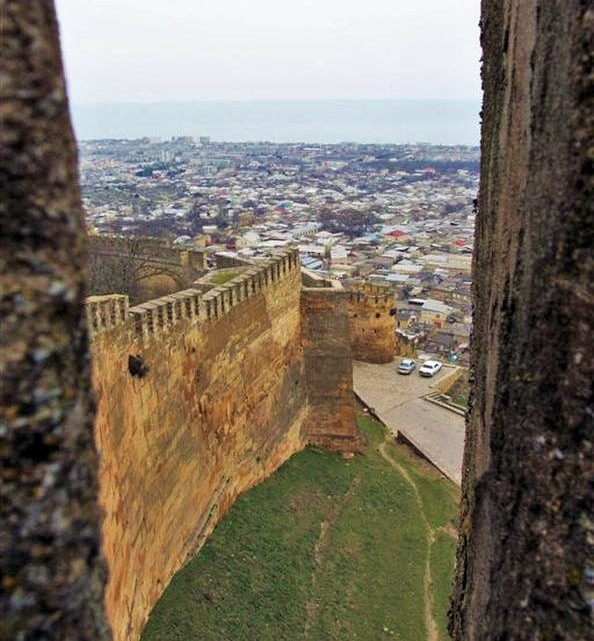
Стена дербентской крепости
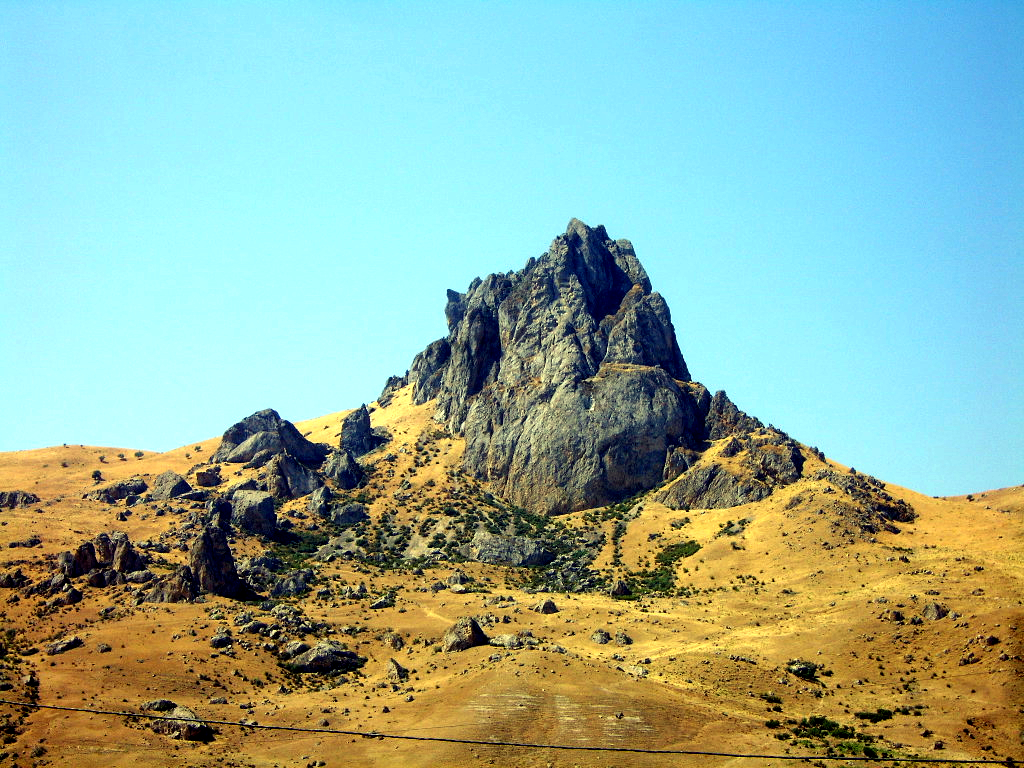
Бешбармакские укрепления

### Арабы и начало исламизации Албании
На конец VI — начало VII века пришлось возвышение в Албании правящей династии Михранидов, владетелей области Гардман. Князья из этой династии возглавляли Албанию с 630 года, придя к власти в результате почти поголовного истребления правившего в Арцахе рода Ераншахиков в ходе борьбы между арменизированными албанскими и армянскими феодальными родами за сюзеренные права над Албанией.
В середине 630-х годов в Иран вторглись арабы. В это время в Иране правил Иездегерд III (632—651 гг.), а в Албании — князь Вараз-Григор (начал править до 628 г., закончил — в 636 г.). Вараз-Григор, как и все остальные находившиеся под властью персидского царя князья и азаты, участвовал в сборах персидского войска против арабов. Во главе албанского военного отряда был поставлен сын Вараз-Григора, юный Джеваншир. По словам Мовсеса Каланкатуаци, Джеваншир семь лет участвовал в «тягостных войнах» против арабов, а после падения государства Сасанидов вернулся в Албанию и поднял восстание против персидских правителей, остававшихся в Атрпатакане. Он нанёс ряд поражений персидским войскам в Албании и с военной помощью правителя Иберии освободил Партав. Самостоятельность Албании, однако, сохранялась недолго: вскоре арабы захватили всё Закавказье, в том числе и Албанию, без труда подчинив её. Когда среди арабских племён начались междоусобицы, вызванные борьбой за власть, страны Закавказья попытались воспользоваться этим и перестать подчиняться арабам. Джеваншир (ок. 640 — ок. 680) вначале вёл политику на сближение с Византией и вступил в переписку с византийским императором Константом II (658 г.), однако впоследствии, подвергшись нескольким набегам хазар, отказался от союза с Византией, а в дальнейшем признал себя вассалом халифата Омейядов. Это стало поворотным пунктом в истории страны и способствовало её исламизации.
Преемник Джеваншира Вараз-Трдат пытался продолжать лавировать между арабами, хазарами и Византией, но в 705 году арабы, недовольные самостоятельной политикой местной династии, отстранили её от власти. Окончательное подчинение Албании произошло в 730-х годах, когда арабы подвергли её такому опустошению, что борьба албанов за независимость была приостановлена на долгие годы. Арран вошёл в состав халифата как часть наместничества Арминия (с центром сначала в Двине, а позже в Барде) и оставался в его составе вплоть до конца IX века.

## Войско
Первое упоминание албанов классическими авторами связано с их участием, наряду с сакасенами, кадусиями и мидянами, в составе персидского войска Дария III, сражавшегося против македонян в битве при Гавгамелах.
По данным Страбона, во время походов Помпея в Закавказье (66-65 гг. до н. э) войско, выставленное против него Албанией, насчитывало 60 тысяч пехоты и 22 тысяч конницы (согласно Плутарху, 12 тысяч конницы). По мнению С. Юшкова, это было «громадное по тому времени войско». В этот период происходит отделение войска от народа.
В эпоху Сасанидов албанское войско было интегрировано в состав иранской армии. Персидские правители использовали албанов в войнах против эфталитов и тюрок на востоке и против гуннов и хазаров на севере. Аммиан Марцеллин отмечает, что албаны предоставляли свои войска, особенно кавалерию, в армию Шапура II в период его войн с Римом, в частности во время осады Амиды. Царь албанов был удостоен почётной привилегии находиться рядом с уважаемыми военными союзниками иранского шаха.

Рядом с ним [Шапуром II] с левой стороны ехал Грумбат, новый царь хионитов, человек средних лет, уже покрытый морщинами, правитель выдающегося ума и прославленный множеством побед. С правой стороны ехал царь албанов, равный с первым по месту и почёту, а позади — различные командиры, выделяющиеся по уважению и власти, за ними следовали в огромном количестве отобранные люди из отборных сил соседних народов, приученные продолжительными упражнениями переносить всякие тяготы войны.— Аммиан Марцеллин. «Деяния» Книга XVIII 6
Аммиан Марцелин при этом не сообщает ничего о вооружении албанского войска и применяемой тактике. Подобно хионитам, конница албанов должна была играть решающую роль в битве. Албанская конница во время осады Амиды расположилась перед северными воротами города. Осада была тяжёлой для обеих сторон. Албанская конница, вероятно, понесла большие потери, поскольку Сасаниды вместе со своими союзниками потеряли 30 тысяч воинов, что составляло треть их общей численности.
Во время ирано-византийской войны албанский царь Вачаган III участвовал на стороне Кавада I в очередном взятии Амиды.
В период, когда арабские армии готовились к вторжению в Иран и Византию, правитель Албании Вараз-Григор отправил своего сына Джеваншира с контингентом албанских войск в Ктесифон. Здесь Джеваншир получил от шахиншаха Йездегерда III титул спарапета албанской армии.
Себеос и Мовсес Каланкатуаци подробно описали подвиги Джеваншира и албанских войск, сражавшихся вместе с сасанидской армией против арабов. В решающей битве при Кадисии, в которой был убит командующий сасанидской армии Ростам Фаррохзад, сам Джеваншир получил ранение, но показал себя как незаурядный и дерзкий воин. Согласно Мовсесу Каланкатуаци, за успешное участие в сражении против арабов Йездегерд III

почтил его выше всех: его опоясали золотым поясом, унизанным жемчугом, (навесили) меч, дали ему браслеты на руки, прекрасный венец на голову, жемчужные повязки и много ниток жемчуга вокруг его шеи; одели его в чёрные шаровары… и в шёлковое тканое платье с золотой вышивкой— Мовсес Каланкатуаци, Книга II, 18

### Вооружение
Мечи, использовавшиеся албанским войском, имели несколько разновидностей. Длинные мечи с узким лезвием имели костяные или деревянные обкладки. Сравнительно короткие мечи, составлявшие небольшую группу, имели сарматское происхождение. Мечи с широким лезвием, достигавшие в длину более 1 метра, имели рукоятки в деревянных обкладках, а также деревянные ножны, которые были обтянуты кожей. Этот вид мечей, вероятно, использовался тяжёлой конницей и военачальниками.
Некоторые кинжалы албанских воинов имели разъединитель и одностороннее лезвие. Найдены также кинжалы мечевидной формы без разъединителя, а также кинжалы с очень коротким клинком и длинной ручкой. Рукоятки кинжалов были изготовлены из дерева, так же как и ножны, которые были обтянуты кожей.
Стрелы были железными и костяными. Наконечники, изготавливавшиеся из кости и почти неизвестные вне территории Албании, были трёх-четырёхгранными и ромбическими в сечении. Железные трёхгранные и трёхлопастные отличаются размерами. Этот тип наконечников имеет большое сходство с железными наконечниками с Северного Кавказа и Поволжья, относящимся к сарматским памятникам.
Албанские воины были также вооружены двух-, трёх- и четырёхзубыми железными боевыми вилами.
В албанском войске использовались щиты, панцири, шлемы из звериной кожи. На территории Дагестана обнаружено большое количество остатков кольчуг, датируемых поздним албано-сарматским и раннесредневековым периодом. Страбон отмечал, что албаны «сражаются пешими и на конях, в лёгком (псилеты) и тяжёлом (катафракты) вооружении», «защищены панцирями (тораксы)», «пользуются на войне покрытыми бронёй лошадьми». Материалы археологических раскопок в Азербайджане и Дагестане, где найдены погребения не только легковооружённых воинов, но и катафрактариев, подтверждают эти сообщения. Использование железных доспехов албанской армией могло быть заимствованием у мидян Атропатены в период парфянского владычества. В результате археологических исследований были обнаружены удила, пряжки и другие предметы для конского снаряжения. Использование в войске тяжёлой конницы указывает на значительное социальное расслоение албанского общества.

Вооружение албанского войска
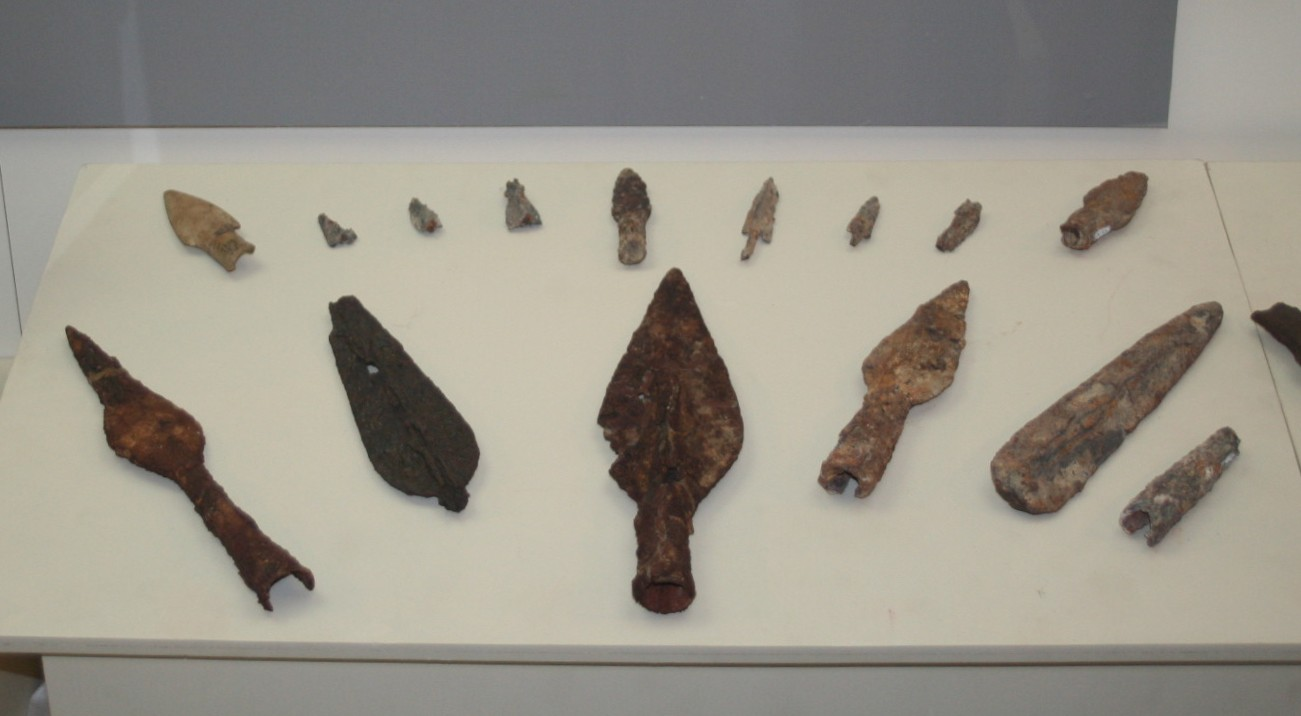
Железные и глиняные наконечники копий и стрел из Мингечевира и Гилахлы (Шеки)
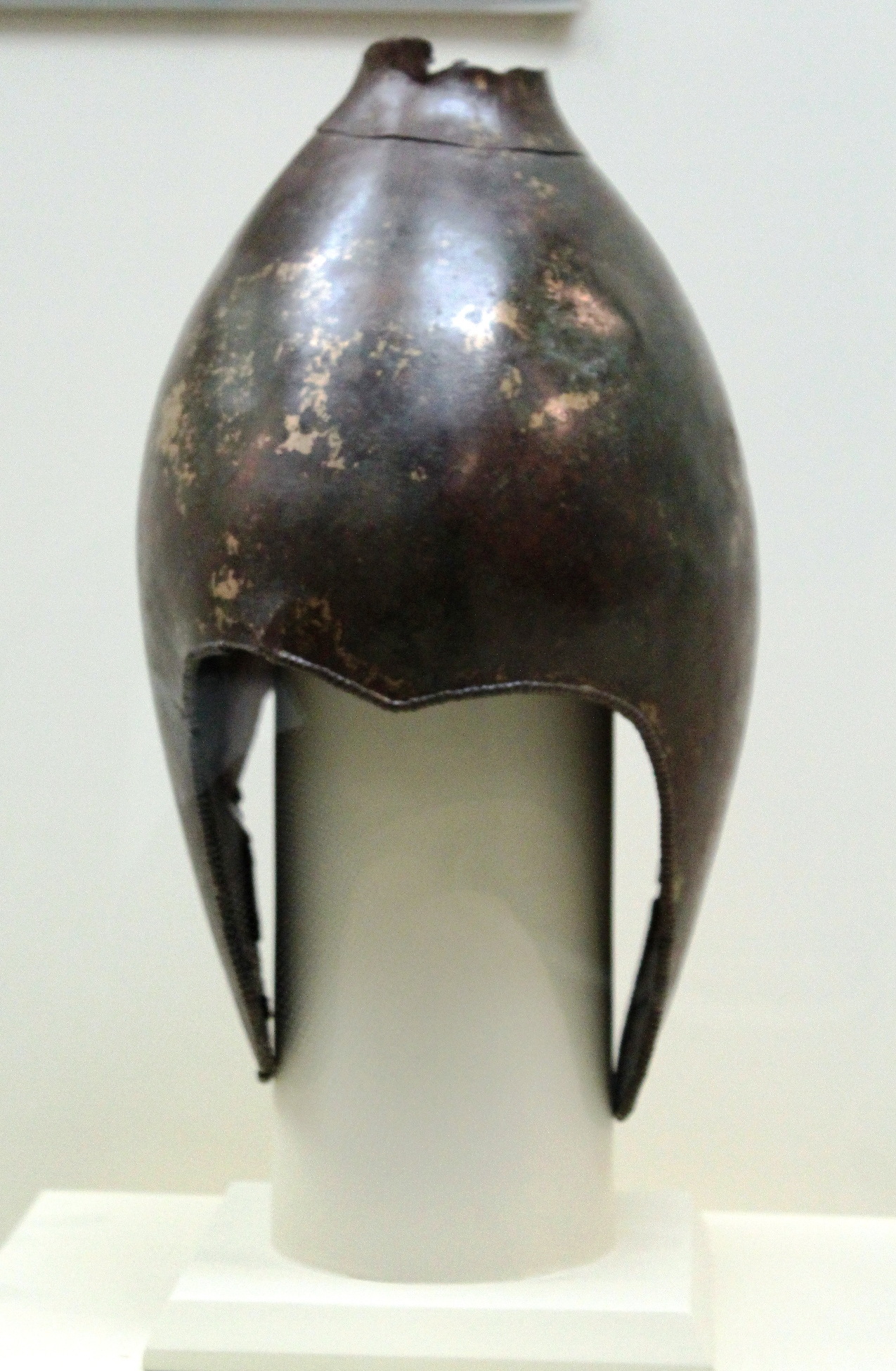
Шлем воинов Кавказской Албании из памятника Нюйди, Ахсуйский район Азербайджана. Музей истории Азербайджана
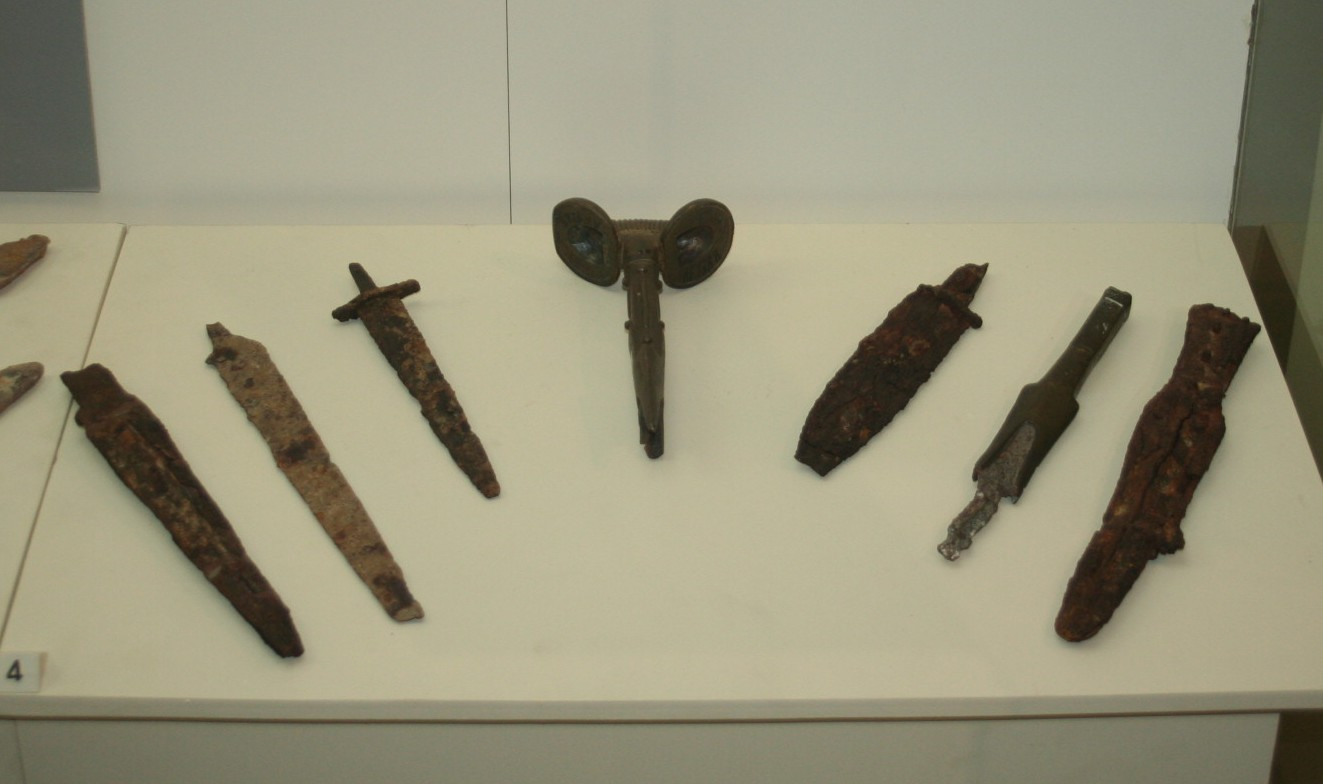
Принадлежавшие албанскому войску бронзовые рукоятки мечей и железные мечи, найденные в окрестностях Газаха и Мингечевира. Музей истории Азербайджана

## Правители Кавказской Албании и княжеские рода

### Албанские царские династии
Первая известная историографии царская династия, носившая персидский титул «Арраншахи» (Араншахики, Ераншахики), была, по-видимому, местного происхождения. По мнению Камиллы Тревер, «первые цари Албании несомненно являлись представителями местной албанской знати из числа наиболее выдвинувшихся племенных вождей. Об этом говорят и их неармянские и неиранские имена (Оройс, Косис, Зобер в греческой передаче; как они звучали по-албански, мы пока не знаем)».
По мнению Кирилла Туманова, царский род Арраншахов, возможно, был тем, который, подчинив себе другие родственные династии, добился объединения Албании и положил начало албанской монархии. Название «Араншахик» при этом могло происходить как от этникона «Аран» («Албания»), так и от имени эпонима «Арана».
Мовсес Каланкатуаци в своей «Истории страны Алуанк» приводит легенду о происхождении Арраншахов, ссылаясь при этом на Мовсеса Хоренаци. Согласно этой легенде, Арраншахи ведут своё начало от легендарного патриарха Арана из рода Сисакан из потомков Иафета, которого назначил правителем Албании армянский царь Валаршак. Легенда, очевидно, поздняя и имеет книжное армянское происхождение, но труд Каланкатуаци показывает, что она была распространена и в Албании. По мнению К. Тревер, легендарная генеалогия об образовании албанской государственности под влиянием армянского царя была создана в первые века нашей эры и имела целью сближение интересов Армении и Албании — вероятно, в тот период, когда парфянским Аршакидам в политических целях удалось посадить на престолы ряда стран Закавказья представителей своего рода. Исследовательница также отмечает, что Сисакан, находившийся между Арменией и Арцахом, не участвовал в первом объединении албанских племён, однако, в V—VI веках эта историческая область играла важное значение в политических отношениях Албании и Армении, чем можно объяснить более позднее добавление в легенду истории о происхождении от Сисака. Согласно Йозефу Маркварту, эта легенда отражает тесную связь, имевшую место между областью Сисакан и Албанией.
После того, как династия Арраншахов была смещена Аршакидами, термин «Арраншах» продолжал использоваться как титул царей Албании независимо от династии.

### Аршакиды Кавказской Албании
Восхождение иранской династии на трон в Албании, Армении и восточной Иберии было следствием заключённого в 64 году между римским императором Нероном и Парфией мирного договора. В середине — второй половине I в. н. э. на албанском престоле появился первый Аршакид (в письменных источниках того времени эта смена династий не нашла отражения).
Династия албанских Аршакидов была младшей ветвью парфянских Аршакидов и вместе с аршакидскими династиями соседних Армении, Иберии и страны маскутов составляла пан-Аршакидскую семейную федерацию. Ранняя история династии неизвестна; согласно Мовсесу Каланкатуаци, основателем династии стал Санатрук, вождь маскутов (массагетов), но эта версия была опровергнута учеными. Историю династии ведут от её первого известного представителя Вачагана I Храброго, родом из исторической области Маскут. При этом, вероятно, что албанские Аршакиды, относясь к той же династической ветви, являлись преемниками аршакидских царей Маскута. После смерти Санатрука, возможно, Шапур II, упразднив царскую династию Маскута, возвёл на трон Албании представителей маскутской ветви Аршакидов.
Согласно средневековым источникам, албанские Аршакиды традиционно заключали браки с принцессами из династии Сасанидов. Так, Урнайр был женат на сестре Шапура II. Матерью другого албанского правителя — Асвагена — являлась сестра Шапура III, а сам Асваген был женат на дочери Йездегерда II.
Сохранилась гемма-печать албанского царя Асвагена с надписью на среднеперсидском языке «Асваген, царь Албании»(«Ahzwahen i, Аrdāп sāh»). Гемма изготовлена по канонам, присущим сасанидской глиптике. Символ, находящийся в центре, — знак «лунной повозки» — представляет собой эмблему сасанидского государства. Присутствие этого знака на гемме албанского царя можно рассматривать как символ династической связи с правящей династией Ирана, принадлежности к роду, «происходящему от богов». Албанские Аршакиды также носили титул «Арраншахов».
|                            |                            |                            |                            |                            |                            |  |  |                          |                          |                          |                          | Вачаган I Храбрый (ок. 300 — ок. 336) | Вачаган I Храбрый (ок. 300 — ок. 336) | Вачаган I Храбрый (ок. 300 — ок. 336) | Вачаган I Храбрый (ок. 300 — ок. 336) | Вачаган I Храбрый (ок. 300 — ок. 336) | Вачаган I Храбрый (ок. 300 — ок. 336) |                          |                          |                          |                          |           |           |                         |                         |                         |                         |                                               |                            |                            |                            |                            |                            |            |            |                         |                         |                         |                         | Нарсе (293 — 302/303)     | Нарсе (293 — 302/303)     | Нарсе (293 — 302/303)     | Нарсе (293 — 302/303)     | Нарсе (293 — 302/303)     | Нарсе (293 — 302/303)     |                       |                       |                              |                              |                              |                              |                              |                              |                       |                       |                       |                       |                             |                             |                             |                             |                             |                             |                        |                        |                        |                        |                       |                       |                       |                       |                       |                       |  |  |  |  |
|                            |                            |                            |                            |                            |                            |  |  |                          |                          |                          |                          | Вачаган I Храбрый (ок. 300 — ок. 336) | Вачаган I Храбрый (ок. 300 — ок. 336) | Вачаган I Храбрый (ок. 300 — ок. 336) | Вачаган I Храбрый (ок. 300 — ок. 336) | Вачаган I Храбрый (ок. 300 — ок. 336) | Вачаган I Храбрый (ок. 300 — ок. 336) |                          |                          |                          |                          |           |           |                         |                         |                         |                         |                                               |                            |                            |                            |                            |                            |            |            |                         |                         |                         |                         | Нарсе (293 — 302/303)     | Нарсе (293 — 302/303)     | Нарсе (293 — 302/303)     | Нарсе (293 — 302/303)     | Нарсе (293 — 302/303)     | Нарсе (293 — 302/303)     |                       |                       |                              |                              |                              |                              |                              |                              |                       |                       |                       |                       |                             |                             |                             |                             |                             |                             |                        |                        |                        |                        |                       |                       |                       |                       |                       |                       |  |  |  |  |
|                            |                            |                            |                            |                            |                            |  |  |                          |                          |                          |                          | Ваче I (ок. 336 — ок. 350)            | Ваче I (ок. 336 — ок. 350)            | Ваче I (ок. 336 — ок. 350)            | Ваче I (ок. 336 — ок. 350)            | Ваче I (ок. 336 — ок. 350)            | Ваче I (ок. 336 — ок. 350)            |                          |                          |                          |                          |           |           |                         |                         |                         |                         |                                               |                            |                            |                            |                            |                            |            |            |                         |                         |                         |                         | Ормизд II (302/303 — 309) | Ормизд II (302/303 — 309) | Ормизд II (302/303 — 309) | Ормизд II (302/303 — 309) | Ормизд II (302/303 — 309) | Ормизд II (302/303 — 309) |                       |                       |                              |                              |                              |                              |                              |                              |                       |                       |                       |                       |                             |                             |                             |                             |                             |                             |                        |                        |                        |                        |                       |                       |                       |                       |                       |                       |  |  |  |  |
|                            |                            |                            |                            |                            |                            |  |  |                          |                          |                          |                          | Ваче I (ок. 336 — ок. 350)            | Ваче I (ок. 336 — ок. 350)            | Ваче I (ок. 336 — ок. 350)            | Ваче I (ок. 336 — ок. 350)            | Ваче I (ок. 336 — ок. 350)            | Ваче I (ок. 336 — ок. 350)            |                          |                          |                          |                          |           |           |                         |                         |                         |                         |                                               |                            |                            |                            |                            |                            |            |            |                         |                         |                         |                         | Ормизд II (302/303 — 309) | Ормизд II (302/303 — 309) | Ормизд II (302/303 — 309) | Ормизд II (302/303 — 309) | Ормизд II (302/303 — 309) | Ормизд II (302/303 — 309) |                       |                       |                              |                              |                              |                              |                              |                              |                       |                       |                       |                       |                             |                             |                             |                             |                             |                             |                        |                        |                        |                        |                       |                       |                       |                       |                       |                       |  |  |  |  |
|                            |                            |                            |                            |                            |                            |  |  |                          |                          |                          |                          |                                       |                                       |                                       |                                       |                                       |                                       |                          |                          |                          |                          |           |           |                         |                         |                         |                         |                                               |                            |                            |                            |                            |                            |            |            |                         |                         |                         |                         |                           |                           |                           |                           |                           |                           |                       |                       |                              |                              |                              |                              |                              |                              |                       |                       |                       |                       |                             |                             |                             |                             |                             |                             |                        |                        |                        |                        |                       |                       |                       |                       |                       |                       |  |  |  |  |
|                            |                            |                            |                            |                            |                            |  |  |                          |                          |                          |                          | Урнайр (ок.350 — ок. 375)             | Урнайр (ок.350 — ок. 375)             | Урнайр (ок.350 — ок. 375)             | Урнайр (ок.350 — ок. 375)             | Урнайр (ок.350 — ок. 375)             | Урнайр (ок.350 — ок. 375)             |                          |                          | Ормиздухт                | Ормиздухт                | Ормиздухт | Ормиздухт | Ормиздухт               | Ормиздухт               |                         |                         |                                               |                            |                            |                            |                            |                            |            |            | Арташир II (379 — 383)  | Арташир II (379 — 383)  | Арташир II (379 — 383)  | Арташир II (379 — 383)  | Арташир II (379 — 383)    | Арташир II (379 — 383)    |                           |                           | Атурнарсе                 | Атурнарсе                 | Атурнарсе             | Атурнарсе             | Атурнарсе                    | Атурнарсе                    |                              |                              | Ормизд                       | Ормизд                       | Ормизд                | Ормизд                | Ормизд                | Ормизд                |                             |                             | Шапур II (309 — 379)        | Шапур II (309 — 379)        | Шапур II (309 — 379)        | Шапур II (309 — 379)        | Шапур II (309 — 379)   | Шапур II (309 — 379)   |                        |                        | Ифра Ормизд           | Ифра Ормизд           | Ифра Ормизд           | Ифра Ормизд           | Ифра Ормизд           | Ифра Ормизд           |  |  |  |  |
|                            |                            |                            |                            |                            |                            |  |  |                          |                          |                          |                          | Урнайр (ок.350 — ок. 375)             | Урнайр (ок.350 — ок. 375)             | Урнайр (ок.350 — ок. 375)             | Урнайр (ок.350 — ок. 375)             | Урнайр (ок.350 — ок. 375)             | Урнайр (ок.350 — ок. 375)             |                          |                          | Ормиздухт                | Ормиздухт                | Ормиздухт | Ормиздухт | Ормиздухт               | Ормиздухт               |                         |                         |                                               |                            |                            |                            |                            |                            |            |            | Арташир II (379 — 383)  | Арташир II (379 — 383)  | Арташир II (379 — 383)  | Арташир II (379 — 383)  | Арташир II (379 — 383)    | Арташир II (379 — 383)    |                           |                           | Атурнарсе                 | Атурнарсе                 | Атурнарсе             | Атурнарсе             | Атурнарсе                    | Атурнарсе                    |                              |                              | Ормизд                       | Ормизд                       | Ормизд                | Ормизд                | Ормизд                | Ормизд                |                             |                             | Шапур II (309 — 379)        | Шапур II (309 — 379)        | Шапур II (309 — 379)        | Шапур II (309 — 379)        | Шапур II (309 — 379)   | Шапур II (309 — 379)   |                        |                        | Ифра Ормизд           | Ифра Ормизд           | Ифра Ормизд           | Ифра Ормизд           | Ифра Ормизд           | Ифра Ормизд           |  |  |  |  |
|                            |                            |                            |                            |                            |                            |  |  |                          |                          |                          |                          |                                       |                                       |                                       |                                       |                                       |                                       |                          |                          |                          |                          |           |           |                         |                         |                         |                         |                                               |                            |                            |                            |                            |                            |            |            |                         |                         |                         |                         |                           |                           |                           |                           |                           |                           |                       |                       |                              |                              |                              |                              |                              |                              |                       |                       |                       |                       |                             |                             |                             |                             |                             |                             |                        |                        |                        |                        |                       |                       |                       |                       |                       |                       |  |  |  |  |
|                            |                            |                            |                            |                            |                            |  |  |                          |                          |                          |                          |                                       |                                       |                                       |                                       |                                       |                                       |                          |                          |                          |                          |           |           |                         |                         |                         |                         |                                               |                            |                            |                            |                            |                            |            |            |                         |                         |                         |                         |                           |                           |                           |                           |                           |                           |                       |                       |                              |                              |                              |                              |                              |                              |                       |                       |                       |                       |                             |                             |                             |                             |                             |                             |                        |                        |                        |                        |                       |                       |                       |                       |                       |                       |  |  |  |  |
| Вачаган II (ок. 375 — 385) | Вачаган II (ок. 375 — 385) | Вачаган II (ок. 375 — 385) | Вачаган II (ок. 375 — 385) | Вачаган II (ок. 375 — 385) | Вачаган II (ок. 375 — 385) |  |  | Мирхаван (ок. 385 — 395) | Мирхаван (ок. 385 — 395) | Мирхаван (ок. 385 — 395) | Мирхаван (ок. 385 — 395) | Мирхаван (ок. 385 — 395)              | Мирхаван (ок. 385 — 395)              |                                       |                                       | Сатой (ок.395 — ок. 405)              | Сатой (ок.395 — ок. 405)              | Сатой (ок.395 — ок. 405) | Сатой (ок.395 — ок. 405) | Сатой (ок.395 — ок. 405) | Сатой (ок.395 — ок. 405) |           |           | Асай (ок.405 — ок. 415) | Асай (ок.405 — ок. 415) | Асай (ок.405 — ок. 415) | Асай (ок.405 — ок. 415) | Асай (ок.405 — ок. 415)                       | Асай (ок.405 — ок. 415)    |                            |                            | Неизвестно                 | Неизвестно                 | Неизвестно | Неизвестно | Неизвестно              | Неизвестно              |                         |                         |                           |                           |                           |                           |                           |                           |                       |                       |                              |                              |                              |                              |                              |                              |                       |                       |                       |                       |                             |                             |                             |                             |                             |                             | Шапур III (383 — 388)  | Шапур III (383 — 388)  | Шапур III (383 — 388)  | Шапур III (383 — 388)  | Шапур III (383 — 388) | Шапур III (383 — 388) |                       |                       |                       |                       |  |  |  |  |
| Вачаган II (ок. 375 — 385) | Вачаган II (ок. 375 — 385) | Вачаган II (ок. 375 — 385) | Вачаган II (ок. 375 — 385) | Вачаган II (ок. 375 — 385) | Вачаган II (ок. 375 — 385) |  |  | Мирхаван (ок. 385 — 395) | Мирхаван (ок. 385 — 395) | Мирхаван (ок. 385 — 395) | Мирхаван (ок. 385 — 395) | Мирхаван (ок. 385 — 395)              | Мирхаван (ок. 385 — 395)              |                                       |                                       | Сатой (ок.395 — ок. 405)              | Сатой (ок.395 — ок. 405)              | Сатой (ок.395 — ок. 405) | Сатой (ок.395 — ок. 405) | Сатой (ок.395 — ок. 405) | Сатой (ок.395 — ок. 405) |           |           | Асай (ок.405 — ок. 415) | Асай (ок.405 — ок. 415) | Асай (ок.405 — ок. 415) | Асай (ок.405 — ок. 415) | Асай (ок.405 — ок. 415)                       | Асай (ок.405 — ок. 415)    |                            |                            | Неизвестно                 | Неизвестно                 | Неизвестно | Неизвестно | Неизвестно              | Неизвестно              |                         |                         |                           |                           |                           |                           |                           |                           |                       |                       |                              |                              |                              |                              |                              |                              |                       |                       |                       |                       |                             |                             |                             |                             |                             |                             | Шапур III (383 — 388)  | Шапур III (383 — 388)  | Шапур III (383 — 388)  | Шапур III (383 — 388)  | Шапур III (383 — 388) | Шапур III (383 — 388) |                       |                       |                       |                       |  |  |  |  |
|                            |                            |                            |                            |                            |                            |  |  |                          |                          |                          |                          |                                       |                                       |                                       |                                       |                                       |                                       |                          |                          |                          |                          |           |           |                         |                         |                         |                         |                                               |                            |                            |                            |                            |                            |            |            |                         |                         |                         |                         |                           |                           |                           |                           |                           |                           |                       |                       |                              |                              |                              |                              |                              |                              |                       |                       |                       |                       |                             |                             |                             |                             |                             |                             |                        |                        |                        |                        |                       |                       |                       |                       |                       |                       |  |  |  |  |
|                            |                            |                            |                            |                            |                            |  |  |                          |                          |                          |                          |                                       |                                       |                                       |                                       |                                       |                                       |                          |                          |                          |                          |           |           |                         |                         |                         |                         |                                               |                            |                            |                            |                            |                            |            |            |                         |                         |                         |                         |                           |                           |                           |                           |                           |                           |                       |                       |                              |                              |                              |                              |                              |                              |                       |                       |                       |                       |                             |                             |                             |                             |                             |                             |                        |                        |                        |                        |                       |                       |                       |                       |                       |                       |  |  |  |  |
|                            |                            |                            |                            |                            |                            |  |  |                          |                          |                          |                          |                                       |                                       |                                       |                                       |                                       |                                       |                          |                          |                          |                          |           |           |                         |                         |                         |                         |                                               |                            |                            |                            |                            |                            |            |            |                         |                         |                         |                         |                           |                           |                           |                           |                           |                           |                       |                       |                              |                              | Шошандухт                    | Шошандухт                    | Шошандухт                    | Шошандухт                    | Шошандухт             | Шошандухт             |                       |                       | Йездегерд I (399 — 420/421) | Йездегерд I (399 — 420/421) | Йездегерд I (399 — 420/421) | Йездегерд I (399 — 420/421) | Йездегерд I (399 — 420/421) | Йездегерд I (399 — 420/421) |                        |                        |                        |                        | Бахрам IV (388 — 399) | Бахрам IV (388 — 399) | Бахрам IV (388 — 399) | Бахрам IV (388 — 399) | Бахрам IV (388 — 399) | Бахрам IV (388 — 399) |  |  |  |  |
|                            |                            |                            |                            |                            |                            |  |  |                          |                          |                          |                          |                                       |                                       |                                       |                                       |                                       |                                       |                          |                          |                          |                          |           |           |                         |                         |                         |                         |                                               |                            |                            |                            |                            |                            |            |            |                         |                         |                         |                         |                           |                           |                           |                           |                           |                           |                       |                       |                              |                              | Шошандухт                    | Шошандухт                    | Шошандухт                    | Шошандухт                    | Шошандухт             | Шошандухт             |                       |                       | Йездегерд I (399 — 420/421) | Йездегерд I (399 — 420/421) | Йездегерд I (399 — 420/421) | Йездегерд I (399 — 420/421) | Йездегерд I (399 — 420/421) | Йездегерд I (399 — 420/421) |                        |                        |                        |                        | Бахрам IV (388 — 399) | Бахрам IV (388 — 399) | Бахрам IV (388 — 399) | Бахрам IV (388 — 399) | Бахрам IV (388 — 399) | Бахрам IV (388 — 399) |  |  |  |  |
|                            |                            |                            |                            |                            |                            |  |  |                          |                          |                          |                          |                                       |                                       |                                       |                                       |                                       |                                       |                          |                          |                          |                          |           |           |                         |                         |                         |                         |                                               |                            |                            |                            |                            |                            |            |            |                         |                         |                         |                         |                           |                           |                           |                           |                           |                           |                       |                       |                              |                              |                              |                              |                              |                              |                       |                       |                       |                       |                             |                             |                             |                             |                             |                             |                        |                        |                        |                        |                       |                       |                       |                       |                       |                       |  |  |  |  |
|                            |                            |                            |                            |                            |                            |  |  |                          |                          |                          |                          |                                       |                                       |                                       |                                       |                                       |                                       |                          |                          |                          |                          |           |           |                         |                         |                         |                         |                                               |                            |                            |                            |                            |                            |            |            |                         |                         |                         |                         |                           |                           |                           |                           |                           |                           |                       |                       |                              |                              |                              |                              |                              |                              |                       |                       |                       |                       |                             |                             |                             |                             |                             |                             |                        |                        |                        |                        |                       |                       |                       |                       |                       |                       |  |  |  |  |
|                            |                            |                            |                            |                            |                            |  |  |                          |                          |                          |                          |                                       |                                       |                                       |                                       |                                       |                                       |                          |                          |                          |                          |           |           |                         |                         |                         |                         |                                               |                            |                            |                            |                            |                            |            |            |                         |                         |                         |                         |                           |                           |                           |                           |                           |                           |                       |                       | Бахрам V (420/421 — 438/439) | Бахрам V (420/421 — 438/439) | Бахрам V (420/421 — 438/439) | Бахрам V (420/421 — 438/439) | Бахрам V (420/421 — 438/439) | Бахрам V (420/421 — 438/439) |                       |                       |                       |                       | Шапур                       | Шапур                       | Шапур                       | Шапур                       | Шапур                       | Шапур                       |                        |                        |                        |                        |                       |                       |                       |                       |                       |                       |  |  |  |  |
|                            |                            |                            |                            |                            |                            |  |  |                          |                          |                          |                          |                                       |                                       |                                       |                                       |                                       |                                       |                          |                          |                          |                          |           |           |                         |                         |                         |                         |                                               |                            |                            |                            |                            |                            |            |            |                         |                         |                         |                         |                           |                           |                           |                           |                           |                           |                       |                       | Бахрам V (420/421 — 438/439) | Бахрам V (420/421 — 438/439) | Бахрам V (420/421 — 438/439) | Бахрам V (420/421 — 438/439) | Бахрам V (420/421 — 438/439) | Бахрам V (420/421 — 438/439) |                       |                       |                       |                       | Шапур                       | Шапур                       | Шапур                       | Шапур                       | Шапур                       | Шапур                       |                        |                        |                        |                        |                       |                       |                       |                       |                       |                       |  |  |  |  |
|                            |                            |                            |                            |                            |                            |  |  |                          |                          |                          |                          |                                       |                                       |                                       |                                       |                                       |                                       |                          |                          |                          |                          |           |           |                         |                         |                         |                         |                                               |                            |                            |                            |                            |                            |            |            |                         |                         |                         |                         | Денак                     | Денак                     | Денак                     | Денак                     | Денак                     | Денак                     |                       |                       | Йездегерд II (438/439 — 457) | Йездегерд II (438/439 — 457) | Йездегерд II (438/439 — 457) | Йездегерд II (438/439 — 457) | Йездегерд II (438/439 — 457) | Йездегерд II (438/439 — 457) |                       |                       |                       |                       |                             |                             |                             |                             |                             |                             |                        |                        |                        |                        |                       |                       |                       |                       |                       |                       |  |  |  |  |
|                            |                            |                            |                            |                            |                            |  |  |                          |                          |                          |                          |                                       |                                       |                                       |                                       |                                       |                                       |                          |                          |                          |                          |           |           |                         |                         |                         |                         |                                               |                            |                            |                            |                            |                            |            |            |                         |                         |                         |                         | Денак                     | Денак                     | Денак                     | Денак                     | Денак                     | Денак                     |                       |                       | Йездегерд II (438/439 — 457) | Йездегерд II (438/439 — 457) | Йездегерд II (438/439 — 457) | Йездегерд II (438/439 — 457) | Йездегерд II (438/439 — 457) | Йездегерд II (438/439 — 457) |                       |                       |                       |                       |                             |                             |                             |                             |                             |                             |                        |                        |                        |                        |                       |                       |                       |                       |                       |                       |  |  |  |  |
|                            |                            |                            |                            |                            |                            |  |  |                          |                          |                          |                          |                                       |                                       |                                       |                                       |                                       |                                       |                          |                          |                          |                          |           |           |                         |                         |                         |                         |                                               |                            |                            |                            |                            |                            |            |            |                         |                         |                         |                         |                           |                           |                           |                           |                           |                           |                       |                       |                              |                              |                              |                              |                              |                              |                       |                       |                       |                       |                             |                             |                             |                             |                             |                             |                        |                        |                        |                        |                       |                       |                       |                       |                       |                       |  |  |  |  |
|                            |                            |                            |                            |                            |                            |  |  |                          |                          |                          |                          |                                       |                                       |                                       |                                       |                                       |                                       |                          |                          |                          |                          |           |           |                         |                         |                         |                         |                                               |                            |                            |                            |                            |                            |            |            |                         |                         |                         |                         |                           |                           |                           |                           |                           |                           |                       |                       |                              |                              |                              |                              |                              |                              |                       |                       |                       |                       |                             |                             |                             |                             |                             |                             |                        |                        |                        |                        |                       |                       |                       |                       |                       |                       |  |  |  |  |
|                            |                            |                            |                            |                            |                            |  |  |                          |                          |                          |                          |                                       |                                       |                                       |                                       |                                       |                                       |                          |                          |                          |                          |           |           |                         |                         |                         |                         | Асваген (ок.415 — ок. 440)                    | Асваген (ок.415 — ок. 440) | Асваген (ок.415 — ок. 440) | Асваген (ок.415 — ок. 440) | Асваген (ок.415 — ок. 440) | Асваген (ок.415 — ок. 440) |            |            | Зарир                   | Зарир                   | Зарир                   | Зарир                   | Зарир                     | Зарир                     |                           |                           |                           |                           | Балаш (483/484 — 488) | Балаш (483/484 — 488) | Балаш (483/484 — 488)        | Балаш (483/484 — 488)        | Балаш (483/484 — 488)        | Балаш (483/484 — 488)        |                              |                              | Пероз (459 — 483/484) | Пероз (459 — 483/484) | Пероз (459 — 483/484) | Пероз (459 — 483/484) | Пероз (459 — 483/484)       | Пероз (459 — 483/484)       |                             |                             | Ормизд III (457 — 459)      | Ормизд III (457 — 459)      | Ормизд III (457 — 459) | Ормизд III (457 — 459) | Ормизд III (457 — 459) | Ормизд III (457 — 459) |                       |                       |                       |                       |                       |                       |  |  |  |  |
|                            |                            |                            |                            |                            |                            |  |  |                          |                          |                          |                          |                                       |                                       |                                       |                                       |                                       |                                       |                          |                          |                          |                          |           |           |                         |                         |                         |                         | Асваген (ок.415 — ок. 440)                    | Асваген (ок.415 — ок. 440) | Асваген (ок.415 — ок. 440) | Асваген (ок.415 — ок. 440) | Асваген (ок.415 — ок. 440) | Асваген (ок.415 — ок. 440) |            |            | Зарир                   | Зарир                   | Зарир                   | Зарир                   | Зарир                     | Зарир                     |                           |                           |                           |                           | Балаш (483/484 — 488) | Балаш (483/484 — 488) | Балаш (483/484 — 488)        | Балаш (483/484 — 488)        | Балаш (483/484 — 488)        | Балаш (483/484 — 488)        |                              |                              | Пероз (459 — 483/484) | Пероз (459 — 483/484) | Пероз (459 — 483/484) | Пероз (459 — 483/484) | Пероз (459 — 483/484)       | Пероз (459 — 483/484)       |                             |                             | Ормизд III (457 — 459)      | Ормизд III (457 — 459)      | Ормизд III (457 — 459) | Ормизд III (457 — 459) | Ормизд III (457 — 459) | Ормизд III (457 — 459) |                       |                       |                       |                       |                       |                       |  |  |  |  |
|                            |                            |                            |                            |                            |                            |  |  |                          |                          |                          |                          |                                       |                                       |                                       |                                       |                                       |                                       |                          |                          |                          |                          |           |           |                         |                         |                         |                         |                                               |                            |                            |                            |                            |                            |            |            |                         |                         |                         |                         |                           |                           |                           |                           |                           |                           |                       |                       |                              |                              |                              |                              |                              |                              |                       |                       |                       |                       |                             |                             |                             |                             |                             |                             |                        |                        |                        |                        |                       |                       |                       |                       |                       |                       |  |  |  |  |
|                            |                            |                            |                            |                            |                            |  |  |                          |                          |                          |                          |                                       |                                       |                                       |                                       |                                       |                                       |                          |                          |                          |                          |           |           |                         |                         |                         |                         |                                               |                            |                            |                            |                            |                            |            |            |                         |                         |                         |                         |                           |                           |                           |                           |                           |                           |                       |                       |                              |                              |                              |                              |                              |                              |                       |                       |                       |                       |                             |                             |                             |                             |                             |                             |                        |                        |                        |                        |                       |                       |                       |                       |                       |                       |  |  |  |  |
|                            |                            |                            |                            |                            |                            |  |  |                          |                          |                          |                          |                                       |                                       |                                       |                                       |                                       |                                       |                          |                          |                          |                          |           |           |                         |                         |                         |                         | Йездегерд                                     | Йездегерд                  | Йездегерд                  | Йездегерд                  | Йездегерд                  | Йездегерд                  |            |            | Ваче II (ок. 440 — 462) | Ваче II (ок. 440 — 462) | Ваче II (ок. 440 — 462) | Ваче II (ок. 440 — 462) | Ваче II (ок. 440 — 462)   | Ваче II (ок. 440 — 462)   |                           |                           |                           |                           |                       |                       |                              |                              |                              |                              |                              |                              |                       |                       |                       |                       |                             |                             |                             |                             |                             |                             |                        |                        |                        |                        |                       |                       |                       |                       |                       |                       |  |  |  |  |
|                            |                            |                            |                            |                            |                            |  |  |                          |                          |                          |                          |                                       |                                       |                                       |                                       |                                       |                                       |                          |                          |                          |                          |           |           |                         |                         |                         |                         | Йездегерд                                     | Йездегерд                  | Йездегерд                  | Йездегерд                  | Йездегерд                  | Йездегерд                  |            |            | Ваче II (ок. 440 — 462) | Ваче II (ок. 440 — 462) | Ваче II (ок. 440 — 462) | Ваче II (ок. 440 — 462) | Ваче II (ок. 440 — 462)   | Ваче II (ок. 440 — 462)   |                           |                           |                           |                           |                       |                       |                              |                              |                              |                              |                              |                              |                       |                       |                       |                       |                             |                             |                             |                             |                             |                             |                        |                        |                        |                        |                       |                       |                       |                       |                       |                       |  |  |  |  |
|                            |                            |                            |                            |                            |                            |  |  |                          |                          |                          |                          |                                       |                                       |                                       |                                       |                                       |                                       |                          |                          |                          |                          |           |           |                         |                         |                         |                         | Вачаган III Благочестивый (ок. 485 — ок. 510) |                            |                            |                            |                            |                            |            |            |                         |                         |                         |                         |                           |                           |                           |                           |                           |                           |                       |                       |                              |                              |                              |                              |                              |                              |                       |                       |                       |                       |                             |                             |                             |                             |                             |                             |                        |                        |                        |                        |                       |                       |                       |                       |                       |                       |  |  |  |  |

### Персидские марзпаны
После отречения от престола Ваче III (ок. 401 г.) и до возведения на трон его племянника, Вачагана III, в течение 30 лет Албанией правили персидские марзпаны.
После смерти Вачагана III управление страной перешло к марзпанам, резиденция которых была перенесена из Кабалы в Партав.

### Михраниды

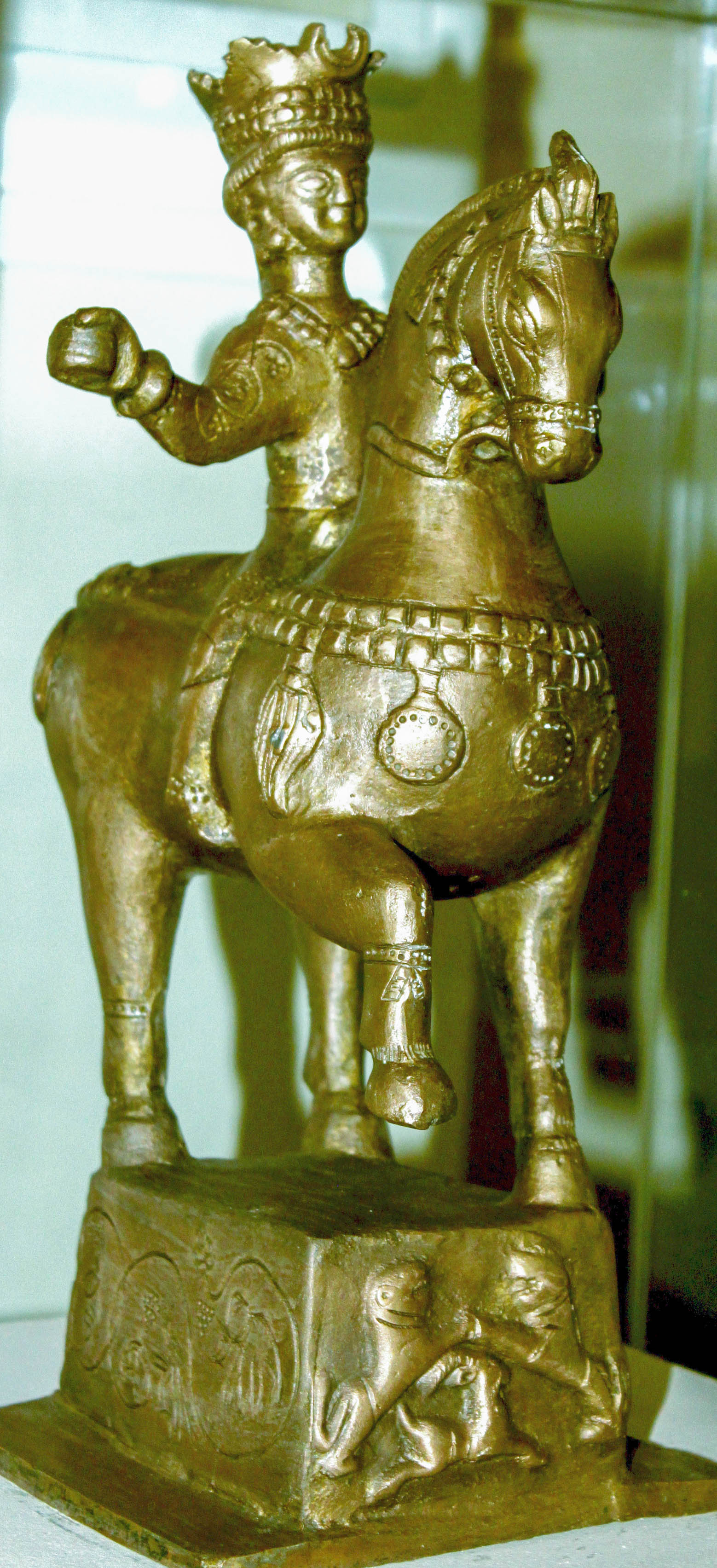
Муляж статуи VII века, предположительно изображающий Джеваншира, в Музее истории Азербайджана в Баку (оригинал хранится в Эрмитаже)

Возвышение в Албании иранской династии Михранидов приходится на конец VI — начало VII века. Мовсес Каланкатуаци характеризует Михранидов как родственников сасанидского шаха Хосрова I Ануширвана. Согласно историку, 

Михр, родственник Хосрова, обратившись в бегство, взял с собою часть народа, около 30 000 семейств. Перейдя в страну албанов, он вступил в область Ути, близ великого города Партава.— Мовсес Каланкатуаци, Книга II, 17
Рассказывая о Вараз-Григоре, первом правителе Албании из этой династии, Каланкатуаци называет его «князем из рода Ардашира». К. Туманов считает эту генеалогию заслуживающей доверия, однако ряд историков подвергает сомнению происхождение династии от Сасанидов, полагая, что её представители скорее всего происходят от парфянского рода Михрана. Род Михрана, возможно, является выходцами из северо-западных областей Ирана — вероятно, из Гургана. К этому клану принадлежал и претендент на иранский престол Бахрам Чубин, другие ветви правили в Иберии и Гогарене. Род Михранидов являлся одним из «Семи Великих родов» Ирана. Представители династии были склонны к именам, связанным с богом Митрой, который когда-то, возможно, был объектом семейного культа.
Каланкатуаци сообщает, что род Михрана якобы был замешан в убийстве Ормизда IV, отца Хосрова II и, опасаясь мести, бежал в Албанию. Хосров же, прислушавшись к советам, передал власть в Албании Михрану со словами «Родной брат мой, не удаляйся от меня неприязненно. Если ты не благоволишь жить со мною, то возьми себе там, куда простирается моя власть, столько земли для жительства, сколько успеют пройти ноги твои». Михран останавливается в Гардмане, где строит город Михраван. Его правнук, Вардан Храбрый, в течение трёх лет построил там же крепость Гардман.
Династия играла доминирующую роль в период междуцарствия в Албании. Постепенно Михран и его преемники подчинили себе всю страну. Согласно российскому исследователю А. Аликберову, после падения власти албанских Аршакидов Албания распалась на 12 феодальных владений, которые необходимо было подчинить единой власти. Историю этого прихода к власти и сообщает Каланкатуаци, говоря, что «с коварной целью призвал к себе двенадцать мужей из [местной] знати, истребил всех мечом и завладел страной». Сообщение Каланкатуаци об истреблении Михранидами рода Арраншахов, по мнению К. Тревер, является «отзвуками борьбы между арменизованными албанскими и армянскими феодальными родами за захват сюзеренных прав над феодальной Албанией». Американская исследовательница Э. Вакка считает, что Михранидами была уничтожена армянофильская элита Албании. Ряд западных исследователей считает, что в этом рассказе отразилось полное истребление Варданом Храбрым представителей предыдущей правящей династии Албании — Аршакидов. Согласно же К. Туманову речь идёт о враждебности Михранидов по отношению к первой царской династии Албании — Арраншахам.
Согласно «Картлис цховреба», Вараз-Григор был крещён византийским императором Ираклием I и принял халкидонитство. По мнению В. Шнирельмана, династия вскоре после возвышения подверглась арменизации. Последний представитель династии Михранидов, Вараз-Трдат II, был убит в 822 году и титул «Арраншах» был перенят князем Шеки Сахлом Смбатяном.
Князь Джеваншир был убит заговорщиками.
- Вараз-Григор
- Джеваншир
- Вараз-Трдат I

В 705 году власть Михранидов была полностью упразднена арабами.

### Княжеские рода
- Князья Даштакаран — правили в Сакасене, последний раз упоминаются в VII веке[268].
- Князья Дзорапор — правили на территории округа Дзорапор в долине реки Акстафа[268].
- Князья Колбапор — являлись правителями округа Колбапор[268].
- Князья Колт — правили в Колте на территории исторической области Арцах. Они претендовали на происхождение от царей Атропатены[268].
- Князья Отены — правили на территории Утика[268].

## Религия

### Язычество
В античный период населявшие Албанию народы были язычниками. По Страбону, здесь почитали «Солнце, Зевса и Луну, в особенности же Луну». Страбон описывает албанский храм божества Луны, находившийся недалеко от границ Иберии — возможно, в нынешней Кахетии, — и обряд происходивших здесь человеческих жертвоприношений. В Албании храмам была отведена земля (хора), по словам Страбона, «обширная и хорошо населённая» храмовыми рабами (иеродулами), по крайней мере часть которых имела и культовые обязанности; из них же избирались человеческие жертвы.
На территории исторической области Сакасены в направлении современного Шамкира локализуется местонахождение древнего албанского храмового центра Яшу Хош, название которого связано с утийским словом «хаш» («луна»). В более поздний период здесь находилась кафедра епископа албанской церкви.

### Зороастризм
Также в Албанию проникало влияние зороастризма. Его распространение началось в парфянский период. Географическая близость Ирана способствовала тому, что к III—IV векам зороастризм в Албании пустил более глубокие корни, чем в других странах Закавказья. Согласно надписи зороастрийского священника Картира, высеченной на Каабе Зороастра, в Албании, Армении и Иберии были воздвигнуты огненные алтари. Называемые Страбоном греческими именами почитаемые в Албании божества соответствовали богам древнеиранского пантеона — Митре, Анахите и Ахура Мазде. Это позволяет сделать вывод о значительном влиянии на Албанию иранских религиозных представлений.
Одним из центров зороастризма в регионе являлся Дербент, о чём свидетельствуют среднеперсидские надписи с зороастрийскими именами, а также зороастрийская символика на дербентских стенах. Недалеко от Дербента также обнаружен скальный зороастрийский погребальный комплекс, сочетающий в себе две дахмы (среднеперс. «daxmag») и астодан(среднеперс. «astodan»).

### Христианство

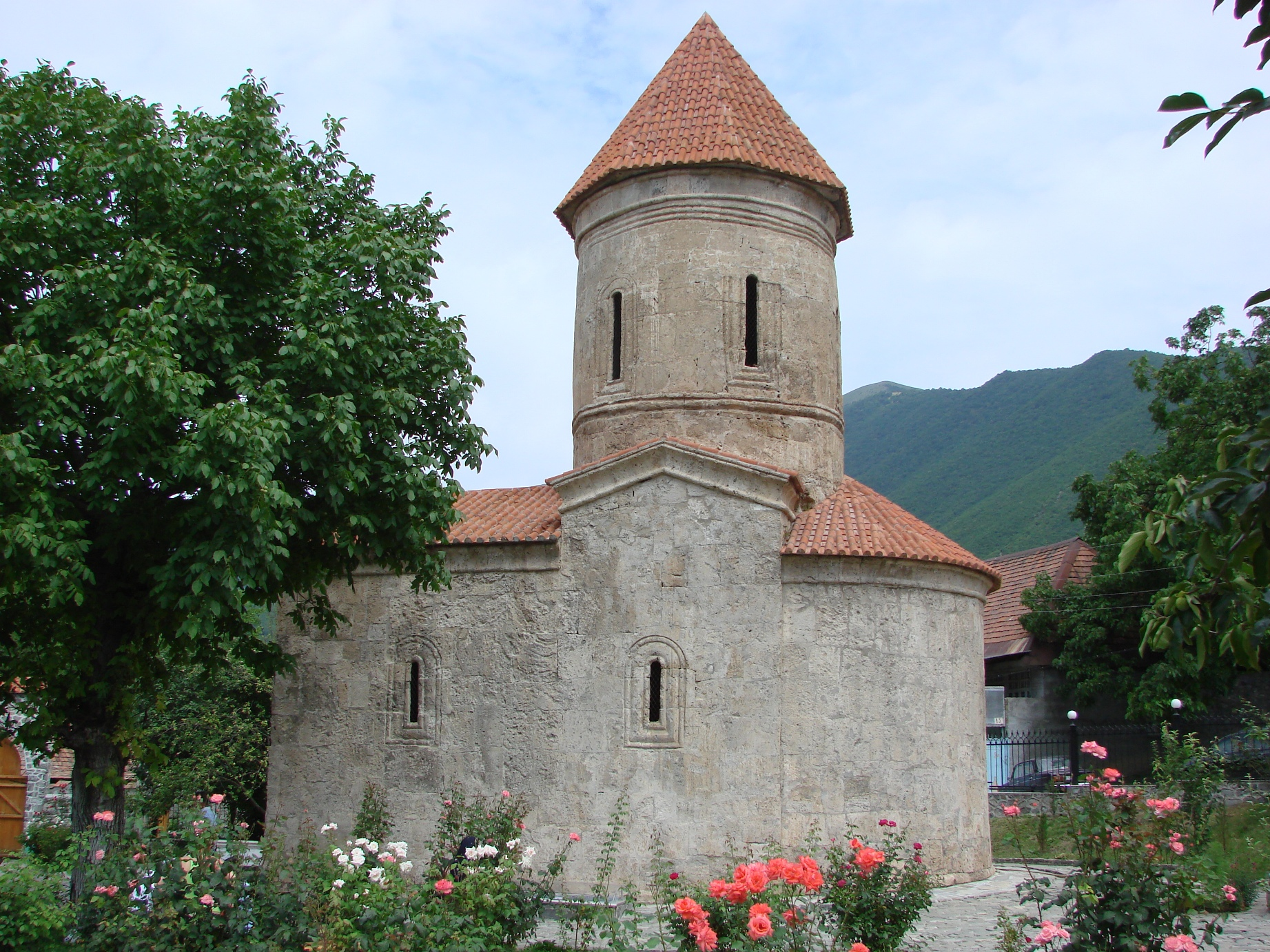
Церковь в селе Киш

Начало распространения христианства в этом регионе местная традиция связывает с проповеднической деятельностью апостола Елисея, который, как считается, был рукоположён первым иерусалимским патриархом апостолом Иаковом. Апостолу Елисею приписывается постройка церкви в Гисе. Считается, что названия исторической области Элисени, охватывавшей территории современных Белоканского, Загатальского и Гахского районов Азербайджана, а также населённого пункта Элису связаны с именем Св. Елисея.
«Второе крещение» Албании произошло при св. Григории Просветителе в начале IV века. Согласно армянским источникам, в 330-е гг. внук Григория Просветителя Григорис, рукоположённый во «епископа Иверии и Алуанка», прибыл в Албанию из Армении, вёл проповедь среди местного населения и принял мученическую смерть среди маскутов (ок. 338 года). К этому же времени относятся сообщения грузинских источников о крещении Эрети святой Нино. По мнению авторов российской «Истории древнего мира», по причине множественности языков, первое время языком письменности и богослужения Кавказской Албании мог быть лишь армянский. Введение христианства потребовало введения письменности на родном языке, чтобы на него можно было перевести священные и богослужебные христианские книги и вести на нём проповеди.
Возобновление проповеди христианства среди народов Албании ок. 420 г. было связано с именем Месропа Маштоца, которому приписывается создание албанского алфавита. На албанский язык были переведены Книги Пророков, Деяния Апостолов, Евангелие. Судя по материалам I Двинского Собора (506), албанский язык в этот период уже являлся официальным языком Церкви.
С 552 года глава Албанской церкви носил титул «католикос Алуанка, Лпника и Чола». Кафедра находилась в Партаве, а летняя резиденция — в крепости Бердакур. В состав Албанского католикосата входили епархии: Партав, Чол, Капалак, Амарас, Хашу, Талдзанк, Салиан, Шаки.
Как отмечает А. П. Новосельцев, довольно долгое время христианство в Закавказье было представлено единым союзом трёх церквей — армянской, грузинской и албанской, при известной гегемонии первой. По его мнению, наряду с международно-политическими причинами (ирано-византийское соперничество), именно гегемонистские устремления армянской церкви как самой сильной из закавказских церковных организаций способствовали церковному расколу в начале VII века, когда грузинская церковь присоединилась к византийской православной традиции, тогда как армянская и албанская обособились, образовав отдельную группу в системе мирового христианства. Это событие явилось началом поглощения албанской церковной организации более сильной армянской. В значительной мере это обусловлено и арменизацией части населения Албании ещё до этого. С VII века процесс арменизации местного населения и церкви ускорился, и в более позднюю эпоху богослужение в ней велось на армянском языке.
Албанская церковь сохраняла самостоятельность c 590 по 704 года, когда под давлением халифа Абд аль Малика и армянского католикоса Елии албанский католикос-халкидонит Нерсес I Бакур был низложен и Албанская церковь по решению Партавского собора перешла в подчинение Армянской церкви. С этого времени Церковь Кавказской Албании окончательно стала частью Армянской апостольской церкви. С течением времени албанская церковь практически слилась с армянской. Полиэтнический характер Албании, прежде всего сильное армянское присутствие в регионах к западу от Куры, способствует ассимиляции населения. Армянский компонент в церкви Албании становится преобладающим. Существование в средневековье понятия «Албанская церковь», как указывают специалисты, лишь отражало консервативность церковной традиции. Ещё в начале XVIII века в армянских источниках всё ещё встречаются термины «Агванк» и «агваны» (Албания, албаны), однако, как пишет И. П. Петрушевский, лишь как пережиточные книжные термины, сохранившиеся от времён, предшествовавших XI веку.
В IX—X вв. главы католикосата пребывали в монастыре Хамши (обл. Миапор); центрами церковной жизни были Арцах (XI век) и Кахи-Закаталы (XII век). С 1240 г. возросла роль епископов Гандзасарских из рода Гасан-Джалалянов. В конце XIV — начале XV века кафедрой католикосов стал монастырь Гандзасар, фактически являвшийся духовным и политическим центром Арцахского меликства. Монастырь находился на территории населённого армянами княжества Хачен, а сами Гасан-Джалаляны были армянским родом.
Формально Агванский католикосат просуществовал до середины XIX века. Последним католикосом стал Саргис II. Престол католикоса был упразднён в 1830 году. Соответствующие приходы Армянской церкви стали подчиняться непосредственно Эчмиадзину как Адербеджанская и Арцахская епархии.

## Правовая система
Историю правовой системы Албании можно проследить по раннесредневековым письменным источникам. В период IV—VIII вв. основными источниками права являлись нормативные документы сасанидских и албанских правителей, обычное и церковное право, а также нормы, перенимавшиеся из правовых систем других государств. Нормы албанского права удаётся воссоздать по материалам как церковного, так и государственного права, а также некоторым косвенным сведениям хроник и географическим материалам.
- Обычное право

Сфера применения обычного права распространялась на гражданские и уголовные дела. Некоторые из его норм нашли отражение в постановлениях церковно-светских соборов этого государства.
Это право устанавливало внутриродовые права и привилегии, порядок наследования и распоряжения семейным имуществом. Так, в Агуэнских канонах 488 года законодателями большое внимание было уделено семейно-брачным отношениям. Каноны имели целью урегулировать разногласия между представителями духовенства и мирянами. В них закреплялось, например, распределение десятины, которая взималась в пользу церкви, возложение на епископа судопроизводства по гражданским и уголовным делам и т. д. На это право опирался институт вассалитета и местничества. Иными источниками развития обычного права в Албании, помимо решения судов и сходов, могли являться распоряжения и указы сасанидских правителей и албанских царей.
- Судебная система

В Албании для урегулирования споров и разногласия была создана разветвлённая судебная система. На основе имеющихся письменных источников, в первую очередь Агуэнских канонах царя Албании Вачагана III, устанавливается наличие в Албании трёх иерархических судебных инстанций — верховный царский, епископский и иерейский (общинный) суд. В компетенцию этих инстанций входило рассмотрение как религиозных, так и гражданских дел, которые регулировались как на основе церковного права, так и государственного законодательства.
Всеалбанский суд во главе с царем, с участием церковной и светской знати являлся высшим законодательным и арбитражным органом. Вынесение решения о смертной казни принадлежало царю, как верховному судье. На местах приговоры приводились в исполнение сельскими старшинами и прихожанами. В периоды междуцарствия высшая законодательная и судебная власть переходила к персидским марзбанам и албанским католикосам. В этот период в стране не существовало полного разделения функций светской и духовной власти, что было свойственно всем древним обществам.
Совершившим проступки представителям духовной иерархии наказание определялось в соответствии с канонами. Наказанием могло стать лишение сана или имущества, а также изгнание. Однако один из канонов предусматривал возможность обжалования решения низшей инстанции (иерея, дьякона) перед епископом.

## Культура

### Искусство
Периодом расцвета культуры Албании рассматривается время со II—I вв. до н. э. до III в. н. э, соответствующий периоду формирования полиэтничного албанского государства. Если художественную сущность и характер искусства Кавказской Албании более раннего периода (IV в. до н. э. — I в. н. э.) определяли древнейшие религиозные воззрения, то начиная с первых веков новой эры они, постепенно ослабевая, уступили место прогрессивным идеям, связанным с зарождением и развитием феодализма. Экономическое развитие и географическое положение Албании обусловливали специфический характер развития её культуры.

#### Ювелирное искусство
Для первого периода характерно производство таких видов ювелирного искусства, как подвески, бляшки, пуговицы, серьги, диадемы, ожерелье, браслеты и др. Второй период как по богатству художественно-пластических форм, так и по применению разнообразных технологических приёмов является более развитым. К примеру, на левом берегу Куры, в Судагылане (близ Мингечаура), в 1949—1950 гг. было открыто 22 погребения в срубах, в которых были обнаружены ювелирные вещи из золота и серебра, золотые бусы, перстни со вставками-печатями.

#### Художественная керамика
Декоративная керамика, изготовлявшаяся албанскими гончарами, отличалась функциональностью, антропоморфными и зооморфными формами. Традиции изготовления подобных предметов в Албании имели глубокие корни. Обнаруженные зооморфные сосуды представлены двумя видами — в форме птиц и животных (петуха, козла, оленя, быка, голубя) и с зооморфными элементами на них. В северных районах Албании создавались сосуды с зооморфными носиками, ручками и другими деталями, что характеризуется исследователями как результат влияния сарматской культуры Приволжья и Прикубанья. Антропоморфные формы представлены кувшинами и сосудами из Шемахы.
Культовое и декоративно-прикладное значение, вероятно, имели терракотовые фигурки, изображавшие животных и людей. Статуэтки в форме человека в основном изображали обнажённых женщин (богиня плодородия), реже в одежде. Этот тип фигурной керамики был распространён по всей территории древней Албании.

#### Художественная работа по металлу
В ходе археологических работ обнаружено немало скульптурных изделий из бронзы. Они представляют собой небольшие фигурки животных, птиц и реже людей.
Уникальным памятником искусства считается античное серебряное блюдо II в. н. э., найденное в конце 1893 года недалеко от села Еникенд Лагичского участка Геокчайского уезда Бакинской губернии (совр. Геокчайский район), с рельефным изображением Нереиды, плывущей по морю на гиппокампе в окружении тритонов и эротов (Эрмитаж).

Албанские художественные изделия
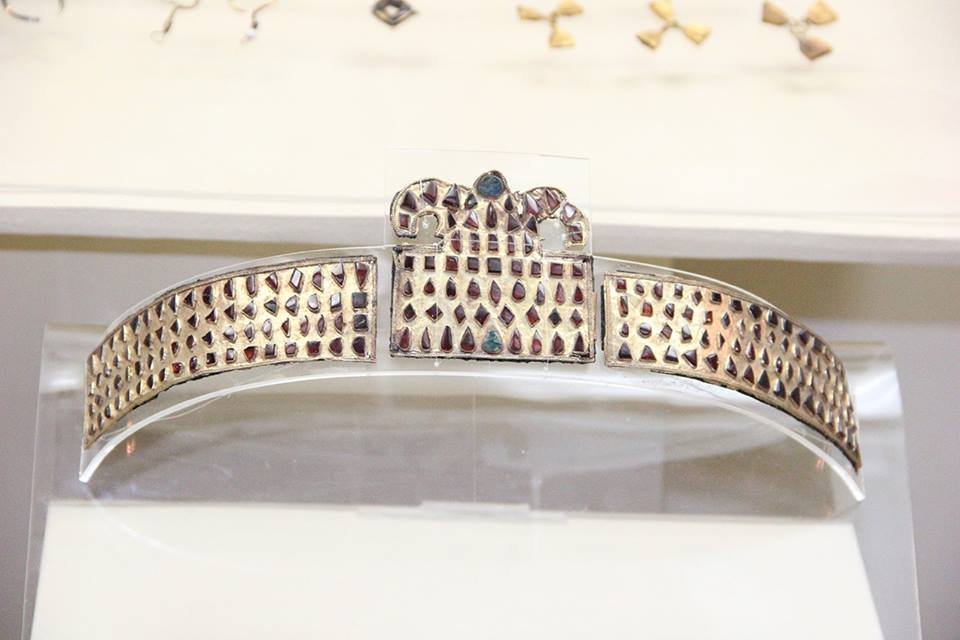
Золотая диадема из села Демирчиляр Шемахинского района
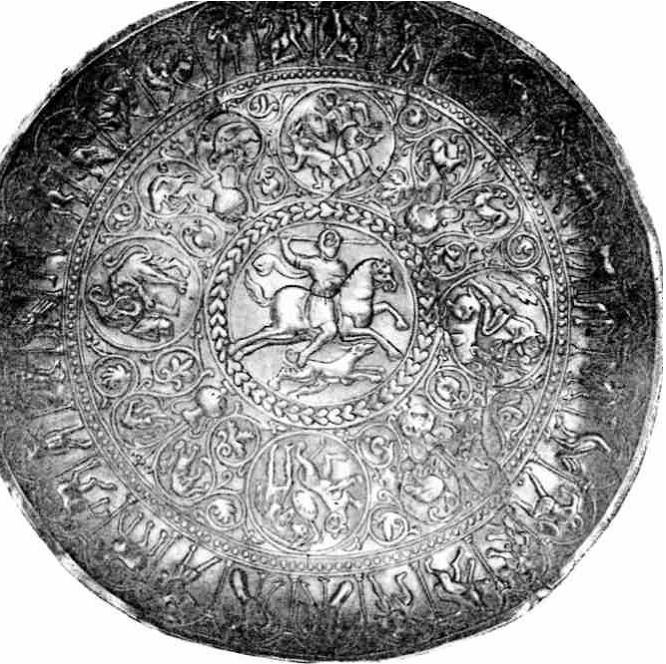
Бронзовое блюдо IV—V вв. из Дагестана. Эрмитаж
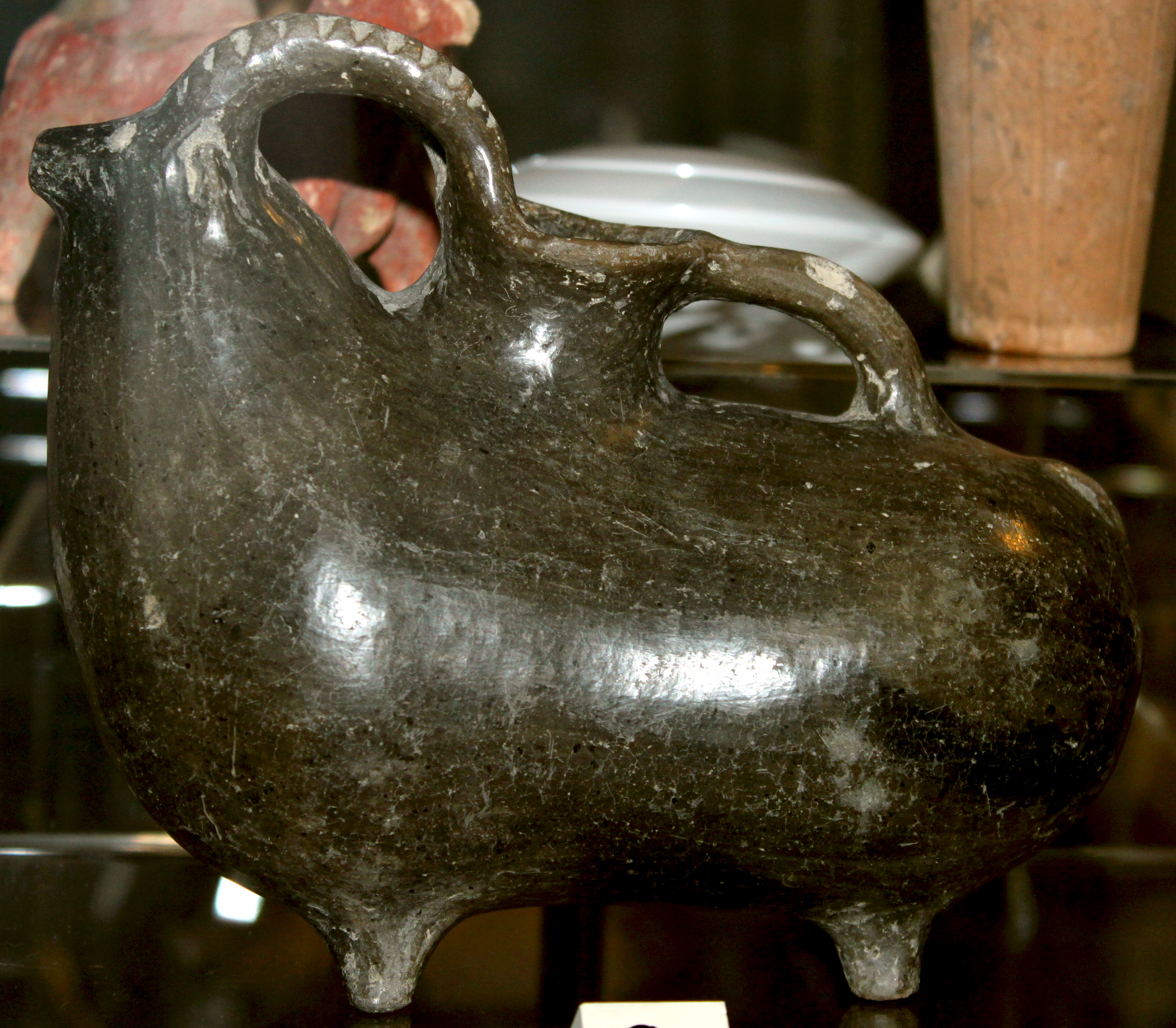
Зооморфный глиняный сосуд в форме барана из Мингечевира

### Архитектура
Состояние археологических работ на территории Албании в настоящее время не даёт ещё возможности говорить об архитектурных памятниках дохристианского языческого периода её культурной истории. Объясняется это не только недостаточностью производимых раскопочных работ, но и тем обстоятельством, что при насаждении христианства новые храмы воздвигались обычно на фундаментах старых святилищ, поэтому распознать, где кончается древний храм и где начинается христианское сооружение, порою бывает очень сложным и трудным делом, как например на территории Судагылана у Мингечаура.
В научной археологической литературе называются три христианских храма VI—VII вв. — церквь в Судагылане у Мингечаура и два храма в Гахском районе — базилика в горном селении Кум и круглый храм около села Лякит. Последние два были упомянуты ещё в конце XIX века С. Хахановым, однако обрели известность в научной среде в 1937—1938 гг. благодаря Д. Шарифову.
Храм около села Лякит, являясь памятником оригинального центрического типа, входит в число наиболее ранних сооружений подобного вида. Исследователи указывают на его сходство с церковью Святых Сергия и Вакха, базиликой Сан-Витале, храмом в Босре, а также мечетью Куббат ас-Сахра.
Храмовый комплекс в Судагылане, имевший большой молельный зал и просторный внутренний двор, отличался разнообразием декоративных элементов. Большая каменная капитель, кроме изображения цветка-дерева и павлинов, содержит албанскую надпись. Мотив изображений позволяет связать его с художественным искусством эпохи Сасанидов. Характер настенных росписей и архитектурные детали создают ассоциацию с декором дворца в Варахше.
При строительстве базилики в селе Кум были использованы тщательно подобранные булыжники тёмно-зелёного и синеватого оттенков. Колонны внешних галерей, арки, перемычки создавались с использованием хорошо обожжённого плиточного кирпича, которым также обкладывались опорные столбы интерьера.
На территории современного Губинского района сохранились небольшие сооружения в форме башен, подобные дахмам («башням молчания»), где в соответствии с обрядами очищения, присущими зороастризму, оставлялись трупы.

Архитектура
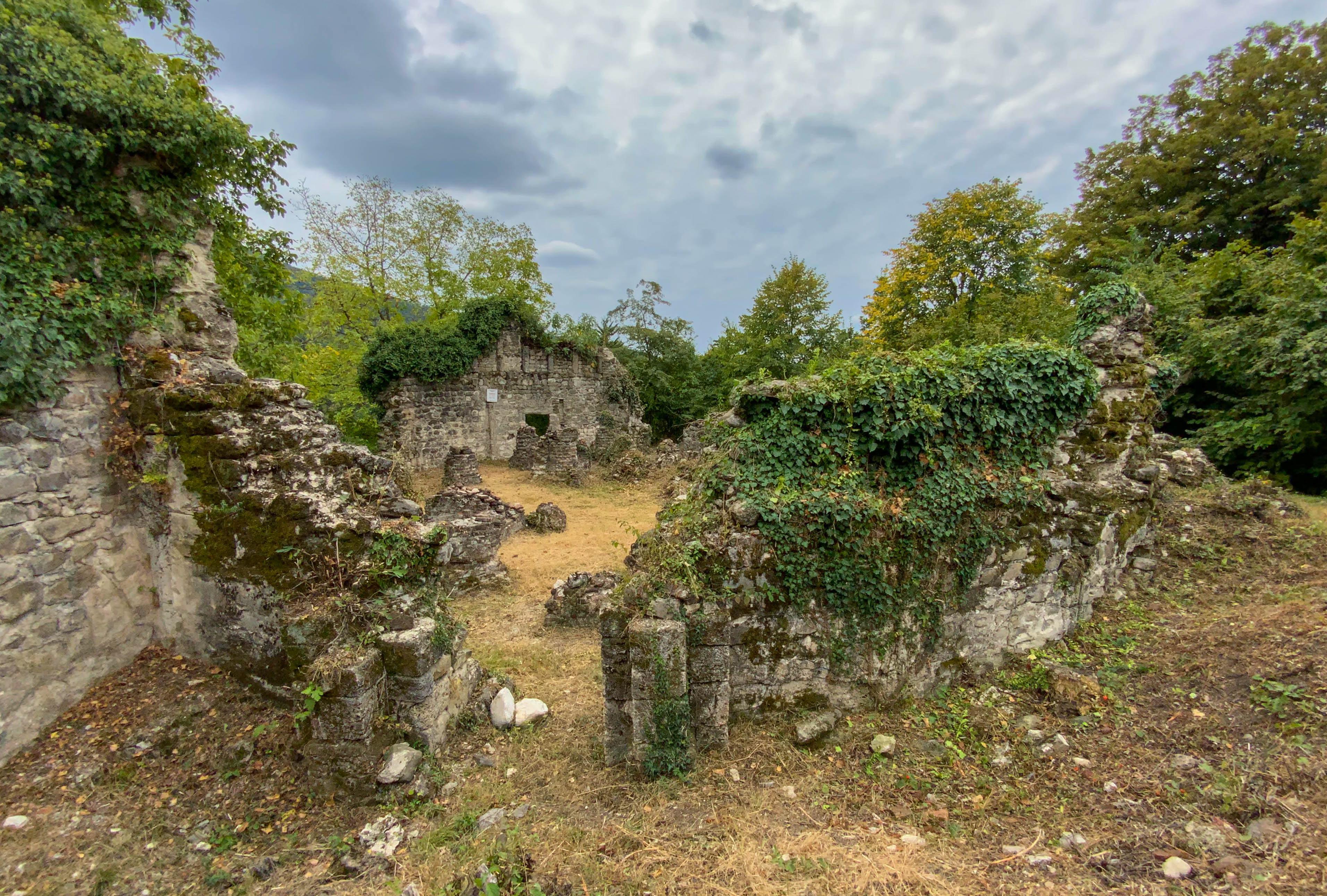
Общий вид на сохранившуюся часть развалин храма в селе Лекит
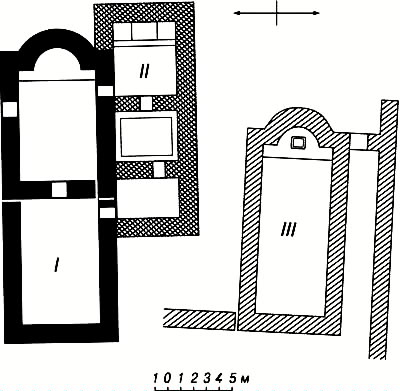
План фундаментов зданий в Судагылане (I — VIII—IX вв., II — VIII—IX вв., III — V—VI вв.)
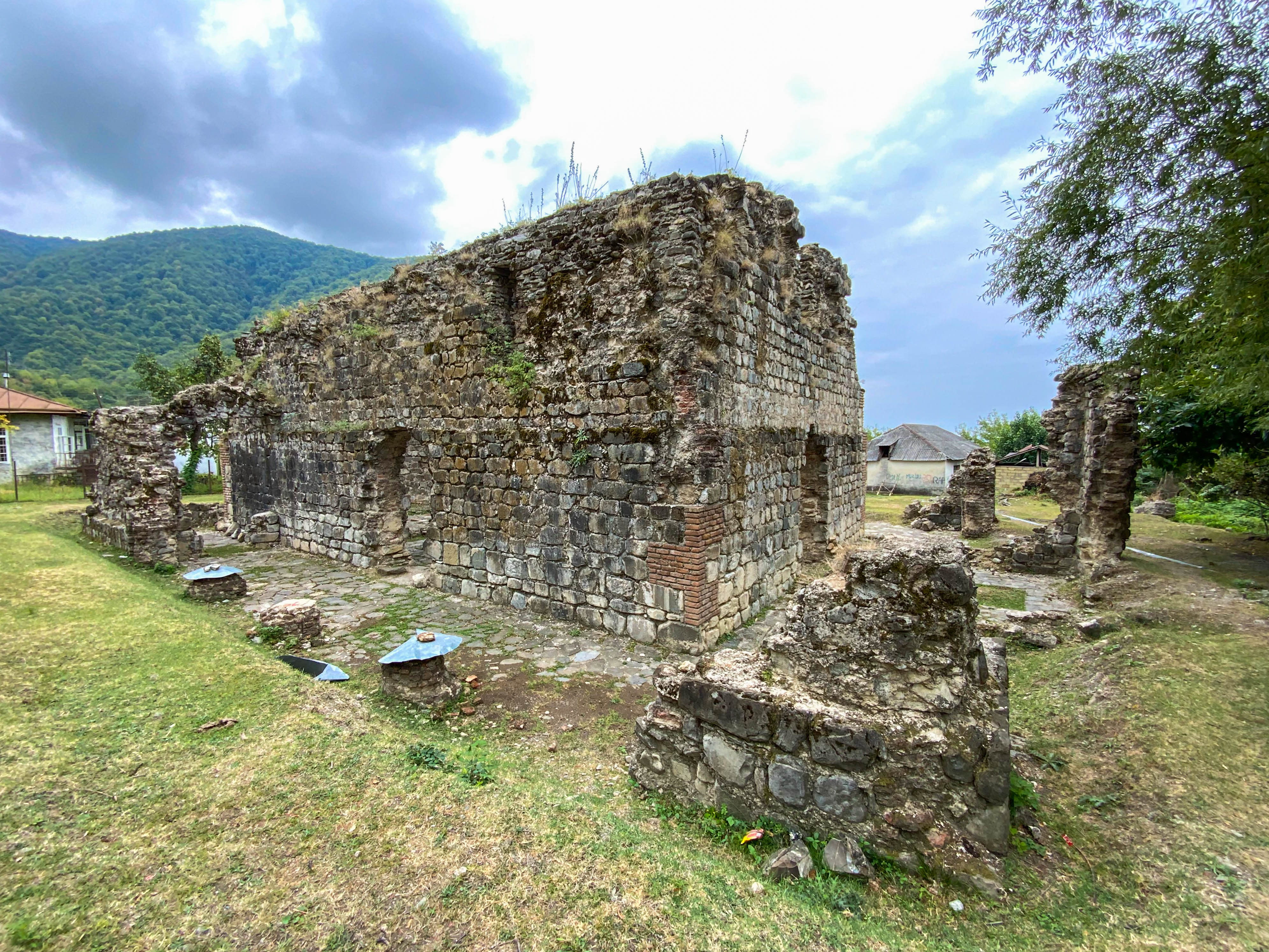
Христианская базилика в селе Кум (Гахский район Азербайджана). V—VI века

### Язык

Карта примерного местонахождения агванского языка и ранних удинских диалектов на ~VI веке. согласно Вольфгангу Шульце.

По данным лингвистики, албанский (агванский) язык — один из языков многоязычной Албании и единственный язык, имевший собственную письменность, — являлся предком современного удинского языка. Относится к лезгинской ветви нахско-дагестанских языков.
Разделение албанского и протоудинского языков, предположительно, произошло в первые века нашей эры. Однако вопрос о регионе, где протекал этот процесс, остаётся открытым. Одной из выдвигаемых версий является миграция двух вариаций кавказских языков с севера на юг, в том числе и на правобережье Куры, где они вошли в тесный контакт с носителями иранских языков. Албанский язык столкнулся с проблемой полной иранизации: среди населения распространялись среднемидийский и среднеперсидский, принесённый сасанидскими переселенцами с юга.
Полной ассимиляции со стороны парфянского и среднеперсидского языков помешали христианизация страны и использование албанского языка в церковной службе. Албанский язык, тесно связанный с местной автокефальной церковью, функционировал как показатель религиозной и, возможно, политической идентичности.
Точно не известно, какой язык был разговорным для правящей элиты Албании, однако, вероятно, это был среднеперсидский, который также являлся языком официальным. Титульные надписи на официальных геммах-печатях царя Албании Асвагена и албанского католикоса, сделанные среднеперсидским письмом демонстрируют значительную роль этого языка и письма среди высшей албанской знати и духовенства. В то же время, в IV—VI веках албанский язык как минимум являлся частью культуры господствующего класса Албании.
После того, как в начале VIII века Албанская церковь перешла в подчинение Армянской апостольской церкви, албанский язык постепенно перестал быть элементом религиозной идентичности и уступил место армянскому. Литературный албанский язык и общенародный язык койнэ так и не сформировались. С VIII века в качестве литературного использовался армянский язык. Функции албанского языка сузились до языка общения. При этом, однако, местное население сохранило свои культурные и социальные особенности. На части территории Албании албанский язык, видимо, использовался как лингва франка — до X—XII веков он был широко распространён на левобережье Куры (современный северный Азербайджан, восточная Грузия и часть южного Дагестана), после чего постепенно был вытеснен тюркскими диалектами, армянским и грузинским языками.
Как указывают авторы российской «Истории древнего мира», языковое многообразие Албании и её история привели к тому, что на её территории процесс создания лингва франка шёл одновременно и другими путями. В прикаспийских районах, где было сильно влияние зороастризма, в качестве лингва франка использовался среднемидийский язык, ставший впоследствии народным языком в некоторых районах (талышский язык и родственные ему, ныне вымершие, диалекты); для областей, примыкавших к армянским по языку областям, где и ранее имелось сильное армянское влияние, лингва франка служил армянский язык.

### Письменность

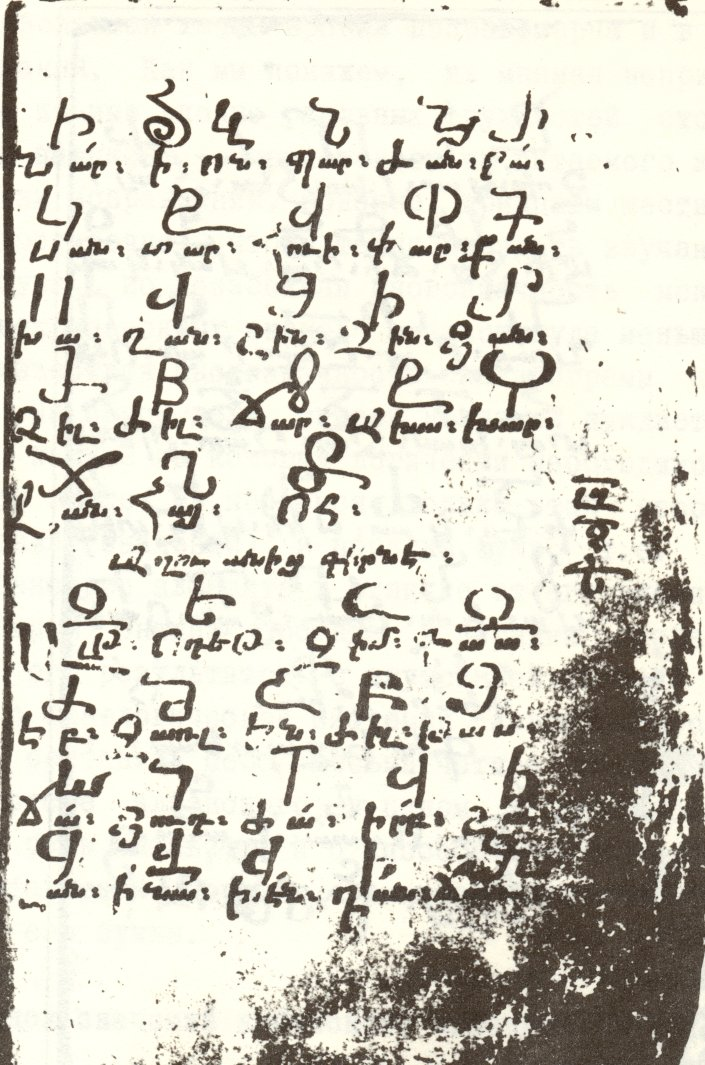
Армянская рукопись XV века, содержащая албанский алфавит

Муртазали Гаджиев отмечает, что в Албании до V века для административных и дипломатических документов использовались арамейское письмо и язык, а позже и язык пехлеви.
Единственным известным языком Албании является агванский, иначе «гаргарейский», алфавит для которого был, согласно Мовсесу Каланкатуаци, создан Месропом Маштоцем при помощи албанского епископа Анания и переводчика Вениамина.
Армянский писатель V века Корюн, автор «Жития Маштоца», сообщает, что агванский алфавит был создан Месропом Маштоцем, прибывшим из Армении между 415 и 420 годами. Данные Корюна отдельно рассмотрены и проанализированы Камиллой Тревер и В. Зайбтом. На албанский язык были переведены Книги Пророков, Деяния Апостолов, Евангелие; полагают, что в течение некоторого времени албанская письменность была принята в официальной переписке. Свои выводы о возможном происхождении албанского письма высказал один из дешифровшиков синайского палимпсеста (2011) Йост Гипперт.
К настоящему времени обнаружена серия агванской эпиграфики, выполненная на предметах утвари и культовых сооружениях, относящихся к VI—VIII векам н. э..
В 1996 году экспедицией АН Грузии во главе с Зазой Алексидзе в монастыре Св. Екатерины на Синае был обнаружен палимпсест, содержащий около 120 страниц, с албанским текстом, поверх которого был написан грузинский текст. Палимпсест был составлен на основе 59-буквенного алфавита, частично смоделированного на армянских, грузинских алфавитах и слоговой азбуке древнеэфиопского языка. Расшифровка палимпсеста издана в 2008 году отдельной книгой в двух томах, с историческим очерком, кратким описанием грамматики и словарными материалами. Окончательное мнение по поводу датировки и происхождения текста в этом издании более сдержанное: так, рассматривая аргументы в пользу той или иной датировки, авторы утверждают, что оба обнаруженных кавказско-албанских текста, «по-видимому, были написаны в промежутке между концом VII в. и X в., причём более вероятна более поздняя датировка». Что же касается источника для перевода, то в текстах отмечаются совпадения как с армянской и грузинской, так и с греческой и сирийской версиями библейских переводов.

Албанская эпиграфика
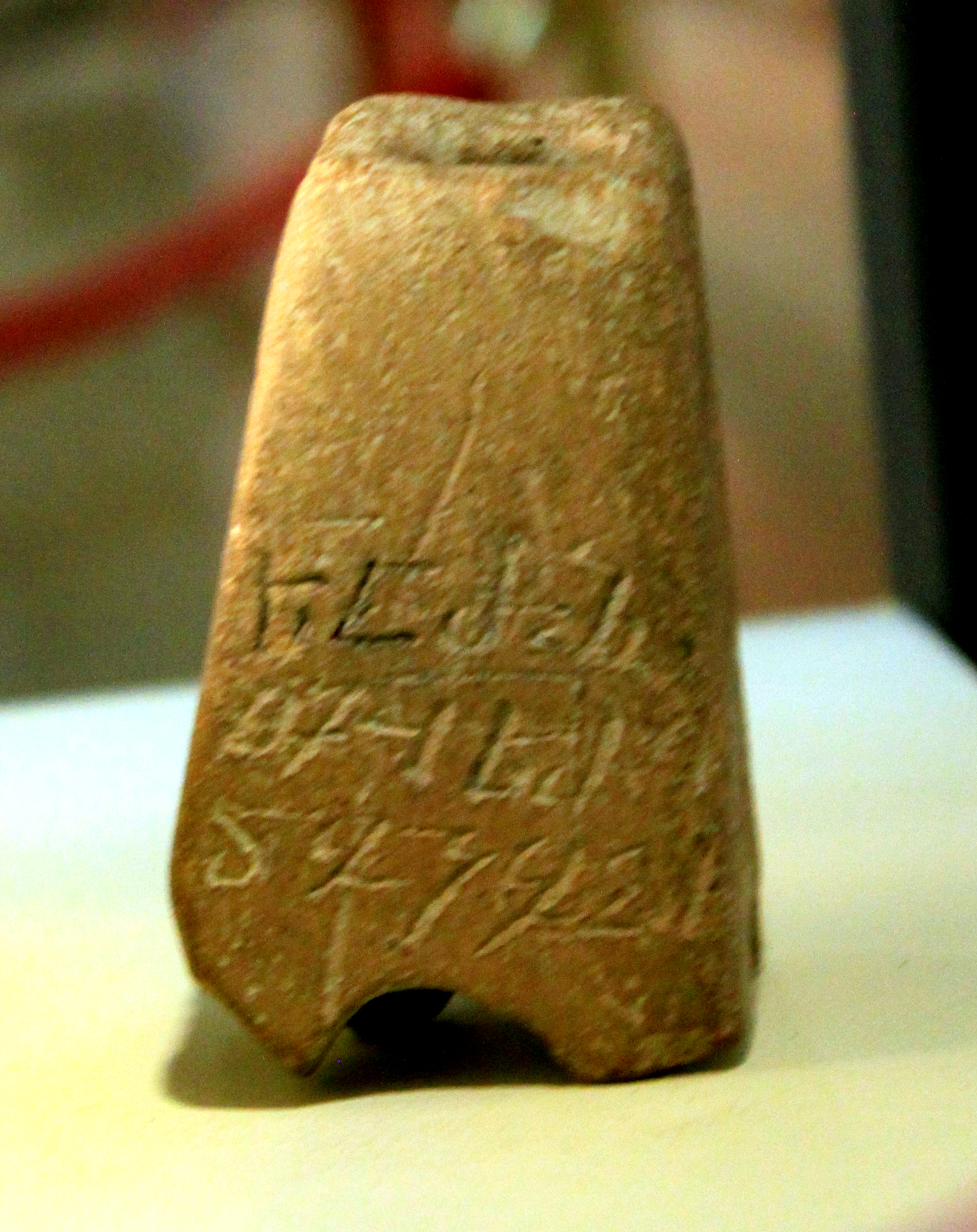
Фрагменты подсвечника с албанскими надписями из Мингечевира[337]. Музей истории Азербайджана (Баку)
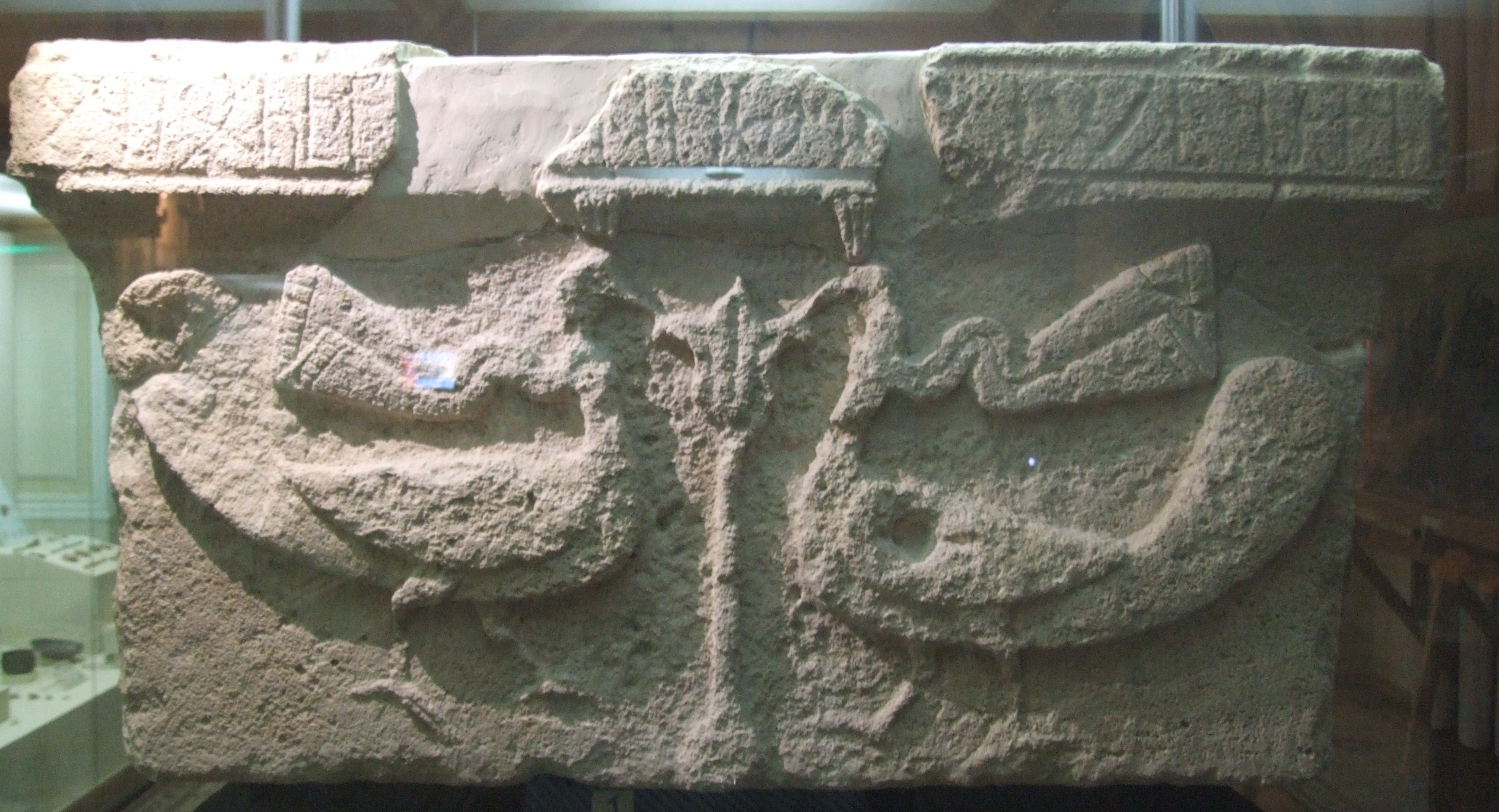
Каменная капитель V—VI вв.[338] колонны христианского храма (VI—VII вв.) с албанской надписью[339], найденная при раскопках в городище Судагылан, у Мингечаура (Азербайджан)[340]. Музей истории Азербайджана, Баку

### Календарь
Основываясь на древнегреческом тексте астронома Александрийской школы Андреаса Византийского, Ашот Абрамян отмечает, что с 352 года кавказские албаны пользовались неподвижным календарём александрийской школы. Судя же по сведениям из сохранившихся календарных трудов армянских авторов Анании Ширакаци (VII век), Ованеса Имастасера (XII век) и других, албанский календарь являлся календарём египетской системы.
Названия двенадцати албанских месяцев впервые были опубликованы в 1832 году академиком Марием Броссе на основе обнаруженного в архивах Королевской библиотеки в Париже армянского манускрипта. Этот текст был опубликован в 1859 году французским учёным Эдуардом Дюлюрье, а впоследствии переиздан в 1871 году профессором Керопэ Паткановым, исправившим некоторые ошибки предыдущих авторов.
В 1946 году Эдуард Агаян, проанализировав две рукописи Анании Ширакаци, попытался выяснить наименования албанских месяцев. Сопоставляя их с лексикой удинского языка, шесть из них Агаян посчитал албанскими.
Немецкий лингвист и кавказовед Йост Гипперт сравнил и проанализировал названия албанских месяцев, встречающиеся в двенадцати различных рукописях.
|    |            |             | |  |  |
| 1  | Навасардон | Nawasardown | Название первого месяца можно идентифицировать как заимствование из языка пехлеви, означающее «(Месяц) нового года»                                                                                                 |  |  |
| 2  | Тоулен     | Toulen      | Название второго месяца выводится из удинского слова «t’ul» («вино, виноград») и может интерпретироваться как «Месяц освящения виноградарства»                                                                      |  |  |
| 3  | Намотсн    | Namotsn     | Для названия третьего месяца предлагаются две этимологии исходя из удинского языка: «namaz» («молиться») и «nam» «влажный». Оба удинских слова являются заимствованиями из среднеперсидского языка                  |  |  |
| 4  | Хиле       | Hile        | название четвёртого месяца, без сомнений, выводится из удинского слова «c’il» («семена») |  |  |
| 5  | Бокавон    | Bocavon     | Для названия пятого месяца, оригинальной формой которого является «Bok’awon», предлагается несколько удинских этимологий, но наиболее вероятной представляется связь с глаголом «boq’sun» («выбирать», «собирать»). |  |  |
| 6  | Маре       | Maré        | Этимология названия неясна |  |  |
| 7  | Боджконе   | Bodjconé    | Этимология названия неясна |  |  |
| 8  | Цухоле     | Tzukhoulé   | В основе названия лежит форма «Caxow». Предполагается, что название месяца может быть связано с удинским словом «zogul» («весна»)                                                                                   |  |  |
| 9  | Бонточе    | Bontocé     | название девятого месяца остается неясным. Возможно, как в грузинском и армянском календаре, оно означает «Месяц празднества»                                                                                       |  |  |
| 10 | Орили      | Orili       | название десятого месяца, возможно, восходит к названию иранского праздника, подобно соответствующим названиям в армянском и грузинском календарях                                                                  |  |  |
| 11 | Ихнаи      | Ikhna´ï     | Название одиннадцатого месяца имеет убедительную связь с удинским языком и отождествляется со словом «ex» («покос»). И сейчас в удинском языке месяц июнь обозначается как «exna-xaš»                               |  |  |
| 12 | Бахния     | Bakhnia´ï   | Название двенадцатого месяца предположительно также восходит к удинскому словарному материалу, но этимология остаётся неясной                                                                                       |  |  |

Наличие сходных черт во всех трёх кавказских алфавитах позволило бы предположить, что они отражают одну и ту же систему отсчета, однако нет никаких подтверждений, что в период создания письменности их календари были синхронными. В частности, нет доказательств, что применяемый армянами «рассеянный год» применялся их соседями.
В VI—VII веках начало армянского года переместилось с середины июля на первые дни июня, у грузинского года начало приходилось на август, для албанского года такой информации в источниках нет. Однако существует сравнительная таблица, разработанная Ованесом Имастасера в соответствии с юлианскими месяцами и содержащая датировки основных христианских празднеств. Из этой таблицы становится ясно, что грузинский и албанский календарный год был параллелен египетскому с его первым месяцем, начинающимся 29 августа. Определённые совпадения в этой таблице свидетельствуют о том, что эта информация заслуживает доверия.
Таким образом, албанский и грузинский календари не были синхронны армянскому в исторический период, однако это не означает, что они не могли использовать общую систему измерения времени ранее. Если предположить, что начало «Великой армянской эры» приходится на 552 год, то мы получаем 350 год, когда первый «Навасардон» попадает на 29 августа. В этот период грузины и албанцы сменили «блуждающий» календарь на египетский.

## Экономика

### Торговля
Предпосылки для развития торговли на данной территории появились ещё в начале железного века. Об уровне внутренней и внешней торговли в Албании можно судить по уровню развития ремесла, обнаруженным в ходе археологических работ монетам — как привозным, так и местной чеканки, а также изделиям, произведённым за пределами Албании.
Из Албании вывозили ремесленные изделия, сельскохозяйственную продукцию, рыбную продукцию, а также сырьё. Интенсивная торговля имела место с Северным Причерноморьем. Известны торговые пути — по кавказской низине дорога шла к Северному Кавказу, другой путь — Кура—Риони к побережью Чёрного моря.
В Албанию импортировались изделия из стекла — бальзамарии, бокалы, чаши, кувшины, флаконы, бусы, ювелирные изделия и т. д. из Боспора, Сирии, Малой Азии.
Натуральный обмен, вероятно, был основным в сельской местности.

### Сельское хозяйство
Сельское хозяйство являлось основной отраслью экономики Албании. Горные районы и степные территории создавали благоприятные условия для отгонного скотоводства. Развитию земледелия благоприятствовали как орошаемые плодородные почвы, так и увлажнённые естественными осадками предгорные районы. В Кура-Араксинской и Прикаспийской низменностях были созданы магистральные каналы и оросительные системы.
Виноградарство, а вместе с ним и виноделие, было одной из наиболее развитых отраслей. Албания считается одним из древних очагов виноградарства. По сообщению Страбона, «Виноградные лозы там никогда не окапывают до конца, а только раз в 5 лет подрезают. Молодые лозы плодоносят уже на второй год, а достигнув зрелости, дают так много гроздей, что значительную часть их приходится оставлять на ветвях.». Садоводство также занимало значительное место. Здесь в ходе археологических изысканий найдены остатки грецкого ореха и граната, обуглившиеся ягоды маслины, семена айвы.
Территория Албании была благоприятна для выращивания мелкого рогатого скота. Развивалось и коневодство, которое кроме хозяйственного имело также и военное значение. Среди археологических материалов присутствуют кости и изображения различных животных, а также различные предметы, связанные с этой отраслью.

### Ремёсла
Значительное развитие в Албании получили металлургия и металлообработка. В ряде пунктов найдены остатки мастерских по обработке металла. Методом ковки изготавливались орудия труда и боевое оружие. Кроме ковки, для придания изделию необходимого вида применялись и другие технические методы — закалка, заточка, клёпка и пайка металлов.
Албанское гончарное искусство достигло большого мастерства. Печи для обжига керамики зафиксированы в различных местах. Албанские керамические изделия характеризуются равномерным обжигом, имеют сложные формы и разнообразную орнаментацию.
В городах Албании имелись мастерские по изготовлению стекла. Первоначально стекло привозилось из других стран, но, овладев искусством его изготовления, албаны начиная с первых веков нашей эры производили стеклянные бусы, а с III века н. э. сосуды из стекла.
Развивалось в Албании и ткацкое производство, свидетельством чего являются обнаруженные при археологических раскопках остатки льняных, шерстяных, шёлковых тканей.

### Денежное обращение
Монеты в Албании были в довольно широком обращении, о чём свидетельствует обнаруженный нумизматический материал. Привозные монеты появляются в Албании начиная с конца IV века до н. э.
Наибольшее количество монет-подражаний Кавказской Албании, по сравнению с другими обнаруженными кладами, было обнаружено в Хыныслинском и Кабалинском кладах. Ещё до обнаружения вышеупомянутых кладов подобные монеты находили в зоне раскопок Ялойлутепинской культуры. Клад же из погребения близ села Нюйди полностью состоит из 36 монет-подражаний.
На некоторых подобных монетах изображён Александр Македонский, на других — Зевс. Так, например, клад из Кабалы, зарытый в 20-е годы II века до н. э., содержал более 500 монет албанской чеканки — подражаний монетам Александра. В составе данного клада было также три подражания тетрадрахмам Селевкидов с попыткой передать греческую надпись (на одной изображён Аполлон). Исследовав лицевые и оборотные стороны этих монет, С. Дадашева пришла к выводу, что моделью для них служили тетрадрахмы Антиоха IV.
Появление на территории Албании парфянских монет привело к вытеснению местных подражаний парфянской драхмой. Это явление было связано также с тем, что парфянские монеты, начиная с 140 года до н. э., содержали всё меньше серебра.

Албанские изделия и монеты
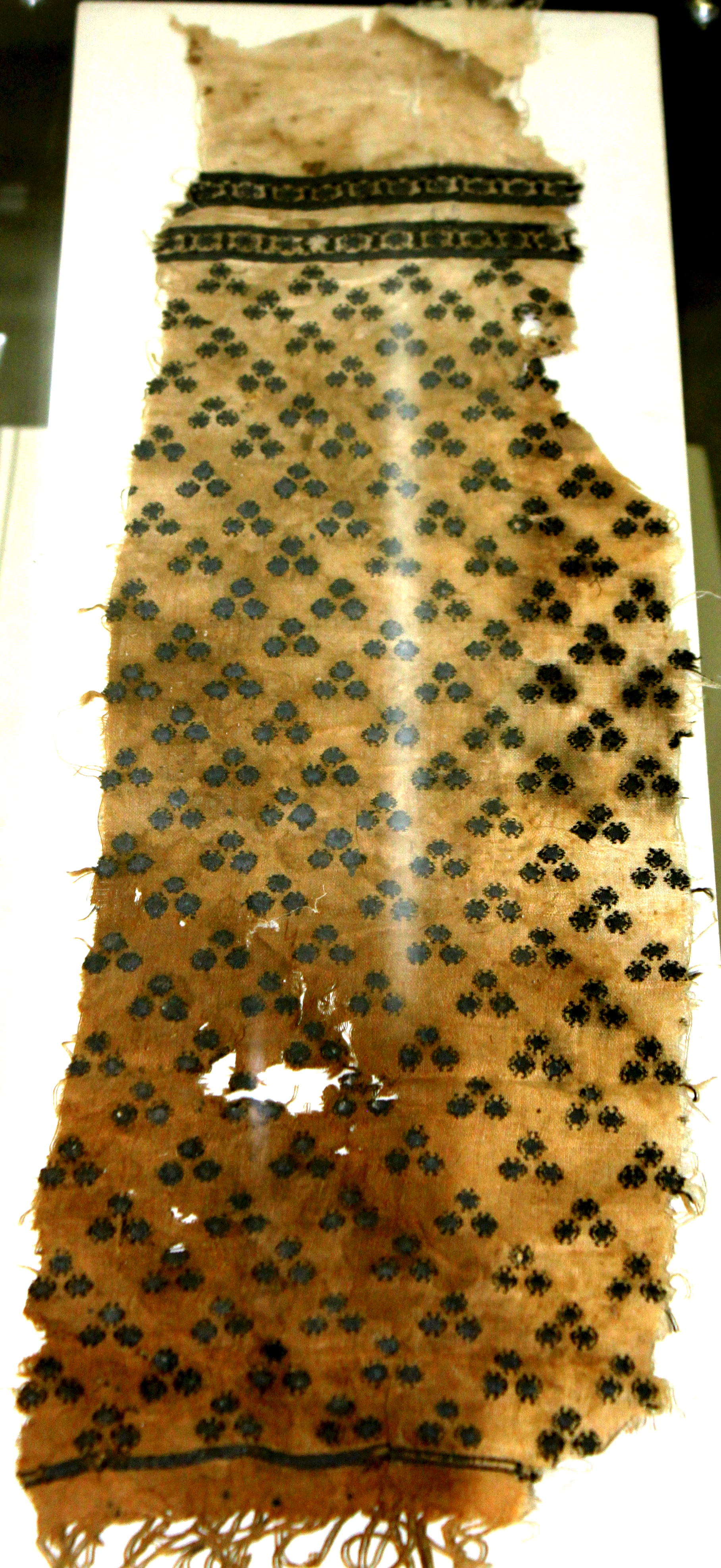
Остаток шёлковой ткани периода Кавказской Албании
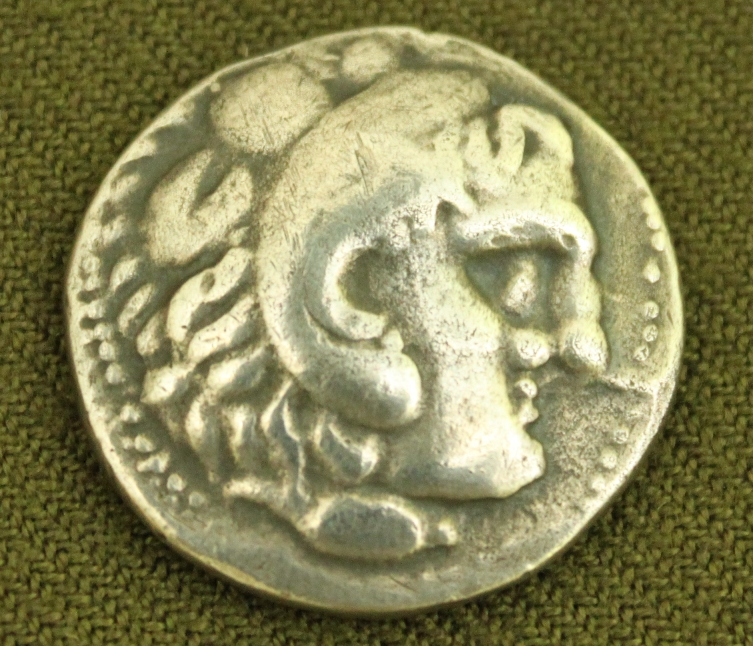
Подражание серебряной тетрадрахме Александра Македонского. II век до н. э.
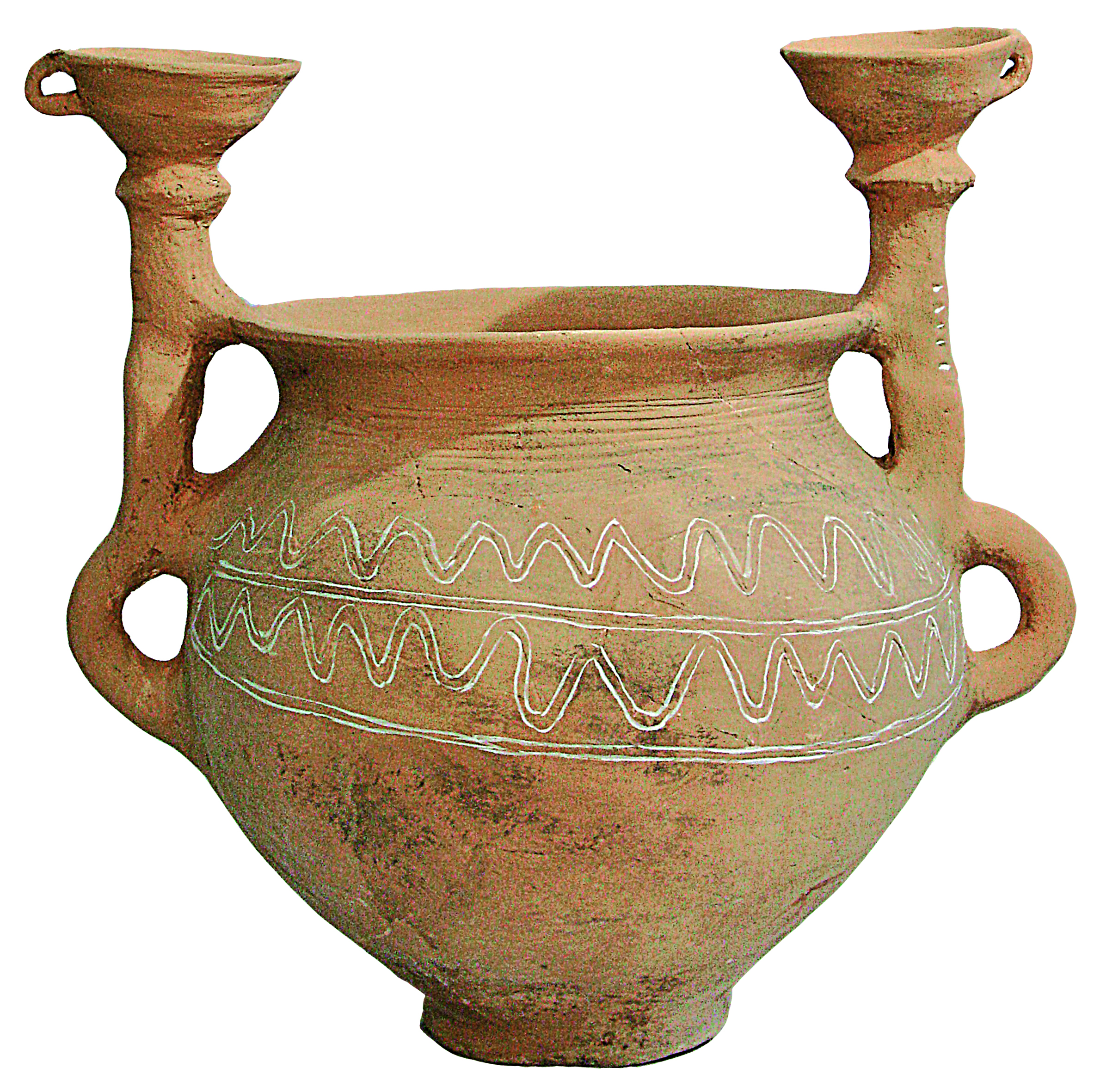
Керамическая посуда из Мингечевира

## Политизация истории Кавказской Албании
Изучение Кавказской Албании имеет длительную историю, однако, подверглось политизации. Некоторые из исследований советского и пост-советского периода переросли в политические дебаты об этногенезе азербайджанцев, «правильности» современных армяно-азербайджанских границ, доходившие до полного отрицания некоторыми существования албан вообще в истории. В идеологической борьбе, предшествовавшей и сопутствовавшей Карабахскому конфликту, именно эти историографические разногласия и сыграли решающую роль.

### Фальсификация истории Кавказской Албании
По мнению ряда специалистов, современная официальная азербайджанская историография занимается (примерно с середины 1960-х гг.) фальсификацией истории албан, мотивированной националистическими соображениями. В частности, переиздаются исторические источники с купюрами мест, где упоминаются армяне, слова «Армения» и «армяне» заменяются на «Кавказская Албания» и «кавказские албанцы».
Попытки фальсификации предпринимаются и со стороны лезгинских деятелей. Профессор физики и математики А. Абдурагимов издал две книги — «Кавказская Албания — Лезгистан: История и современность» и «Лезгины и древние цивилизации Ближнего Востока: История, мифы и рассказы», в которых автор проводит идею «прямой генетической связи» лезгин с такими древними народами, как шумеры, хурриты, урарты и албаны.
Кроме этого, Абдурагимова обвиняют в искажении исторических фактов — в частности, в том, что он полностью идентифицирует албанов и утиев/удин с легами/лакзами/лезгами, хотя на самом деле это родственные, но не тождественные этносы, причём эта дифференциация сохранялась на протяжении всей истории албанов.
Работы Абдурагимова подготовили почву для появления фальсификации — так называемой «албанской книги». Ещё в начале 1990-х гг. появилось сообщение об «обнаружении» «страницы из неизвестной албанской книги», дешифровка которой, как сообщалось, была осуществлена профессором химии Я. А. Яралиевым. Однако вскоре выяснилось, что текст составлен на современном лезгинском языке и в нём сильно искажаются исторические события. Подделка дала возможность различным лезгинским общественным и политическим деятелям утверждать, что лезгины — прямые потомки албанов, что «в основе албанской письменности и государственного языка лежит лезгинский язык», в котором и сохранился албанский язык. Отмечается, что «Албанская книга» стала своего рода катализатором и основой в сложении современной лезгинской этноцентристской мифологии.

### Ревизионистские концепции истории Кавказской Албании
Господствующая в Азербайджане историческая концепция, поддерживаемая на государственном уровне, рассматривает современное население страны как, в значительной степени, непосредственных потомков кавказских албан. В рамках этой концепции в Азербайджане преувеличивается роль Кавказской Албании и самих албан, при одновременном приуменьшении или полном отрицании роли Армении и армян в истории региона, отрицается влияние Армении на культуру и церковь Кавказской Албании, постулируется существование богатой албанской литературы, якобы уничтоженной армянами. В территорию Кавказской Албании, вопреки свидетельствам источников, включаются пограничные земли, не входившие в Албанию. В кавказские албаны записываются средневековые армянские деятели, в какой-либо степени связанные с территорией Кавказской Албании, также албанам приписываются армянские культурные памятники на этой территории.
Согласно В. Шнирельману, до середины 1960-х годов в Армении не уделялось внимания истории Карабаха. Лишь события 1965 года, посвящённые геноциду армян, позволили армянам предъявлять прямые претензии на свои утраченные древние земли, и возродили интерес к Карабахской проблеме. Изначально в Армении была принята концепция Еремяна, согласно которой правобережье Куры вошло в состав Армении во II веке до н. э. Однако, начиная со второй половины 1960-х годов, после попыток азербайджанцев сделать албанов своими непосредственными предками, что лишало армян решающих аргументов, ряд армянских писателей и историков для защиты своих позиций в территориальных спорах с Азербайджаном стал отрицать наличие каких бы то ни было албанских групп на правобережье Куры в раннем средневековье и доказывать, что эта территория входила в состав Армянского царства ещё с VI века до н. э. Следовательно, армяне проживали там с древнейших времён, и этническая граница, проходившая по реке Куре, сложилась задолго до возникновения Албанского царства. Некоторые армянские историки объявляют армянами утиев — коренное население области Утик. Таким образом, миф, созданный армянскими авторами, отрицал какие-либо связи албан с армянами и азербайджанцами. Шнирельман отмечает, что наряду с радикальными взглядами в армянской научной среде присутствовала и умеренная точка зрения об арменизации албан, ставящая под сомнение изначальное присутствие на этих территориях армянского населения.

## Комментарии
1. ↑  К. Тревер, однако, полагает, что эти сведения были собраны не Феофаном, а за несколько веков до него — вероятнее всего, Патроклом и его спутниками, — а поэтому относятся к IV—III вв. до н. э. и лишь к определённой группе населения Албании

1. ↑  Первая зона находилась между Курой и Алазани и включала современные Цителцкаройский, Сигнахский, Гурджаанский и Телавский муниципалитеты Грузии, а также левобережные части Газахского, Товузского, Шамкирского и частично Гёйгёльского районов Азербайджана

1. ↑  Вторая зона находилась между Алазани и Алджиганчаем и включала современные Балакенский, Загатальский, Гахский, Шекинский и часть Огузского районов Азербайджана и Лагодехский муниципалитет Грузии

1. ↑  Третья зона находилась между реками Алджиганчай и Гёйчай и включала Габалинский и восточную часть Огузского района Азербайджана

1. ↑  Четвёртая зона находилась между Гёйчаем или Гирдыманчаем и Пирсагатчаем. Пятая зона охватывала территории от Пирсагатчая до реки Сумгаит. Эти зоны располагались на территориях современных Исмаиллинского, Ахсуйского, Шемахинского и южной части Апшеронского районов

1. ↑  Место для хранения костей скелета после освобождения от мягких тканей

### Книги
на русском языке
- Акопян А. А. Албания-Алуанк в греко-латинских и древнеармянских источниках / Под ред. П. М. Мурадяна. — Ереван: Издательство Академии наук Армянской ССР, 1987. — 304 с.
- Алаев Л. Б., Ашрафян К. З. Восток в древности. — История Востока. — Восточная литература, 2002.
- Алаев Л. Б., Ашрафян К. З. Восток в средние века. — История Востока. — Восточная литература, 2002.
- Ашурбейли С. Б. Государство Ширваншахов. — Баку: Элм, 1983. — 294 с.
- Бартольд В. В. I // Сочинения. — М.: Наука, 1963. — Т. II.
- Босуорт К. Э. Мусульманские династии. — М.: Наука, 1971.
- Бретаницкий Л. С., Веймарн Б. В. Очерки истории и теории изобразительных искусств. Искусство Азербайджана IV—XVIII веков.. — М.: Искусство, 1976.
- Васильев Л. С. История Востока. — М.: Высшая школа, 1994. — Т. I. — 495 с.
- Гаджиев В. Г. История Дагестана / Даниялов Г. Д.. — Наука, 1967. — Т. I.
- Гаджиев М. С. Древний город Дагестана: опыт историко-топографического и социально-экономического анализа. — Восточная литература РАН, 2002. — 319 с.
- Гаджиев М. С., Кузнецов В. А., Чеченов И. М. История в зеркале паранауки: Критика современной этноцентристской историографии Северного Кавказа.. — М., 2006.
- Гаджиев М. С. Государство и право Кавказской Албании. Обычай, право и суд.. — Обычай и закон в письменных памятниках Дагестана V - начала XX в.. — М., 2009. — Т. 1. — ISBN 978-5-903715-02-2.
- Дандамаев М. А., Луконин В. Г. Культура и экономика древнего Ирана. — М.: Наука, 1980.
- Де Ваал, Томас. Чёрный сад. Армения и Азербайджан между миром и войной = Black Garden: Armenia and Azerbaijan Through Peace and War. — Текст, 2005. — 413 с. — ISBN 5-7516-0528-4.
- Дорн Б. А. I // Каспий. О походах древних русских в Табаристан. — Записки Академии Наук. — 1875. — Т. XXVI.
- Дружинин Н. М. Первобытно-общинный строй и древнейшие государства на территории СССР // Очерки истории СССР. — Академия Наук СССР, 1956.
- Дьяконов И. М. История Мидии. — М.—Л.: Академия Наук СССР, 1956.
- История Древнего мира. Упадок древних обществ / Дьяконов И. М., Неронова В. Д., Свенцицкая И. С.. — 2-е изд.. — М., 1983. — Т. III. — С. 201—220.
- Сакасена / Жуков Е. М.. — Советская историческая энциклопедия. — М., 1969. — Т. XII.
- II // Армяно-русские отношения в первой трети XVIII века / Ионнисян А.. — Екатеринбург: Академия наук Армянской ССР, 1967. — Т. II. — С. 338.
- Коряков. Ю. Б. Атлас кавказских языков. — РАН. Институт языкознания. — М., 2006.
- Крымский А. Е. Страницы из истории Северного или Кавказского Азербайджана (классической Албании). Шеки. — Сочинения в пяти томах. — Киев: Наукова Думка, 1974. — Т. IV. — С. 585—602.
- Минорский В. Ф. История Ширвана и Дербента. — М.: Восточной литературы, 1963.
- История древнего мира / Неронова В. Д.,  Егоров А. Б., Свенцицкая И. С и др.; [АН СССР, Ин-т востоковедения]; под ред. И. М. Дьяконова [и др.]. — 3-е изд., испр. и доп. — М.: Наука, 1989. — Т. 3: Упадок древних обществ. — 406 с. — ISBN 5-02-016977-3.
- А. П. Новосельцев. К вопросу о политической границе Армении и Кавказской Албании в античный период // Кавказ и Византия : Сб. — Ереван: Наука, 1979. — № I. — С. 10—18.
- Новосельцев А. П., Пашуто В. Т., Черепнин Л. В. Пути развития феодализма. — «Наука», 1972.
- Новосельцев А. П. Генезис феодализма в странах Закавказья. — М.: Наука, 1980. — С. 44.
- Новосельцев А. П. Хазарское государство и его роль в истории Восточной Европы и Кавказа. — М.: Наука, 1990.
- Первобытнообщинный строй. Древнейшие государства Закавказья и Средней Азии. Древняя Русь (до начала XIII в.) // История СССР с древнейших времен до наших дней / Пономарёв Б. Н.. — М.: Наука, 1966. — Т. I.
- Петрушевский И. П. Очерки по истории феодальных отношений в Азербайджане и Армении в XVI—начале XIX вв. — Л., 1949.
- Раджабли А. Нумизматика Азербайджана. — Баку: Элм ве Хаят, 1997. — 232 с.
- Рамазанов Х. Х., Шихсаидов А. Р. Очерки истории Южного Дагестана : Материалы к истории народов Дагестана с древнейших времен до начала XX в. / Ответственный редактор В. Г. Гаджиев. — Махачкала: Дагестанский филиал Академии наук СССР, 1964. — 278 с.
- Рыбаков Б. А. Очерки истории СССР. Кризис рабовладельческой системы и зарождение системы феодализма на территории СССР III—IX вв.. — М., 1958. — С. 303−313.
- Тер-Саркисянц А. Е. История и культура армянского народа с древнейших времен до начала XIX в.. — Восточная литература РАН, 2008. — 676 с.
- Лезгины / Толстов С. П.. — Народы Кавказа. — Академии наук СССР, 1960. — Т. I. — С. 504. — 1302 с.
- Тревер К. В. Очерки по истории и культуре Кавказской Албании IV в. до н. э. – VII в. н. э.. — М.—Л.: Изд. АН СССР, 1959.
- Всемирная история / Утченко С. Л., Каллистов Д. П., Павловская А. И., Струве В. В.. — М.: Политическая литература, 1956. — Т. II.
- Джонатан Харрис. Византия. История исчезнувшей империи = Jonathan Harris. The Lost World of Byzantium. — М.: Альпина Нон-фикшн, 2017.
- Шагинян А.К. Армения и страны южного Кавказа в условиях византийско-иранской и арабской власти. — С-Петербург, 2011.
- Шнирельман В. Албанский миф // Войны памяти. — М., 2003. — С. 216−222.

на английском языке
- Adontz Nicholas. Armenia in the period Justinian. The political conditions based on the naxarar system (англ.). — Lisbon, 1970.
- Caucasian Albania: An International Handbook / Ed. by Jost Gippert and Jasmine Dum-Tragut. Brill, 2023.
- C. F. J. Dowsett. The History of the Caucasian Albanians by Movses Dasxuranci (англ.). — London Oriental Series. — Oxford University Press, 1961. — Vol. VIII.
- J. Gippert, W. Schulze, Z. Aleksidze, J. P. Mahé. The Caucasian Albanian Palimpsests of Mount Sinai (англ.). — Brepols, 2008.
- Robert H. Hewsen. The Geography of Ananias of Sirak (ASXARHACOYC) (англ.). — Dr.Ludwig Reichert Verlag. Wiesbaden, 1992.
- Robert H. Hewsen. Armenia: A Historical Atlas (англ.). — University Of Chicago Press, 2000. — ISBN 0-2263-3228-4.
- Hubert Kayfhold. The History of Byzantine and Eastern Canon Law to 1500 (англ.) / Wilfried Hartmann, Kenneth Pennington. — The Catholic University of America Press, 2012.
- Philip L. Kohl, Mara Kozelsky, Nachman Ben-Yehuda. Selective Remembrances: Archaeology in the Construction, Commemoration, and Consecration of National Pasts (англ.). — University of Chicago Press, 2007. — P. 101. — ISBN 0226450597, 9780226450599.
- Martirosyan H. Etymological Dictionary of the Armenian Inherited Lexicon (англ.). — Indo-European Etymological Dictionary. — Brill, 2009. — Vol. 8. — 672 p.
- Minorsky V. Caucasica IV (англ.). — Bulletin of the School of Oriental and African Studies. — 1953. — Vol. 15. — P. 504—529.
- Minorsky V. A History of Sharvan and Darband in the 10th — 11th centuries (англ.). — Cambridge, 1958.
- James Stuart Olson. An Ethnohistorical Dictionary of the Russian and Soviet Empires (англ.). — Greenwood Publishing Group, 1994.
- Redgate Anne Elizabeth. The Armenians (англ.). — Blackwell, 2000.
- Steven Runciman. The Emperor Romanus Lecapenus and his reign: a study of tenth-century Byzantium (англ.). — Cambridge University Press, 1988.
- Victor A. Shnirelman. The value of the past: myths, identity and politics in Transcaucasia. — Senri Ethnological Studies. — National Museum of Ethnology, 2001.
- Toumanoff, Cyril. INTRODUCTION TO CHRISTIAN CAUCASIAN HISTORY The Formative Centuries (IVth-VIIIth). — Traditio. — Georgetown University Press, 1959.
- Toumanoff, Cyril. INTRODUCTION TO CHRISTIAN CAUCASIAN HISTORY: II: States and Dynasties of the Formative Period. — Traditio. — Georgetown University Press, 1961.
- Alison Vacca. Non-Muslim Provinces under Early Islam. Islamic Rule and Iranian Legitimacy in Armenia and Caucasian Albania. — Cambridge University Press, 2017.

на немецком языке
- Paulys Real Encyclopädie der classischen Altertumswissenschaft. — Stuttgart : J.B. Metzler, 1894.
- Josef Markwart. Ērānšahr nach der Geographie des Ps. Moses Xoranacʽi (нем.). — Berlin, 1901.

### Статьи
на русском языке
- Абрамян А. Г.[арм.]. Албанский календарь // Материалы второй Закавказской конференции по историй науки. — Баку: Элм, 1967.
- Алексидзе З. Н. Обнаружена письменность Кавказской Албании // Georgian Academy of Sciences: K. Kekelidze Institute of Manuscripts. — 2002.
- Аликберов А. К. Кавказская Албания и лезгинские народы: актуальные проблемы, новые дискурсы // Albania Caucasica. — М.: ИВ РАН, 2015. — С. 16—27.
- Аликберов А. К. Народы и языки Кавказской Албании. О языковом континууме как альтернативе койне. Язык письменности и «язык базара» // Albania Caucasica. — М.: ИВ РАН, 2015. — С. 81—116.
- Аликберов А. К., Мудрак О. А. Арран и сопредельные страны в парфянском тексте трёхъязычной надписи III в. на скале Ка‘ба-йи Зардушт (ŠКZ)* // Вопросы ономастики. — М.: Издательство Уральского университета, 2020. — Т. 17, № 1. — С. 190—200.
- Алексидзе З. Становление национальных церквей на Кавказе // Кавказ & Глобализация. — 2008. — С. 161—169.
- Арапов Д. Ю. Кавказская Албания // Большая российская энциклопедия. — 2008.
- Бабаев И. А. К вопросу о возникновении Государства Албании (Кавказской) // Известия Академии наук Азербайджанской ССР. — Баку, 1976. — № № 4.
- Ваидов Р. М. Археологические работы в Мингечауре в 1950 году // Краткие сообщения Института истории материальной культуры. — 1952. — № 46.
- Верт. П. Глава церкви, подданный. Императора: Армянский Католикос на Перекрестке Внутренней и. Внешней Политики Империи, 1828–1914 // Ab imperio. — 2006. — № 3. — С. 103.
- Гаджиев М. С. Лпиния // Дагестан в эпоху Великого переселения народов (этногенетические исследования). — Институт ИАЭ ДНЦ РАН, 1998. — С. 7–42.
- Гаджиев М. С. Гемма-печать царя Албании Асвагена // Вестник древней истории. — Наука, 2003. — № 1(244). — С. 102–119.
- Гаджиев М. С. К изучению права Кавказской Албании. — Проблемы истории, филологии, культуры, 2006. — № №16/1. — С. 243−257.
- Гаджиев М. С. 3ороастрийский погребальный комплекс близ Дербента // Российская археология. — 2007. — № №4. — С. 51−63.
- Гаджиев М. С. Обычай и закон в письменных памятниках Дагестана V — начала XX в. Государство и право Кавказской Албании. — М., 2009. — С. 38.
- Гаджиев М. С. Обычное право в текстах и комментариях. Каноны царя Албании Вачагана Благочестивого, 488 г. // Институт Востоковедения, ДНЦ, Институт истории, археологии, этнографии РАН. — М., 2009. — С. 83.
- Гаджиев М. С. «Албанская книга» и её роль в сложении лезгинской этноцентристской мифологии // Фальсификация исторических источников и конструирование этнократических мифов  / Петров А. Е., Шнирельман В. А.. — М.: Отделение историко-филологических наук РАН, 2011. — С. 187−195. — ISBN 987-5-94375-110-3.
- Гаджиев М. С., Малашев В. Ю. «Княжеские» и элитные воинские погребения позднесарматского и гуннского времени в Дагестане // Краткие сообщения Института археологии. — М.: ИВ РАН, 2014. — С. 9—24.
- Гаджиев М. С. К интерпретации сведений о создании письменности Кавказской Албании // Albania Caucasica. — М.: ИВ РАН, 2015. — С. 177—188.
- Гаджиев М. С. Хронология Аршакидов Албании // Albania Caucasica. — М.: ИВ РАН, 2015. — С. 68—75.
- Гаджиев М. С. Кавказская Албания и Дагестан: историко-географический и административно-политический аспекты // Albania Caucasica: Сб. статей. — Вып. I. — Институт востоковедения РАН, 2015. — ISBN 978-5-89282-642-6.
- Гаджиев М. С. О противоборстве зороастризма и христианства в Кавказской Албании (краткий обзор) // Институт востоковедения НАН РА. — Ереван, 2015. — ISBN 978-5-8080-1191-5.
- Гумба Г. Кавказская Албания по «Ашхарацуйцу» Вардана Вардапета (XIII в.) // Вестник социальных наук. — 1986. — № №9. — С. 64—73.
- Дадашева С. А. Местный чекан в монетном обращении Кавказской Албании // Вестник древней истории. — 1980. — № 2. — С. 121—129.
- Казарян А. Ю. Кавказская Албания // Православная энциклопедия. — М., 2000. — Т. 1. — С. 455—464.
- Климов Г. А. Языки мира: Кавказские языки. Агванский язык // Академия. — 1999. — С. 450—460.
- Колесников А. И. Гонения на христиан в доисламском Иране // Православная энциклопедия. — М., 2006. — Т. 12. — С. 49—50.
- Крымский А. Е. Страницы из истории Северного или Кавказского Азербейджана (классической Албании). — Л.: Академия Наук СССР, 1934. — С. 289—305.
- Кузнецов И. Удины.
- Майсак Т. А. К публикации кавказско-албанских палимпсестов из Синайского монастыря // Вопросы языкознания. — М., 2010. — № 6. — С. 88—107.
- Майсак Т. А. Переводы «Отче наш» в истории удинского языка // Родной язык. — 2019. — С. 114—145.
- Марр Н. Я. К истории передвижения яфетических народов с юга на север Кавказа // Известия императорской Академии наук. — 1916. — № №15. — С. 1379−1408.
- Муравьёв С. Н. Птолемеева карта Кавказской Албании и уровень Каспия // Вестник Древней Истории. — М., 1983. — С. 117—147.
- Муравьёв С. Н. Заметки по исторической географии Закавказья, Плиний о населении Кавказа // Вестник Древней Истории. — М., 1988. — С. 156—161.
- Новосельцев А. П. К вопросу о политической границе Армении и Кавказской Албании в античный период // Кавказ и Византия : Сб. — Ереван: Наука, 1979. — № I. — С. 10−18.
- Орбели И. А. Албанские рельефы и бронзовые котлы XII-XIII вв. // Памятники эпохи Руставели. — Л.: АН СССР, 1938. — С. 301—326.
- Семёнов И. Г. О времени воцарения в Кавказской Албании Аршакидской династии // Albania Caucasica. — М.: ИВ РАН, 2015. — С. 57—67.
- Смышляев А. Л. Латинская надпись из Азербайджана: Проблемы и история интерпретации // Вестник древней истории. — М.: ИВ РАН, 2018. — № 78/3. — С. 581—610.
- Тревер К. В. К вопросу о культуре Кавказской Албании (доклад на XXV Международном конгрессе востоковедов. — 1960.
- Халилов Д. А. Закавказье в античную эпоху. Кавказская Албания // Археология СССР. — м.: Наука, 1985. — С. 93—105.
- Шанидзе А. Г. Новооткрытый алфавит кавказских албанцев и его значение для науки // Известия института языка, истории и материальной культуры им. акад. Н. Я. Марра. — 1938. — С. 3—4.
- Юшков С. В. К вопросу о границах древней Албании // Исторические записки. — М., 1937. — № № I. — С. 129−148.
- Якобсон А. Л. Из истории армянского средневекового зодчества (Гандзасарский монастырь XIII в.) // К освещению проблем истории и культуры Кавказской Албании и восточных провинций Армении / Составитель: П. М. Мурадян. — Ереван: Издательство Ереванского Государственного университета, 1991. — С. 433−456.
- Ямпольский З. И. Албания Кавказская // Большая советская энциклопедия. — М., 1969. — Т. I.
- Яновский А. О древней Кавказской Албании // Журнал Министерства народного просвещения. — СПб.: Императорская Академия Наук, 1846.

на английском языке
- Bosworth C. E. ARRĀN (англ.) // Encyclopædia Iranica. — 1986. — Vol. II. — P. 520—522.
- Bosworth C. E. BARḎAʿA (англ.) // Encyclopædia Iranica. — 1988. — Vol. III. — P. 779—780.
- Bosworth C. E. BAYLAQĀN (англ.) // Encyclopædia Iranica. — 1989. — Vol. IV.
- George A. Bournoutian. A Brief History of the Aghuank Region (англ.) // Armenian Studies Series. — Mazda Publishers, 2009. — No. 15. — ISBN 1-56859-171-3, ISBN 978-1568591711.
- Chaumont M. L. Albania (англ.) // Encyclopædia Iranica. — 1985. — Vol. I. — P. 806—810.
- Chaumont M. L. CAMBYSENE (англ.) // Encyclopædia Iranica. — 1990. — Vol. IV. — P. 726.
- Igor Dorfmann-Lazarev. Between the Planes and the Mountains: the Albanian-Armenian Marches in the 12th Century and David of Gandzak (c. 1065–1140) // Caucasian Albania / Edited by Jost Gippert and Jasmine Dum-Tragut[нем.]. — De Gruyter, 2023. — P. 537—570.
- Nora Dudwick. The Case of the Caucasian Albanians: Ethnohistory and Ethnic Politics (англ.) // Cahiers du Monde russe et soviétique. — 1990. — Vol. 31. — P. 377—383.
- Farrokh Kaveh, Sanchez-Gracia Javier, Maksymiuk Katarzyna. Caucasian Albanian Warriors in the Armies of pre-Islamic Iran // HISTORIA I ŚWIAT. — 2019. — № №8. — P. 21—36.
- Benjamin W. Fortson. Indo-European Language and Culture: An Introduction // John Wiley and Sons. — 2009. — P. 242.
- Richard Nelson Frye.  // Encyclopaedia of Islam. — E. J. BRILL, 1986. — Vol. I. — P. 660.
- Murtazali Gadjiev. On the Construction Date of the Derbend Fortification Complex (англ.) // Iran and the Caucasus. — E. J. BRILL, 2008. — No. 12. — P. 121—131.
- Murtazali Gadjiev. Construction Activities of Kavād I in Caucasian Albania (англ.) // Iran and the Caucasus. — E. J. BRILL, 2017. — No. 21. — P. 121—131.
- Murtazali Gadjiev. The Mission of Bishop Israyēl in the Context of the Historical Geography of Caucasian Albania (англ.) // From Albania to Arran: The East Caucasus between Antiquity and Medieval Islam (c. 300 BCE–1000 AD). — Gorgias Press, 2020. — P. 101—120.
- Robert H. Hewsen. Caspiane: an historical and geographical survey (англ.). — 1973.
- Robert H. Hewsen. Ethno-History and the Armenian Influence upon the Caucasian Albanians (англ.) // Classical Armenian Culture. Influences and Creativity  / Samuelian, Thomas J. (Hg.). — 1982.
- Robert H. Hewsen. On the location of the Lupenians, a vanished people of southeast Caucasia (англ.) // Acta Orientalia Academiae Scientiarum Hung. — 1997.
- Robert H. Hewsen. Caucasian Countries (англ.) // The Encyclopedia of the Roman Army  / Yann Le Bohec. — John Wiley & Sons, 2015.
- James Howard-Johnston. ḴOSROW II (англ.) // Encyclopædia Iranica. — 2010.
- Jasmine Dum-Tragut[нем.]. One or two? On the Development of the “Church of Albania” // Caucasian Albania / Edited by Jost Gippert and Jasmine Dum-Tragut. — De Gruyter, 2023. — P. 285—331.
- Murtuzali S. Gadjiev. The Writing of Caucasian Albania (англ.) // Selective remembrances: archaeology in the construction, commemoration, and consecration of national pasts. — University of Chicago Press, 2007.
- Nina G. Garsoian. IRAN AND CAUCASIA (англ.) // Nationalism and social change in Transcaucasia. — 1980.
- Gippert J. Old Armenian and Caucasian Calendar Systems: The Albanian Month Names (англ.) // Annual of Armenian Linguistics. — 1987. — P. 35—46.
- Erich Kettenhofen[нем.]. DARBAND (англ.) // Encyclopædia Iranica. — 2011. — Vol. VII. — P. 13—19.
- Jost Gippert, Wolfgang Schulze. Some Remarks on the Caucasian Albanian Palimpsests (англ.) // Iran and the Caucasus. — E. J. BRILL, 2007.
- Martirosyan H. Armenian mawr ‘mud, marsh’ and its hydronimical value (англ.) // Aramazd. — Yerevan, 2009. — Vol. IV, no. 1. — P. 73—85.
- Lee E. Patterson. Pompey's Albanian connection at Justin XLII, 3, 4 (англ.) // Latomus. — 2002.
- Nicolas J. Preud’homme. 261 CE – Revolution in Caucasian Iberia (англ.) // Institute of Georgian History Proceedings 14. — 2018. — 42—66.
- Wolfgang Schulze. The Language of the ‘Caucasian Albanian’ (Aluan) Palimpsest from Mt.Sinai and of the ‘Caucasian Albanian’ inscriptions (англ.). — 2003.
- Wolfgang Schulze. Some notes on the relationship between Caucasian Albanian and Udi (англ.). — 2013.
- Wolfgang Schulze. Caucasian Albanian and the Question of Language and Ethnicity (англ.). — 2017.
- Seibt Werner. The Creation of the Caucasian Alphabets as Phenomenon of Cultural History (англ.). — 2011.
- Toumanoff Cyril. ARSACIDS vii. The Arsacid dynasty of Armenia (англ.) // Encyclopædia Iranica. — 2016. — Vol. II. — P. 543—546.

на французском языке
- Jean-Pierre Mahé. L’historiographie arménienne de la conversion des Albaniens (фр.). — Philologie et historiographie du Caucase chrétien, 2008.